# Fürstpropstei Berchtesgaden
Das erstmals im Jahr 1102 urkundlich erwähnte Klosterstift Berchtesgaden (berthercatmen) im äußersten Südosten des heutigen Bayern wurde 1380 als Zepterlehen zur Reichsprälatur Berchtesgaden und schließlich 1559 zur Fürstpropstei Berchtesgaden erhoben. Schon die Stiftspröpste des alten Augustiner-Chorherren-Stiftes hatten ab 1194 geistliche und weltliche Macht inne. Ab 1380 waren sie als Reichsprälaten im Reichstag mit Sitz und Stimme vertreten. Als Fürstpropstei bildete das Land Berchtesgaden bzw. Berchtesgadener Land bis 1803 ein eigenständiges, reichsunmittelbares Fürstentum. Die Residenz der Stifts- und Fürstpröpste war das mit den Jahren erweiterte Klosterstiftsgebäude im Haupt- und Ursprungsort Berchtesgaden.
Die Landesherrschaft wurde vom Propst ausgeübt, daneben hatten auch die Chorherren großen Einfluss. Dem Stift wurde 1156 die Forsthoheit und damit verbunden auch die Schürffreiheit auf Salz und Metall gewährt. Während die heimische Land- und Viehwirtschaft bis zuletzt nur wenig ertragreich blieb, sorgten Salz- und Metallgewinnung für wirtschaftlichen Aufschwung und Arbeitsplätze, die einem Teil der „Nebenerwerbsbauern“ das Auskommen sicherte. Das Salz bildete allerdings auch Anlass für politische Ränke und sogar kriegerische Auseinandersetzungen. So versuchte insbesondere das sein Kerngebiet nahezu vollkommen umschließende Erzstift Salzburg die Unabhängigkeit des Klosterstifts stets aufs Neue einzuschränken.
Eine weitere Einnahmequelle für die Berchtesgadener Bevölkerung bildete seit Ende des 15. Jahrhunderts die Berchtesgadener War, das als Holzspielzeug nach dem Vorbild Ammergaus bald den Weg in „die fernsten Theile der handelnden Welt gefunden“ hatte. Demgegenüber stand der seit Ende des 14. Jahrhunderts immer wieder kritisierte luxuriöse und „unwürdige“ Lebenswandel der Augustiner-Chorherren, der zu großen Schuldenlasten und damit zu jahrzehntelangen Verpfändungen stiftseigener Salinen führte.

## Gebiet

### Geschlossener Waldbezirk als Kerngebiet

Geschlossener Waldbezirk des Klosterstifts bzw. Land Berchtesgaden der Fürstpropstei Berchtesgaden mit heutigen Grenzen der Gemeinden Berchtesgaden, Bischofswiesen, Marktschellenberg, Ramsau bei Berchtesgaden und Schönau am Königssee sowie den zwei gemeindefreien Gebieten bzw. Forsten Schellenberger Forst im Norden und Eck im Osten. Wasserflächen: (li.) Hintersee, (re.) Königssee und Obersee

Seit dem 10. Jahrhundert als Bannwald der Sieghardinger Grafen erstmals grundherrschaftlich erfasst, war das von Irmgard von Sulzbach kurz vor ihrem Tod († 1101) für ein Klosterstift ausersehene Gebiet nur sehr dünn besiedelt. Die nach erster Ehe mit einem Sieghardinger verwitwete Irmgard hatte diesen von ihm ererbten Besitz in die Ehe mit Gebhard II. von Sulzbach († 1085) als Morgengabe eingebracht.
Bereits in seinen Anfängen um 1101 wurde das Klosterstift und dessen erster Propst Eberwin von Irmgards Sohn Graf Berengar I. mit dem in sich geschlossenen Land um Berchtesgaden sowie u. a. den Besitzungen in Niederheim im Pinzgau ausgestattet. 1125 gab Berengar I. auch noch „omnem silvam ad locum Grauingaden dictum pertinentem“, d. h. das vollständige Waldgebiet des seinerzeit noch Grafengaden genannten Ortes St. Leonhard bei Grödig dazu. Die Grenze dieses Waldes wurde wie folgt von den Historikern festgestellt: Sie führte über den Diezzenbach (Dießbach; vermutlich benannt nach derer von Dießen mit Sitz in Reichenhall) der Sala (Saalach) entlang zum Dorf Waliwes (Wals), dann zum Sumpfland Uilzmos (Viehausermoos) und nach Anava (Anif), von da Salzach aufwärts zum oberen Scrainpach (Schrainbach) weiter zum Farmignekke (Fahreneck ?) und zur Swalwen (Ecker Sattel ?), dann hinauf zum Gelichen (Hoher Göll), zum Ursprung des Cuonispach (Königsbach), weiter Ouzinsperch und Pochisrukke (Grat am Schneibstein ?), zum See am Phafinsperch (Seeleinsee), durch das Langtal zur Viscuncula (Fischunkel) hinab; damit lag vieles auf dem Gebiet des Erzstifts Salzburg, so dass Auseinandersetzungen vorprogrammiert waren.
Am 8. Mai 1155 kam es zu einem Gütertausch zwischen Erzbischof Eberhard I. von Salzburg und Propst Heinrich I.; für einen Hof in Landersdorf bei Wölbling erweiterte sich das Gebiet des Klosterstifts um das „pratum Bisvolfeswisen“ (Bischofswiesen).
Das Kerngebiet des Landes Berchtesgaden umfasste damit den „geschlossenen ursprünglichen Waldbezirk“ innerhalb des Berchtesgadener Talkessels. Darüber hinaus war das Klosterstift mit „größeren und kleineren Herrschaften“ in Grödig, Reichenhall, am Schönberg und im Gebirge durch die „Grafen von Rot, Wasserburg und Plaien“ sowie aus „dem Hause Andechs und Dießen“ ausgestattet. Bis zum 13. Jahrhundert kamen weitere Liegenschaften wie Weinberge, Mühlen und Landgüter hinzu, unter anderem in Niederbayern, im nördlichen Oberbayern, in der Oberpfalz, in Mittelfranken, Schwaben und Österreich, dazu Residenzen („Höfe“) in Salzburg, München, Regensburg und Klosterneuburg.
Das Klosterstift war wenige Jahre nach seiner Gründung bereits „Herr über den gesamten Grund und Boden“ jenes genau begrenzten Gebietes, das in etwa dem der späteren Fürstpropstei entsprach. Als dessen Besitzer war es zugleich auch allein zuständig für die Rodungen und die Besiedlung der gerodeten Freiflächen, woran sich im 12. und 13. Jahrhundert die kaiserlichen Regalien und die Gerichtszuständigkeiten knüpften – nach Dieter Albrecht „eine zentrale Voraussetzung“ der späteren Landeshoheit „im Berchtesgadener Land“.

### Gnotschaften

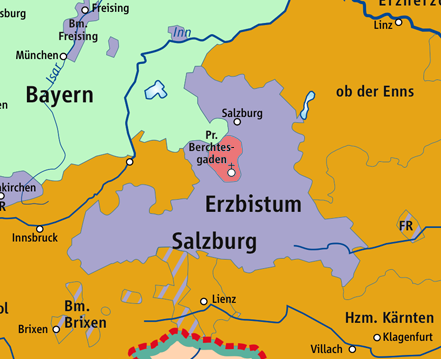
Kerngebiet der Fürstpropstei Berchtesgaden 1789, eingeschlossen von Kurfürstentum Bayern und Erzstift Salzburg

Um die Hauptorte des Berchtesgadener Kernlandes, den zentralen Markt Berchtesgaden und den Markt Schellenberg, gruppierten sich vermutlich schon kurz nach Propst Ulrich Wulps Landbrief von 1377 die acht Urgnotschaften Au, Salzberg, Bischofswiesen, Ettenberg, Gern, Ramsau, Scheffau und Schönau, die im ersten Steuerbuch des Berchtesgadener Landes von 1456 namentlich beurkundet sind. Diese waren in eine variierende Anzahl von Gnotschaftsbezirken unterteilt, in denen sich die dort lebenden Bauern jeweils für ein oder zwei Jahre einen Gnotschafter (andere Schreibweise Gnotschäfter) wählten. 1802, ein Jahr vor der Säkularisation, waren die acht Gnotschaften in 32 Gnotschafterbezirke unterteilt.

### Herrschaftsbereiche als Fürstpropstei
Das 1559 zur Fürstpropstei erhobene Berchtesgadener Land war als einziges und kleinstes Fürstentum innerhalb des Bayerischen Reichskreises mit eigener Virilstimme vertreten. Einige Besitzungen mussten wegen der stetig steigenden Schulden zum Teil verpfändet oder verkauft werden oder wurden im Rahmen eines Interessenausgleichs getauscht.
So zählten am Ende des 16. Jahrhunderts neben dem Kernland beziehungsweise dem „geschlossenen Bezirk“ mit seinen Gnotschaften noch Besitztümer in folgenden Regionen zum Einfluss- und Herrschaftsbereich der Fürstpropstei:
- jenseits der Berchtesgadener Ache Richtung Hallein
- im Amt Grafengaden zu St. Leonhard
- im Amt Reichenhall
- im Amt Frohnwiese zwischen Lofer und Saalfelden
- in der Propstei Niederheim am Heuberg im Pinzgau und Pongau
- in den Ämtern Eging und Mauerheim
- im Amt Lamprechtshausen
- in Niederbayern unter anderem die Hofmarken der Propstei Jettenstätten, der Propstei Weidenbach, des Gerichts Griesbach (Amt Rottal) und mehrere innerhalb des Pflegamts Wasentegernbach
- zudem unterstand ihr die Herrschaft Eisenthür zu Krems in Niederösterreich sowie das Kastenamt zu Linz in Oberösterreich

## Geschichte

### Frühgeschichte, Namensgebung und Ersterwähnung

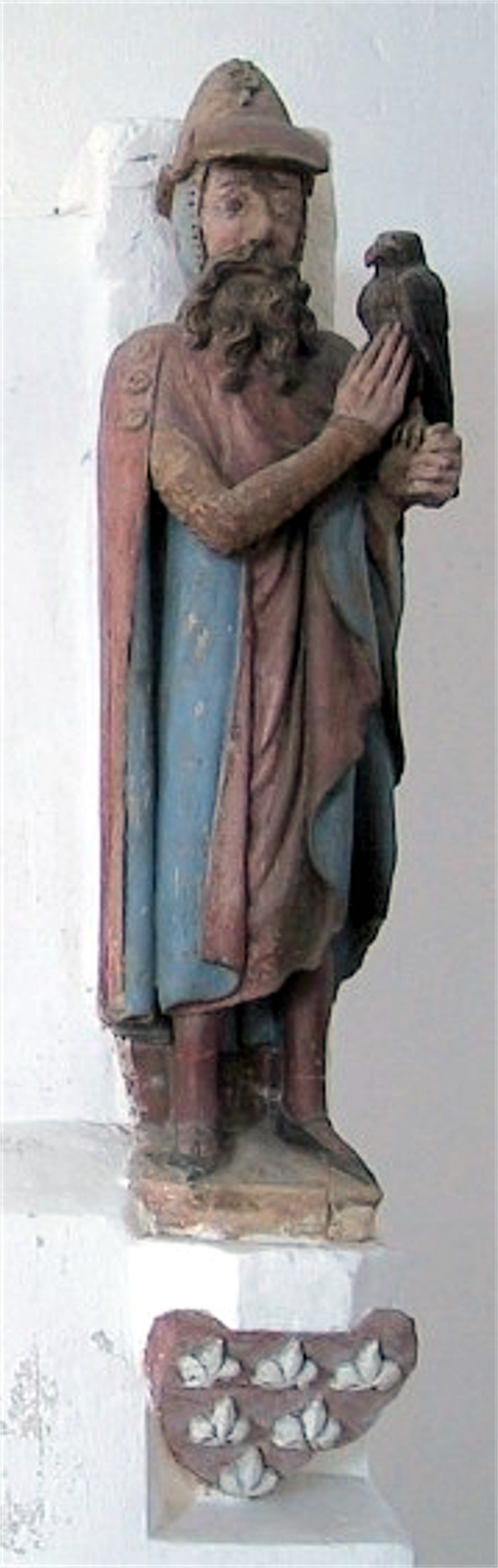
Berengar I. von Sulzbach († 1125) mit Jagdfalke und Wappen im Kloster Kastl

Zur Früh- beziehungsweise Vorgeschichte der Region um Berchtesgaden existieren lediglich Streufunde (vorwiegend Lochäxte) aus der Jungsteinzeit, die den Aufenthalt von Fischern und Jägern vor 4000 Jahren belegen. Ein Münzfund aus der Latènezeit (5. bis 1. Jahrhundert v. Chr.) könnte auch durch Verschleppung erklärt werden, da bislang keine Siedlungsreste aus dieser Zeit nachgewiesen werden konnten.
Im Frühmittelalter gehörte das Gebiet des Berchtesgadener Landes zum baierischen Stammesherzogtum. Dem ersten Bischof von Salzburg und „Apostel Bayerns“ Rupert schenkte Herzog Theodo II. im Jahr 700 die Almen Gauzo (Götschen) und Ladusa (Larosbach) im heutigen Marktschellenberg. Der einstige Salzburggau war in mehrere Grafschaften unterteilt, von denen eine Grafengaden war. Zu ihr gehörte das Berchtesgadener Waldgebiet, in dem im 10. und 11. Jahrhundert das edelfreie Geschlecht der Aribonen lebte.
Der erste Teil des Namens könnte sich entweder von der Perchta oder einem Siedler mit dem Namen Perther ableiten, der zweite Teil von Gaden, einem umzäunten Wohnsitz. Nach Helm und Feulner könnte dieser Perther auch ein Aribone gewesen sein, der dort ein einstöckiges Haus beziehungsweise eine Jagdhütte unterhielt, in deren Nähe auch einige Hütten für Dienstleute standen. Ab Ende des 12. Jahrhunderts ist in den Urkunden häufig von „berhtersgaden“ die Rede. Eine andere Quelle nennt die Schreibweisen „Berchtersgadmen“ für 1106 (im Gegensatz zur fehlerhaften Schreibweise „Berthercatmen“ einer päpstlichen Kanzlei), für 1121 „Perehtgeresgadem“; weitere Schreibweisen im 12. Jahrhundert seien „Perhtersgadem“, „Perthersgadem“ und „Berhtersgadem“ gewesen. In der 1456 gefertigten Kopie einer Urkunde von 1266 ist zum ersten Mal die heutige Schreibweise „Berchtesgaden“ enthalten. Spätestens ab dem 18. Jahrhundert ist (auch) von Brechtolsgaden die Rede, in Historische abhandlungen der königlich-baierischen Akademie aus dem Jahr 1807 vom „vormaligen Stift Bertholdsgaden“. Und in Herders Conversations-Lexikon von 1854 gibt es, korrespondierend mit einer Berchtesgadener Sage, die alternierenden Stichwörter „Berchtesgaden“ und „Berchtoldsgaden“.
Erstmals urkundlich erwähnt wurde Berchtesgaden im Jahre 1102. Seiner Gründung war vermutlich im Frühjahr 1101, womöglich aber auch schon weit früher ein Gelübde der Gräfin Irmgard von Sulzbach vorangegangen, das sie zur Initiative gebenden Mitstifterin des Augustiner-Chorherrenstifts Berchtesgaden werden ließ. Der Legende nach wollte sie als Dank für die Errettung ihres Ehemannes Graf Gebhard II. von Sulzbach nach einem Jagdunfall bei dem Felsen, auf dem jetzt die Berchtesgadener Stiftskirche steht, ein Kloster stiften.
Den Berchtesgadener Besitz hatte Irmgard aus ihrer ersten Ehe mit dem Sieghardinger Grafen Engelbert V. im Chiemgau als Witwengabe eingebracht und hierzu in ihrem Gelübde verfügt, dass dort eine Klerikergemeinschaft nach der Idee des „gemeinschaftlichen Lebens“ (congregatio clericorum communis vite) entstehen soll. „Durch verschiedene weltliche Angelegenheiten aufgehalten“, vermochte Irmingard die Gründung des Stifts nicht mehr selber in die Wege zu leiten. Deshalb beauftragte sie kurz vor ihrem Tod ihren Sohn Berengar I. von Sulzbach, die Stiftsgründung zu „ihrem und seinem Seelenheil“ voranzutreiben.

### Gründung als Stiftspropstei

Privileg von Papst Paschalis II. für Berchtesgaden

Gründungsbericht des Stifts Berchtesgaden

Berengar I. von Sulzbach, ein enger Vertrauter Kaiser Heinrichs V. und Anhänger eines kirchlichen Reformkreises, begann schon bald nach dem Tod seiner Mutter Irmgard am 14. Juni 1101 ihr Gelübde in die Tat umzusetzen. Er gründete das Berchtesgadener Klosterstift und ernannte den Kanoniker Eberwin zum Stiftspropst. Unter dessen Führung entsandte er drei Augustiner-Chorherren und vier Laienbrüder aus dem Kloster Rottenbuch, das seinerzeit als Mutterstift der Augustiner in Altbayern wegweisend in der Kanonikerreform war, nach Berchtesgaden. Gemeinsam mit seinem Halbbruder Kuno von Horburg-Lechsgemünd setzte sich Berengar I. anschließend für die päpstliche Bestätigung der Klostergründung ein. Vermutlich 1102 (spätestens 1105) reiste Kuno von Horburg im Auftrag Berengars II. zusammen mit Eberwin nach Rom. Papst Paschalis II. hatte „sehr wahrscheinlich“ am 7. April 1102 das gräfliche Eigenkloster berthercatmen unter seinen Schutz gestellt und dieses „Privileg“ Berengar I. und Kuno von Horburg schriftlich bestätigt.
Berengar I. gründete 1102/03 auch noch das Reformkloster Kastl; das Berchtesgadener Stift kam nicht über eine Zelle hinaus.
Laut der Fundatio hätten die Augustiner „die einsame Wildnis Berchtesgadens, den schreckenerregenden Bergwald und das entsetzliche Erlebnis von ständigem Eis und Schnee“ als sehr unwirtlich empfunden und deshalb nach einem geeigneteren Platz gesucht.
Vermutlich aber war Berengar I. einfach nicht in der Lage, mehrere Klöster gleichzeitig angemessen auszustatten. Zudem war er zwischen 1104 und 1106 in die heftigen Kämpfe Heinrichs V. gegen dessen Vater Kaiser Heinrich IV. verstrickt.
1107/09 wurden Eberwin und seine Mönche schließlich für das ebenfalls von Berengar gegründete Kloster Baumburg im Norden des heutigen Landkreises Traunstein abgezogen. Berengar I. hätte sich gegen seinen Willen schließlich laut einer „Baumburger Mitteilung“ dem Drängen seiner Ministerialen gefügt, die Verpflichtungen seiner Mutter Irmgard und seiner ersten Ehefrau Adelheid zu erfüllen, indem er Baumburg um die Gründungsgüter von Berchtesgaden erweiterte und es so zu wenigstens einem gut ausgestatteten Stift machte.
Doch sowohl Berengar als auch Eberwin gaben Berchtesgaden nicht auf – ungesichert ist laut Weinfurter jedoch, wer von beiden, „im religiösen Eifer ohnehin zusammenwirkend“, den ersten Anstoß zur Rückkehr gab.
Eberwin kehrte ca. 1116 (lt. Helm zwischen 1106 und 1112, lt. Feulner vermutlich um 1116, laut Albrecht und Weinfurter zwischen 1116 und Mitte 1119) nach Berchtesgaden zurück, das nun besser ausgestattet war und womöglich auch bereits auf erste Solequellen Zugriff hatte. Der Stiftspropst veranlasste die ersten größeren Rodungen und die Augustiner-Chorherren ließen sich endgültig dort nieder. Wie eine Inschrift anzeigt, wurde 1122 zumindest ein erster Bauteil der Stiftskirche St. Peter und Johannes der Täufer von dem Salzburger Erzbischof Konrad I. geweiht.
Zeitgleich wurde im Nonntal unterhalb des Locksteins, wie nach dem Verständnis der Augustiner im frühen 12. Jahrhundert üblich, ein Augustinerinnen-Frauenkloster eingerichtet, das bis zu seiner Umsiedelung etwa im Jahr 1400 genutzt wurde. Anschließend hatte das Frauenkloster in dem neuen Gebäude Am Anger noch bis 1564 Bestand und wurde dann, bedeutungslos geworden und bereits nahezu verwaist, von Fürstpropst Wolfgang II. Griesstätter zu Haslach aufgelöst. Seine Räumlichkeiten wurden ab 1694 zu einem Franziskanerkloster mit eigener Kirche ausgebaut.
Doch die wiedererlangte „frühere Freiheit“ Berchtesgadens war noch nicht gesichert. Der neue und „erste“ Propst von Baumburg Gottschalk (ca. 1120–1163), der Eberwin als „Abtrünnigen“ betrachtete und aus der Propstliste tilgte, war nicht bereit, den Verlust der Berchtesgadener Ausstattungsgüter hinzunehmen. Nach dem Tod Berengars (3. Dezember 1125) hatte er die Rechtmäßigkeit der Trennung angefochten und sich an den zuständigen Bischof, Erzbischof Konrad I. von Salzburg (1106–1147), für eine Verfügung zur erneuten Zusammenlegung gewandt. Erst nach einem Schiedsspruch Konrads im Jahr 1136 wurde das Nebeneinander beider Stifte im Sinne Berengars bekräftigt und 1142 von Papst Innozenz II. erneut bestätigt. Die Baumburger Forderungen hingegen wurden als „Meinung gewisser einfältiger Brüder“ abgewiesen.
Zwischen 1125 und 1136 wurde der erste Gründungsbericht des Klosterstifts Berchtesgaden in der Fundatio monasterii Berchtesgadensis niedergelegt, die Historiker als Primärquelle für den in diesem Artikelabschnitt behandelten Zeitraum nutzen.
Am 8. Mai 1155 kam es zu einem Gütertausch zwischen Erzbischof Eberhard I. von Salzburg und dem Propst des Klosterstifts Berchtesgaden Heinrich I. Der Erzbischof erhielt für das „pratum Bisvolfeswisen“ einen Hof in Landersdorf bei Oberwölbling. Das Kerngebiet des Berchtesgadener Landes bzw. die Ländereien im direkten Umfeld des Klosterstifts umfassten nach diesem Gütertausch den „geschlossenen ursprünglichen Waldbezirk“ innerhalb des Berchtesgadener Talkessels.

#### Regalien und erster wirtschaftlicher Aufschwung

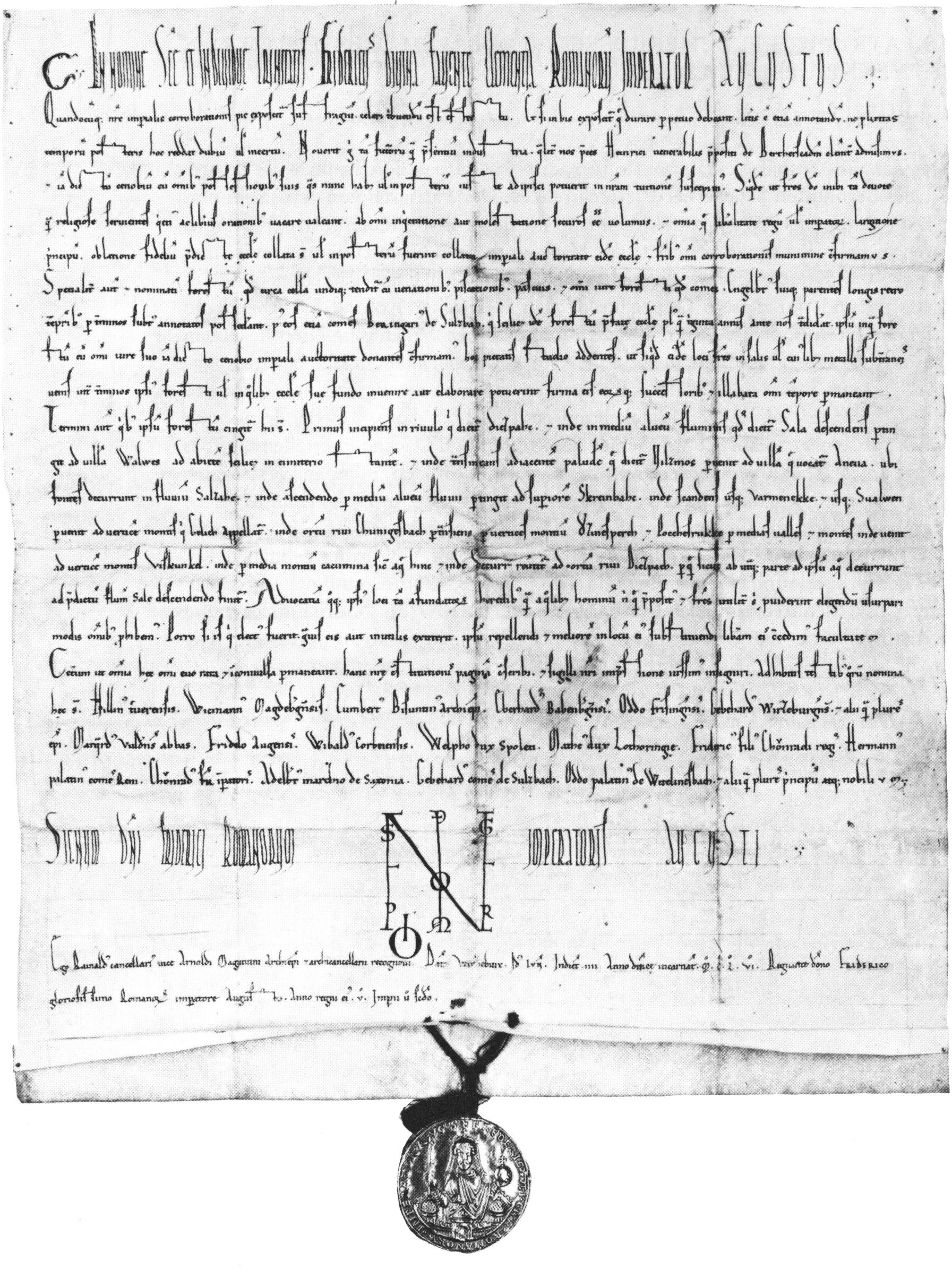
Die Urkunde Friedrich Barbarossas für das Stift Berchtesgaden vom 13. Juni 1156. München, Bayerisches Hauptstaatsarchiv, Kaiserselekt 490

Bezeugt und angebahnt durch Graf Gebhard III. von Sulzbach, dem Sohn und Nachfolger Berengars I., und von Propst Heinrich I. (1151–1174) mit ausgehandelt, bestätigte Kaiser Friedrich Barbarossa im Freiheitsbrief von 1156 dem Klosterstift das Recht, seine Vögte zu wählen und ggf. auch abzuwählen sowie Bestandsschutz für die Gebietsgröße des Stifts, das inzwischen als kleines geistliches Territorium in das baierische Stammesherzogtum eingebunden war. Ferner gewährte er dem Klosterstift mit dieser Goldenen Bulle die Forsthoheit. Die in dem kaiserlichen Privileg enthaltenen Garantien und der zunehmende Salzabbau – vorerst noch für den Eigenbedarf – sorgten für einen ersten wirtschaftlichen Aufschwung.
Propst Dietrich (1174–1178) ließ als Erster das Salz nicht nur abbauen, sondern begann auch Handel damit zu treiben. Unter Friedrich I. (1178–1188) „strebte“ der von seinem Vorgänger Dietrich begonnene Salzhandel schließlich „reich empor“. Nicht zuletzt auch deshalb, weil Friedrich nach Ansicht der jüngeren Geschichtsforschung im Jahr 1180 die Goldene Bulle auch noch um die Schürffreiheit auf Salz und Metall (Salzregal) ergänzen ließ – ein in jener Zeit keineswegs unübliches Interpolieren beziehungsweise nachträglich erweiterndes Verfälschen (Verunechtung) einer solchen Urkunde.

#### Die ersten Salzirrungen

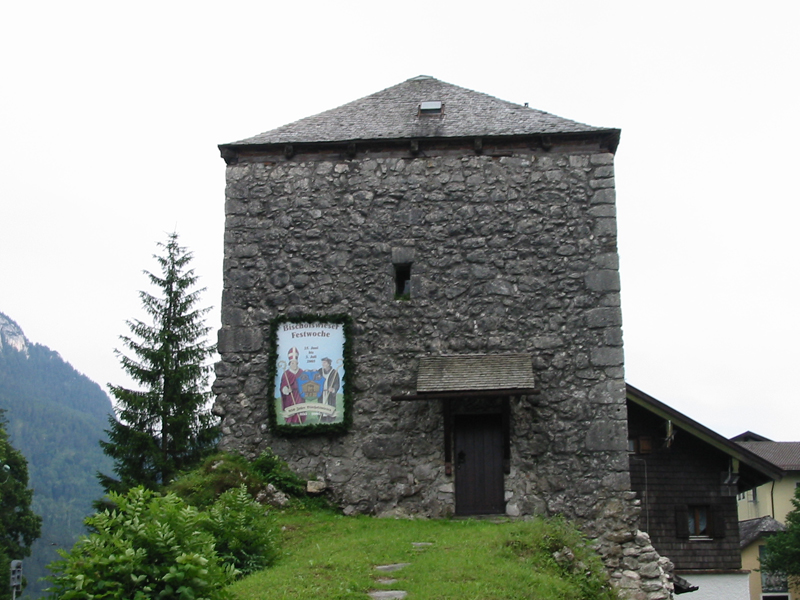
Hallthurm (Wehrturm), Rest der 1194 errichteten Passbefestigung nach den Angriffen von 1193

Als Kaiser Friedrich Barbarossa 1190 gestorben war, kam es noch im selben Jahr zu Überfällen auf das Berchtesgadener Land. Es war der Beginn der „Salzirrungen“, die sich über Jahrzehnte hinzogen. Sie hatten ihre Ursache in dem durch den Kaiser sanktionierten Salzabbau, den „zweifellos“ schon weit früher prähistorische Siedler am so genannten Tuval bei Schellenberg sowie am Gollenbach betrieben. Er war in Vergessenheit geraten und wurde erst durch das Stift wiederbelebt. Der Salzburger Erzbischof Adalbert III. sah darin eine Konkurrenz zum Salzbergwerk in Dürrnberg und zu der seinerzeit noch salzburgischen Saline in Reichenhall. Kurz nach dem Tod des Kaisers fielen Einwohner aus Kuchl im Salzachtal ein, um die Bergbauanlagen zu zerstören und die Salzlager am Tuval zu besetzen. Friedrichs Nachfolger Heinrich VI. drohte Salzburg zwar mit harten Strafen; aber schon 1193 drangen über den Pass, der im Jahr darauf mit dem Hallthurm als Teil einer Befestigungsanlage gesichert wurde, bewaffnete Reichenhaller ins Gebiet des Klosterstifts ein, vermauerten die Bergstollen am Gollenbach und zerstörten die Salzpfannen. Darüber hinaus verweigerte Reichenhall dem Stift den Zins für seine Brunnenanteile. Nahezu zeitgleich mit dem Hallthurm wurde am Hangendensteinpass an der Grenze zu Salzburg der 1252 erstmals urkundlich erwähnte Schellenberger Turm als weiterer Wehr- bzw. Passturm zum Schutz der Salzlieferungen errichtet.
Erneut intervenierte der Kaiser, und der Salzburger Erzbischof ließ daraufhin eine Urkunde fälschen, mit der ein Vorgänger von ihm 1123 dem salzburgischen Domkapitel den Tuval angeblich geschenkt hatte. Diese List hatte Erfolg und der Tuval schien für das Stift endgültig verloren. Doch Propst Wernher I. erwirkte in Rom bei Papst Coelestin III. einen strengen Verweis gegen den Erzbischof mit der Forderung nach völliger Genugtuung. 1198 kam es schließlich zu einem für die Salzburger vorteilhaften Vergleich, mit dem die Anteile am Salzlager Tuval zu drei gleichen Teilen an den Erzbischof, das Salzburger Domstift und Berchtesgaden gingen. Dennoch gab es in dieser Angelegenheit zwischen den beiden Kontrahenten noch jahrhundertelang Streit.

#### Hohe Gerichtsbarkeit und Landesherrlichkeit
Vier Jahre vor diesem Vergleich erlangte die Propstei 1194 einen „enormen Machtzuwachs“ dank einer Urkunde, die als „Magna Charta der Berchtesgadener Landeshoheit“ bezeichnet wurde. Darin verfügte der Kaiser Heinrich VI., dass Wernher und seine ihm nachfolgenden Stiftspröpste als Landes- und Gerichtsherren nicht nur die niedere, sondern auch die hohe Gerichtsbarkeit durch einen Vogt ihrer Wahl ausüben lassen konnten. Alle Rodungsgebiete und deren Bauern waren nun von jeder Landrichter- und Grafengewalt befreit und unterstanden allein den Stiftspröpsten.
1209 wurde das Recht der freien Jurisdiktion über alle Laien innerhalb des Immunitätsgebietes des Stiftes auch durch Papst Innozenz III. bestätigt. Papst Alexander IV. bestätigte ebenfalls diese Privilegien, ging 1255 aber noch einen Schritt weiter – er infulierte Propst Heinrich III. und gewährte damit zugleich auch den nachfolgenden Pröpsten „für alle Zeiten“ das Tragen der Insignien Mitra, Ring und Sandalen, was sie wiederum nahezu den Bischöfen gleichstellte. Allerdings blieben sie im seelsorgerischen Bereich (Spiritualien) nach wie vor dem Salzburger Erzbischof als Ordinarius unterstellt. Erst 1455 gelang es dem Stift, sich von der Metropolitangewalt Salzburgs zu befreien; die Pröpste waren danach in geistlichen Dingen allein dem Papst unterstellt.

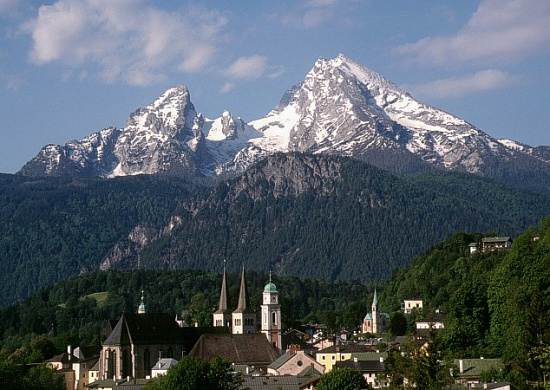
Blick auf Berchtesgaden mit Stifts- und St.-Andreas-Kirche, dahinter das Watzmannmassiv

Berchtesgaden als zentraler Hauptort der Propstei war bereits 1201 zur Pfarrei erhoben, die alsbald mit Filialen in Ramsau, Grafengaden und Schellenberg erweitert wurde. Einige Jahrzehnte später war es ein Markt, wenn auch stets unter enger Anlehnung an das Klosterstift. Nachdem dort ebenfalls eine Saline und 1292 ein von einem „Hallinger“ (salinarius) geleitetes Salzamt eingerichtet worden war, entwickelte sich Schellenberg zum zweiten Hauptort und erhielt vermutlich ebenfalls bald die Marktrechte; ein erster fürstlich ernannter Marktrichter ist jedoch erst für 1334 nachweisbar. Die ersten „Hallinger“ waren noch Laien, im ausgehenden Mittelalter jedoch hatte sich dieses Salzamt als wichtigster Verwaltungsposten der Propstei entwickelt und wurde aus den Reihen der Chorherren besetzt.
1294 manifestierte sich unter Propst Johann Sax von Saxenau, später Bischof von Brixen, die weltliche Eigenständigkeit der Stiftspropstei durch die Erlangung der Blutgerichtsbarkeit für schwere Vergehen. Mit dieser „Ausbildung der Landesherrlichkeit“ wurde wenig später im Jahr 1306 das Gebiet der Stiftspropstei Berchtesgaden auch als „lant ze berthersgadem“ bezeichnet. Ein Kaufvertrag mit Propst Johann von 1295, in dem auch ein „Heinrich von Ramsau (im Hinterberchtesgaden)“ als Zeuge aufgezählt wird, ist laut von Koch-Sternfeld „die erste teutsche Urkunde von Berchtesgaden“.
Gleich zu Beginn der Regentschaft des Propstes Eberhard Sachs (1305–1317) setzten neuerliche Salzirrungen zwischen dem Klosterstift und dem Erzbistum Salzburg ein. 1306 „fiel plötzlich ein Haufe Berchtesgadener über des Erzstifts Leute am Untersberg heraus und verübte große Gewalt“. Eberhard Sachs stellte daraufhin „Ruhe und Ordnung und Frieden wieder her“. 1314 bestätigte Erzbischof Weichart von Polheim die Tradition, dass nur jedes zehnte Schiff und jeder zehnte Wagen Salz von Schellenberg ausführen durfte, nachdem er sie sich im Jahr zuvor von zahlreichen Personen eidlich bezeugen lassen hatte.
1332 fielen die Bürger aus Hallein über die zur Propstei gehörenden Schellenberger Salzpfannen her und stürzten Berchtesgadener Salzwagen um. Auf die Klagen des Propstes Konrad Tanner sagte der Salzburger Erzbischof Friedrich III. zu, dass Erzeugung und Ausfuhr des Schellenberger Salzes durch das Gebiet des Erzstifts ungehindert vor sich gehen dürfe.
Propst Greimold Wulp (1368–1377) konnte beim Salzburger Erzbischof Pilgrim II. von Puchheim erwirken, dass nach einer vertragswidrigen Zurückweisung seiner Berchtesgadener Untertanen jedes fünfte Schiff mit dem pröpstlichen Schellenberger Salz beladen werden durfte.

### Reichsprälatur
Als das Klosterstift 1380 zum Zepterlehen und damit zur Reichsprälatur aufstieg, gewannen die Berchtesgadener Stiftspröpste einen neuerlichen Machtzuwachs. Sie waren fortan mit Sitz und Stimme im Reichstag vertreten und den Reichsprälaten gleichgestellt.
Die Chorherren lebten jedoch in großem Luxus, so dass selbst die reichen Erträge des Klosterstifts für ihre Ausgaben nicht ausreichten. Die Schuldenlast erreichte eine „phantastische Höhe“, das Land verarmte zusehends. Dem suchte Propst Ulrich I. Wulp bereits bei seinem Amtsantritt im Jahr 1377 mit einem Landbrief zu begegnen, indem er seinen leibeigenen Untertanen die Güter und Lehen des Stifts vererbbar zum Kauf anbot. Obwohl davon ausgiebig Gebrauch gemacht wurde, konnten die Finanzen nicht saniert werden. Als Wulp auch die Ausgaben des Stifts reduzieren und den Ordensregeln wieder zu mehr Geltung verhelfen wollte, stießen diese Reformbestrebungen bei einem Teil der Augustiner-Chorherren auf heftigen Widerstand.

#### Schisma und Inkorporation
1382 kam es zum Schisma. Die Chorherren Heinrich Rordorfer und Johann Steinsberger standen in enger Verbindung zum Erzbistum Salzburg. Sie beschuldigten Wulp, mehr auf der Jagd als in der Kirche zu sein und das Lateinische nicht ausreichend zu beherrschen. Im Auftrag des Erzbischofs untersuchte der Bischof von Chiemsee, Friedrich, diese Vorwürfe, kam jedoch zu einem anderen Ergebnis und tadelte stattdessen die Beschuldiger. Diese überfielen Wulp daraufhin und warfen ihn in den Klosterkerker. Der Erzbischof Pilgrim II. von Puchheim erwirkte zwar seine Freilassung, nötigte Wulp aber wegen neuer Anklagen zur Aufgabe seines Amtes und ließ den Konvent seinen Vertrauensmann Sieghard Waller als neuen Propst wählen. Dieser wurde aber von Wulp nicht anerkannt; das „kleine“ Schisma in Berchtesgaden währte zwei Jahre.
Der von Wulp um Unterstützung gebetene Bayernherzog Friedrich fiel mit seinen Kriegsknechten am 16. April 1382 über Hallthurm und das Wachterl in das Berchtesgadener Land ein und gab es zur Plünderung frei. Aber auch der Salzburger Erzbischof blieb nicht untätig und besetzte nach schweren und für beide Seiten verlustreichen Kämpfen erst den Turm vor Schellenberg und schließlich auch Berchtesgaden. Nach Vermittlung des Bischofs von Freising, Berthold von Wehingen, endeten diese Kämpfe und das Schisma 1384 in einem Kompromiss, nach dem Ulrich I. Wulp und Sieghard Waller als Pröpste bestätigt und dann gleichzeitig abgesetzt wurden. Der Nachfolger Konrad Torer von Törlein war offiziell bis 1393 für die Reichsprälatur Berchtesgaden zuständig, aber ab 1391 auch schon Verweser des verwaisten Bistums Lavant. Bereits seit der Einsetzung des ersten Stiftspropsts Eberwin wegen gegenseitiger Gebietsansprüche im Konflikt, vermochte das nahe Erzstift Salzburg sich als Gläubiger der Stiftspropstei erst die Schellenberger Saline als Pfand und von 1393 bis 1404 die lukrativen Ländereien der Stiftspropstei schließlich ganz zu inkorporieren. Der Salzburger Erzbischof sicherte Konrad jedoch die Einkünfte aus der Propstei bis zur endgültigen Erlangung der Bischofswürde von Lavant zu, die ihm 1397 zuteilwurde.

#### Wiederherstellung der Eigenständigkeit

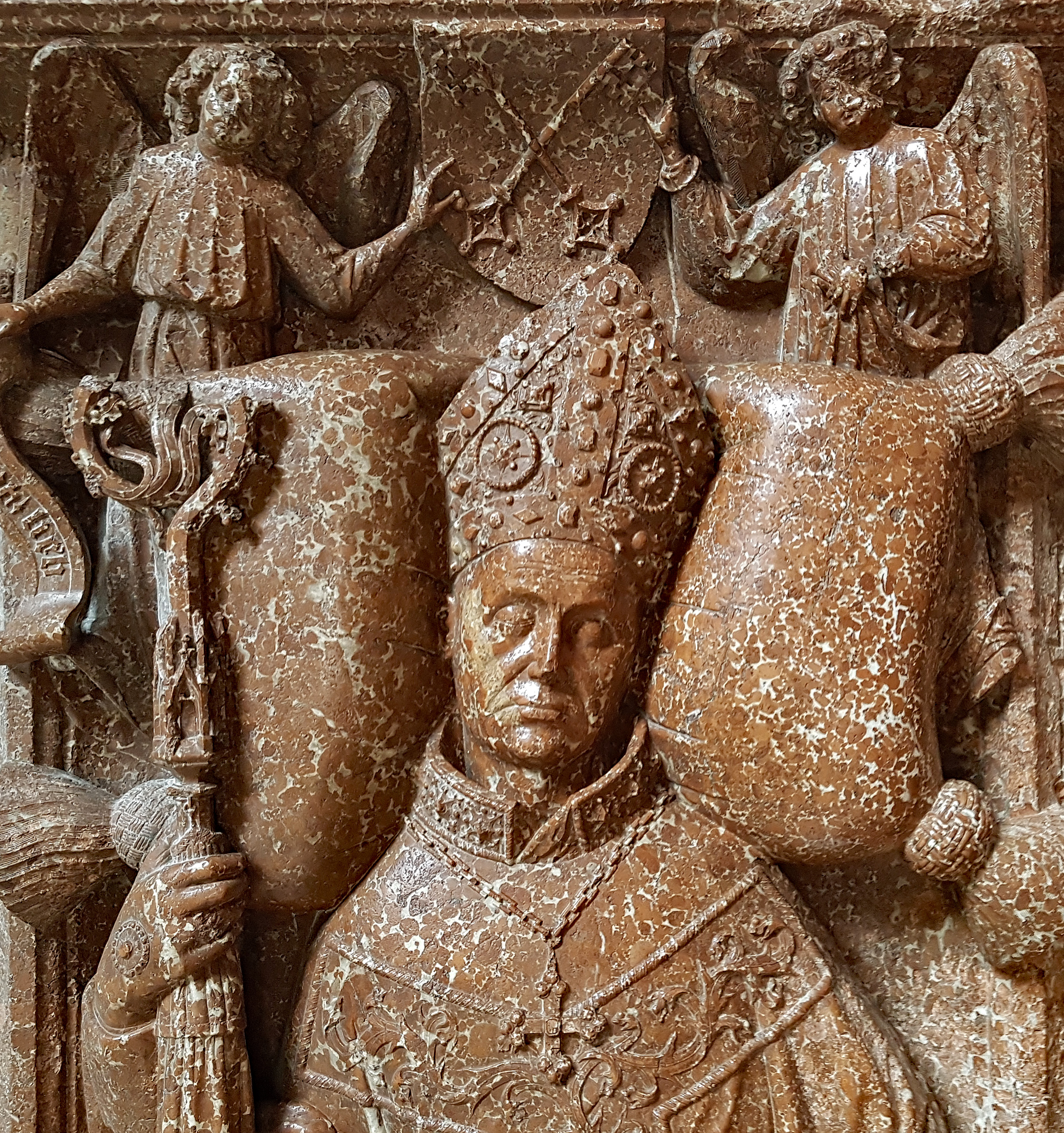
Propst Peter II. Pienzenauer (Epitaph)

Mit dem Amtsantritt von Peter II. Pienzenauer war 1404 trotz des Protestes des Salzburger Erzbischofs Eberhard III. von Neuhaus die Eigenständigkeit der Berchtesgadener Reichsprälatur wiederhergestellt. Allerdings sollte deren Souveränität Grenzen haben: So hatte Pienzenauer „dem Erzbischof von Salzburg gehorsam und gewärtig zu sein“ und durfte „ohne dessen Rat und Willen keine Güter, Kleinodien oder Bücher, die zum Gotteshaus Berchtesgaden gehörten“ veräußern. Zudem sollte bis zur Tilgung seiner hohen Schulden von 44.000 Golddukaten das zur Propstei gehörende Schellenberg samt Saline an das Erzstift verpfändet bleiben. Dennoch fand Pienzenauer „Mittel und Wege, sein Stift wieder in die Höhe zu bringen.“
Unter dem von 1446 bis 1473 amtierenden Propst Bernhard II. Leoprechtinger waren die Schulden bereits knapp zur Hälfte getilgt und 1449 wurde das zwar nach wie vor an Salzburg verpfändete Schellenberg mit seiner Saline in die Verwaltung des Klosterstifts zurücküberführt. Ihm gelang es auch, die Propstei ab 1455 von der „Metropolitangewalt“ des Erzbistums Salzburg zu befreien und sie damit in geistlichen Dingen (Spiritualien) dem Papst direkt zu unterstellen.
Da die Verpfändungen nicht ausreichten, verkaufte Erasmus Pretschlaiffer in seiner Amtszeit von 1473 bis 1486 auswärtige Stiftsgüter und begann von den Berchtesgadener Bauern hohe Steuern zu erheben. Darin wurde er auch zum Vorbild für die Pröpste Ulrich II. Pernauer und Balthasar Hirschauer. Gegen Hirschauers Steuererhebungen legten die Bauern Beschwerde beim kaiserlichen Hofgericht in Innsbruck ein. Zwar wurden ihre Forderungen durch den beauftragten Hauptmann von Kufstein, Degen Fuchs von Fuchsberg, mit einem Brief von 1506 abgewiesen, doch das bei diesem Rechtsstreit geschlossene Auftreten der „Untertanenschaft“ verlieh dem „Fuchsbrief“ den Charakter eines rechtsverbindlichen Vertrags in Schriftform zwischen Herrschaft und „Landschaft“.

#### Zweiter wirtschaftlicher Aufschwung

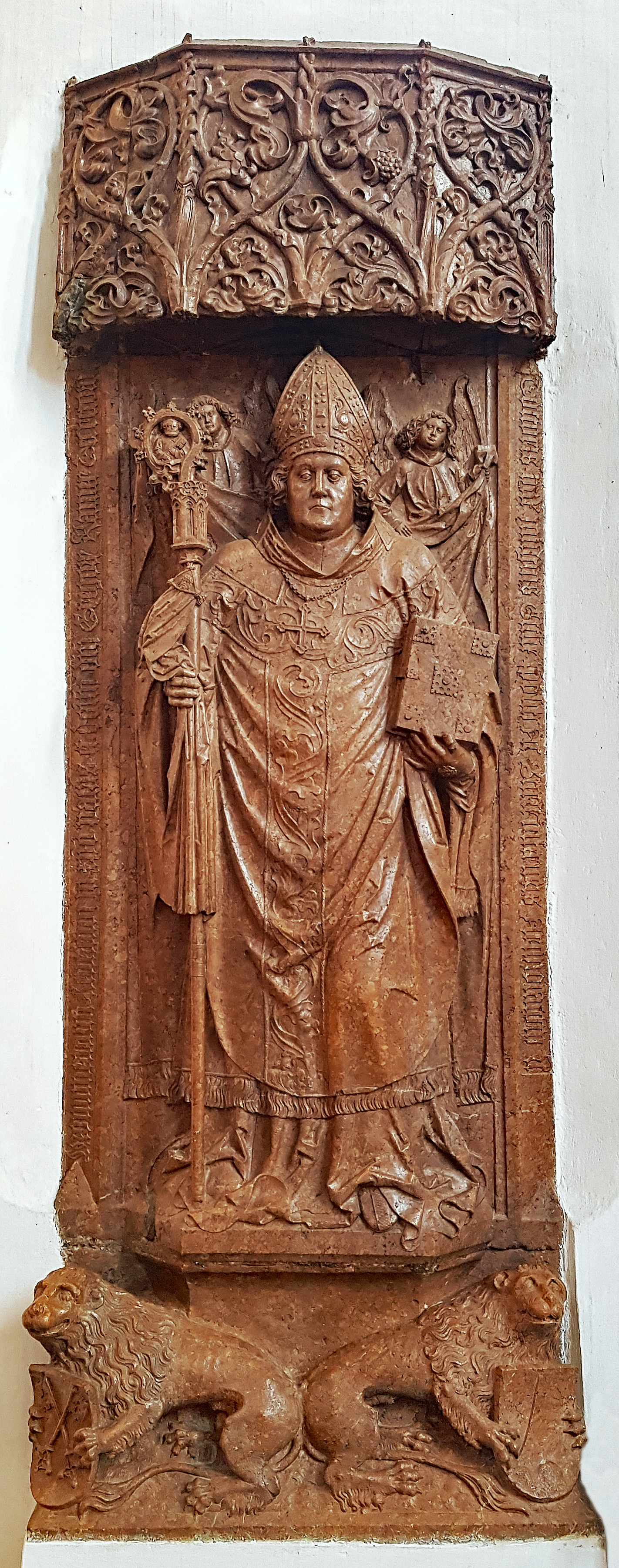
Propst Gregor Rainer (Grabdenkmal)

In die Regierungszeiten Balthasar Hirschauers und Gregor Rainers fiel der Höhepunkt eines wirtschaftlichen Aufschwungs des Berchtesgadener Landes.
Die Vertriebszahlen der Berchtesgadener War hatten ihren höchsten Stand erreicht; Berchtesgadener Holzwarenverleger gab es in Antwerpen, Cádiz, Genua, Venedig und Nürnberg.
Gregor Rainer erteilte 1508 den Auftrag für die Sakristei der Pfarrkirche St. Andreas und 1510 für die der Stiftskirche St. Peter und Johannes der Täufer. 1512 ließ er für die Ramsauer Gnotschaftsbezirke die Kirche St. Sebastian errichten und sie von Berchtesgaden aus seelsorgerisch betreuen. (Erst ab 1657 wurde ein eigens für die Ramsauer Gnotschaften zuständiger Chorherr als Vikar abgestellt.) Nach Feulner wurde aufgrund der Jahreszahl am Seitenportal auch die Franziskanerkirche während der Regentschaft Rainers im Jahr 1519 fertig gestellt.
Wirtschaftlich am bedeutendsten waren jedoch Rainers Erkundungen einer Salzabbaumöglichkeit in unmittelbarer Nähe seines Regierungssitzes. Sie fanden 1517 mit dem Anschlagen des Petersberg-Stollens und der Gründung des bis heute ertragreichen Salzbergwerks Berchtesgaden ihren erfolgreichen Abschluss.
Mit Beginn seiner Regentschaft wurden ihm auch als erstem Berchtesgadener Stiftspropst die „Ausschreibungen“ zu Kreis- und Reichstagen zugestellt. Demgegenüber standen aber auch kostenintensive Verpflichtungen wegen seines Ranges als Reichsprälat. Nach dem Reichsmatrikel des Reichstags zu Worms 1521 hatte er als erster Berchtesgadener Regent zwei Mann zu Pferd und 34 Mann zu Fuß bereitzustellen. (Zum Vergleich: Die Aufgebote Bayerns und Salzburgs umfassten jeweils 60 Ritter und 272 Fußsoldaten.) Zehn Jahre später waren schon doppelt so viele Landsknechte vorzuhalten. Dennoch war es Rainer gelungen, viele Schulden des Klosterstifts zu tilgen.

#### Bauernkrieg und erste Handwerksordnungen mit Gesetzeskraft

Propst Wolfgang Lenberger (Grabdenkmal)

Die Amtszeit von Wolfgang I. Lenberger (1523 bis 1541) war bestimmt vom Großen Salzburger bzw. Deutschen Bauernkrieg.
Im Zuge dieses Bauernaufstandes kam es auch im Klosterstift zu Plünderungen. Urkunden und Schriften wurden zerfetzt und die im Graf-Wicka-Weiher auf Anweisung Lenbergers in Fässern versteckten Kostbarkeiten wurden zur willkommenen Beute der Aufrührer. Eine größere Anzahl Berchtesgadener Bauern folgte den Aufständischen und zog mit ihnen zum Belagerungsheer nach Salzburg. Am Ende mussten sie jedoch Propst Lenberger – wie alle anderen ihre Regenten – um Verzeihung bitten und Schadenersatz leisten, wofür sie vertraglich Begnadigung und Straffreiheit zugesichert bekamen. Für das Klosterstift hielten sich die mit dem Salzburger Erzbischof ausgehandelten Ersatzansprüche in Grenzen und es überstand damit im Gegensatz zu Salzburg den Bauernkrieg einigermaßen glimpflich.
Nach dem Bauernkrieg widmete sich Lenberger der inneren Verwaltung der Stiftspropstei und erließ 1529 eine schriftliche Waldordnung und für die Holzhandwerker-Zunft (Sebastiani-Bruderschaft) eine Handwerksordnung mit Gesetzeskraft. Wer dieser Zunft beitreten wollte, bedurfte der Zustimmung des Propstes und des Zunftmeisters. Den Verlegern beziehungsweise den Aufkäufern der Berchtesgadener War war es verboten, Fertigwaren mit Rohmaterial oder Naturalien zu bezahlen.

### Erhebung zur Fürstpropstei

Fürstpropstei Berchtesgaden und Umgebung (Nord-Ost), zusammengesetzt aus zwei Kartenausschnitten bzw. Holzschnitten von Philipp Apian aus dem Jahr 1568

Im Jahr 1559 wurde unter der Regentschaft von Kaiser Ferdinand I. Wolfgang Griesstätter zu Haslach zum Fürstpropst und das Stift zur Fürstpropstei erhoben. Griesstätter und seine Nachfolger saßen nunmehr als gefürstete Vertreter des kleinsten Fürstentums und der einzigen Fürstpropstei des Bayerischen Reichskreises in den Reichstagen und nahmen bis in das 17. Jahrhundert auch an den Salzburger Landtagen teil.
Als Wolfgang II. stand Griestätter ab 1541 einem Kapitel von elf bayerischen und salzburgischen Edelleuten vor. Die Jahreseinkünfte des Klosterlandes umfassten seinerzeit 900 Gulden aus Zinszahlungen der Bauern sowie deren Zehent von ihren Ernteerträgen mit 90 Schäffeln Getreide und 7000 großen Käselaiben, die für den eigenen Haushalt des Klosterstifts und für Almosen verwendet wurden. Nach Verlust ertragreicher Gebiete in der Oberpfalz und in Franken blieben darüber hinaus nur noch die Einnahmen aus weiteren Besitzungen im Bayerischen und Österreichischen mit insgesamt 550 Gulden und 340 Schäffeln Getreide. Nach einer ersten Beschwerde von 1540 war Griesstätter, noch als „einfacher“ Stiftspropst, gemeinsam mit den anderen Fürsten aus Bamberg, Freising, Passau, Regensburg und Salzburg mit der Klage gegen eine Doppelveranlagung ihrer österreichischen Besitzungen für die Türkenhilfe erfolgreich. Am 26. Mai verpflichtete sich Ferdinand I., ihre Besitzungen in den Erblanden für jenes Jahr von dieser Steuer zu befreien.
Nachdem in Bischofswiesen an der Tann eine Salzquelle und an der Gmündbrücke Steinsalz entdeckt worden war, schloss Griesstätter mit Herzog Albrecht von Bayern im Jahr 1555 einen für das Berchtesgadener Land vorteilhaften Vertrag. Danach sollte alles dort abgebaute Salz zu einem festen Preis, der Saum zu 14 Kreuzern sowie Zollgebühren von einem Weißpfennig, ausschließlich an Bayern gehen. Damit war der Absatz des Salzes auf lange Zeit gesichert. Für die Transportwege und die dafür nötigen Brücken hatte allein die Berchtesgadener Propstei zu sorgen und sie instand zu halten, Bayern hatte im Gegenzug diese Salzvorkommen gegen das Erzstift Salzburg zu schützen. Der Transport des Salzes und die Einnahmen daraus waren allein den Einwohnern des Berchtesgadener Landes vorbehalten. In der Folge wurde 1556 im Ort Berchtesgaden auf dem Gut Frauenreut (auch Fronreut; heute Salinenplatz, zuvor Am Güterbahnhof) eine Saline erbaut, die ebenfalls dem Zugriff Salzburgs entzogen war und durch die neue Arbeitsplätze geschaffen wurden. Die beiden Bischofswieser Salzstätten hatten sich allerdings als nicht lohnend erwiesen. Stattdessen brachte Griesstätter den 1517 von Gregor Rainer aufgeschlagenen Petersberg und den 1558 im Salzbergwerk neu aufgeschlagenen Frauenberg in den Vertrag mit dem Herzogtum Bayern ein.
1556 war auch das Jahr, in dem Griesstätter den Rest der seit 167 Jahren bestehenden Schuldenlast an Salzburg zu tilgen und damit Schellenberg aus der Salzburger Pfandschaft zu lösen vermochte. Der Vertrag unter Mitwirkung des Bischofs von Eichstätt ist als Eichstätter Kompromiss bekannt und war auch als Friedensvertrag mit Salzburg zu verstehen.
Dennoch hatte Griesstätter finanzielle Sorgen, war er doch als Reichsfürst nach wie vor verpflichtet, einen nicht geringen Beitrag zur Rüstung und zur Türkensteuer zu leisten.
Er schloss 1564 das bedeutungslos gewordene und nahezu verwaiste Frauenkloster am Anger. Seinen Plan, dort ein Armenspital zu errichten, konnte er jedoch nicht mehr umsetzen. Kurz vor seinem Tod gründete er unter dem Motto: „Seid reich und überflüssig in allen guten Werken“ die Stiftung Griesstätter Fonds, die er mit 10.000 Gulden ausstattete, für „Arme, Kranke und Krüppelhafte“ sowie für Stipendien an „zween Jünglinge sittlichen Wesens und Wandels“, die damit „gelert“ werden konnten in „Universali Studio catholico Germaniae“ in Ingolstadt, Freiburg oder Wien. Ferner sollten Stipendien an „drey geborne Lanndtsdöchter“ vergeben werden, denen als „tugendsame Junckfrauen“ je zwanzig Gulden für den Eintritt in den Ehestand zu gewähren waren.

#### Reformation
Im 16. Jahrhundert fand die Lehre Martin Luthers auch im Berchtesgadener Land eine wachsende Anhängerschaft, deren Schicksal sehr eng mit Ereignissen im Erzstift Salzburg verknüpft war. Um 1521 trat Jacob Strauß als evangelischer Prediger in Berchtesgaden auf, begleitet von Christoph Söll, einem „Gesellpriester“ und späteren Straßburger Prediger, der dem Stift Berchtesgaden angehört hatte.
Einheimische Salz- und Holzhändler verbreiteten reformatorische Gedanken und Schriften, mit denen sie auf ihren Reisen in die protestantischen Städte Augsburg, Nürnberg und Regensburg in Berührung gekommen waren. Eine bedeutende Keimzelle des Protestantismus war vor allem das benachbarte Dürrnberg im Salzburgischen. Dort trafen Berchtesgadener Bergleute aus den Gnotschaften Au und Scheffau auf eingewanderte Bergknappen aus dem lutherischen Sachsen und zeigten sich offen für deren religiöse Unterweisung und Angebote zur Erbauung. Die sächsischen Bergleute trafen sich zu Gebet, Gesang und Bibellesungen heimlich in der Nacht, insbesondere wenn ihnen durchreisende Prediger die Schrift auslegten. Die mehr mit Verwaltungsaufgaben beschäftigten und von privaten Interessen geleiteten Chorherren übten die Seelsorge nur in geringem Maße aus und hatten sie für die in der Fürstpropstei verstreut lebenden Einwohner an zwei Kapläne delegiert.
Während im Erzbistum Salzburg bereits zu Beginn der Reformationszeit unter dem Erzbischof Matthäus Lang die Verfolgungen der Protestanten eingesetzt hatten, setzte die Fürstpropstei diesen Entwicklungen auf ihrem Herrschaftsgebiet vorerst nichts oder nur wenig entgegen. Der nach „Visitationen“ des Öfteren mit Geldstrafen belegte Besitz lutherischer Schriften und die 1572 durch Fürstpropst Jakob Pütrich veranlasste erste Vertreibung von Protestanten am Dürrnberg vermochte der Ausbreitung der neuen Lehre keinen Abbruch zu tun. Sie fand zuerst in den Gnotschaften Au, Scheffau, Schellenberg und Gern, etwas später auch in Bischofswiesen und vereinzelt „sogar“ in Schönau und Ramsau ihre Anhänger.

#### Salzburgs erneuter Einverleibungsversuch

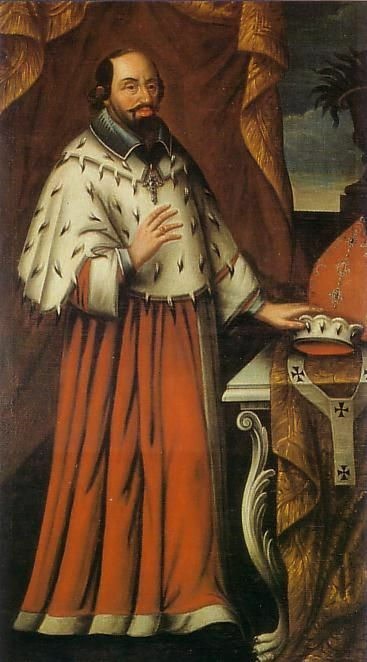
Ferdinand von Bayern als Erzbischof von Köln

1587 machte der neu gewählte Erzbischof Wolf Dietrich von Raitenau einen neuen Versuch, dem Erzbistum Salzburg das Berchtesgadener Land samt seinen Pfründen einzuverleiben. Dazu erhöhte er erst die Salzpreise und lud dann den Fürstpropst Jakob Pütrich (1567–1594) zu „Verhandlungen“ ein. Gefangen genommen, sollte er in Dreitagesfrist darüber „nachdenken“, ob er den Preiserhöhungen zustimmt oder die Einstellung des Salztransports aus Schellenberg hinnimmt. Nach Unterzeichnung des abgepressten Vertrages widerrief ihn Pütrich in Berchtesgaden sofort und fand Unterstützung bei dem noch jungen Prinzen Ferdinand von Bayern. Gegen den Willen eines Teils der Bevölkerung und der Kapitulare, die als neu gewonnene Anhänger des Erzbischofs bereits nach Salzburg umgesiedelt waren und später auch nicht mehr zurückkehren durften, setzte er 1591 den zwölfjährigen Ferdinand als Koadjutor durch. Als der Erzbischof mit seinen Truppen in Berchtesgaden einfiel, um es in Besitz zu nehmen, war Pütrich bereits nach München geflohen. Der Vater Ferdinands, Herzog Wilhelm V., vertrieb 1591 die Salzburger aus dem zukünftigen Besitz seines Sohnes, denn nach dem Tode Pütrichs fiel die Fürstpropstei Berchtesgaden vereinbarungsgemäß unter dessen Administration.

#### Unter kurkölnischer Administration
Die Fürstpropstei unterstand von 1594 bis 1723 der kurkölnischen Administration des bayerischen Hauses Wittelsbach, das als erster von drei Regenten Ferdinand von Bayern mehr als 50 Jahre vertrat. Als Kurfürst und Erzbischof von Kurköln konnte sich Ferdinand jedoch nur wenig um die Belange der Fürstpropstei kümmern.

##### Ochsenkrieg und Dreißigjähriger Krieg

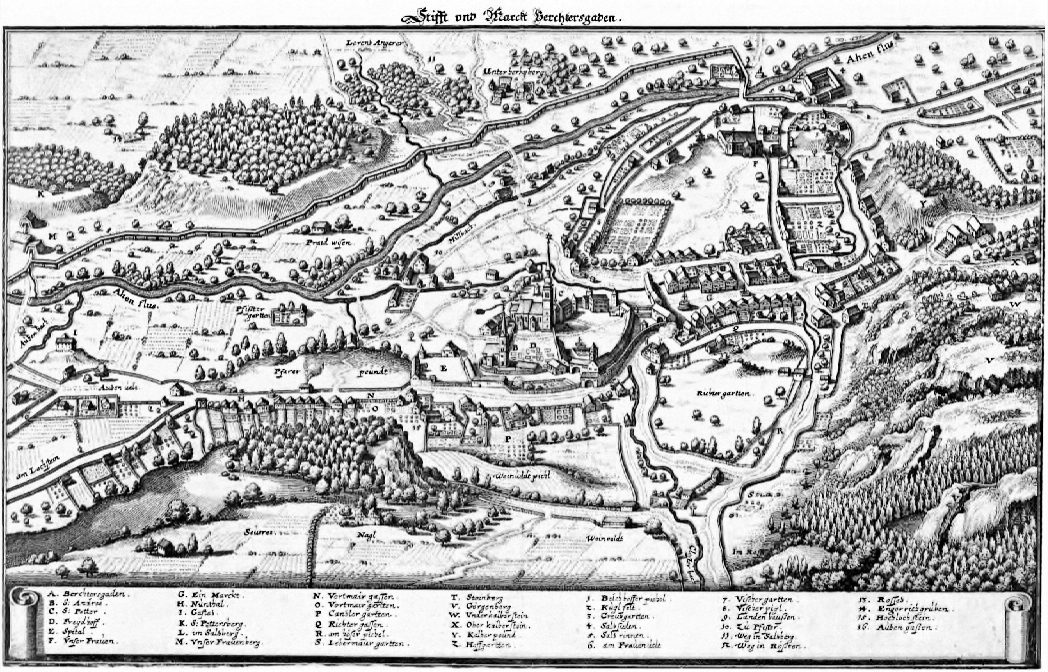
„Stift und Markt Berchtesgaden“ – Stich von Matthäus Merian, 1643

Der Versuch des Erzstifts Salzburg, sich die Fürstpropstei einzuverleiben, eskalierte im Ochsenkrieg 1611. Erzbischof Wolf Dietrich von Raitenau war in Konflikt mit Bayern geraten, einerseits wegen der Erträge aus dem Bergwerk Hallein, andererseits weil Maximilian I. eine Verdoppelung der Zölle auf Salzburger Waren durchsetzen wollte. Daraufhin besetzte Wolf Dietrich in der Nacht vom siebten auf den achten Oktober 1611 Berchtesgaden. Nach einem kurzen Kriegszug Bayerns flüchtete Wolf Dietrich, wurde jedoch bald gefasst, musste abdanken und blieb bis zu seinem Tode auf der Festung Hohensalzburg inhaftiert.
In Ferdinands Regierungszeit fiel auch der Dreißigjährige Krieg (1618–1648), in dem Berchtesgaden „wie durch ein Wunder“ von Zerstörungen verschont blieb. Es wurde dafür aber „wiederholt zur Kasse gebeten“, um die kriegsbedingten Schäden in Köln beheben zu können. Allerdings waren später laut der Reichsmatrikel von 1663 die nach 1521 bereitzustellenden Leistungen auf 2 Reiter, 20 Fußsoldaten und 104 Gulden vermindert. Im Jahr 1521 waren es noch 2 Reiter, 34 Fußsoldaten und 90 Gulden.

##### Besetzung während des Spanischen Erbfolgekriegs

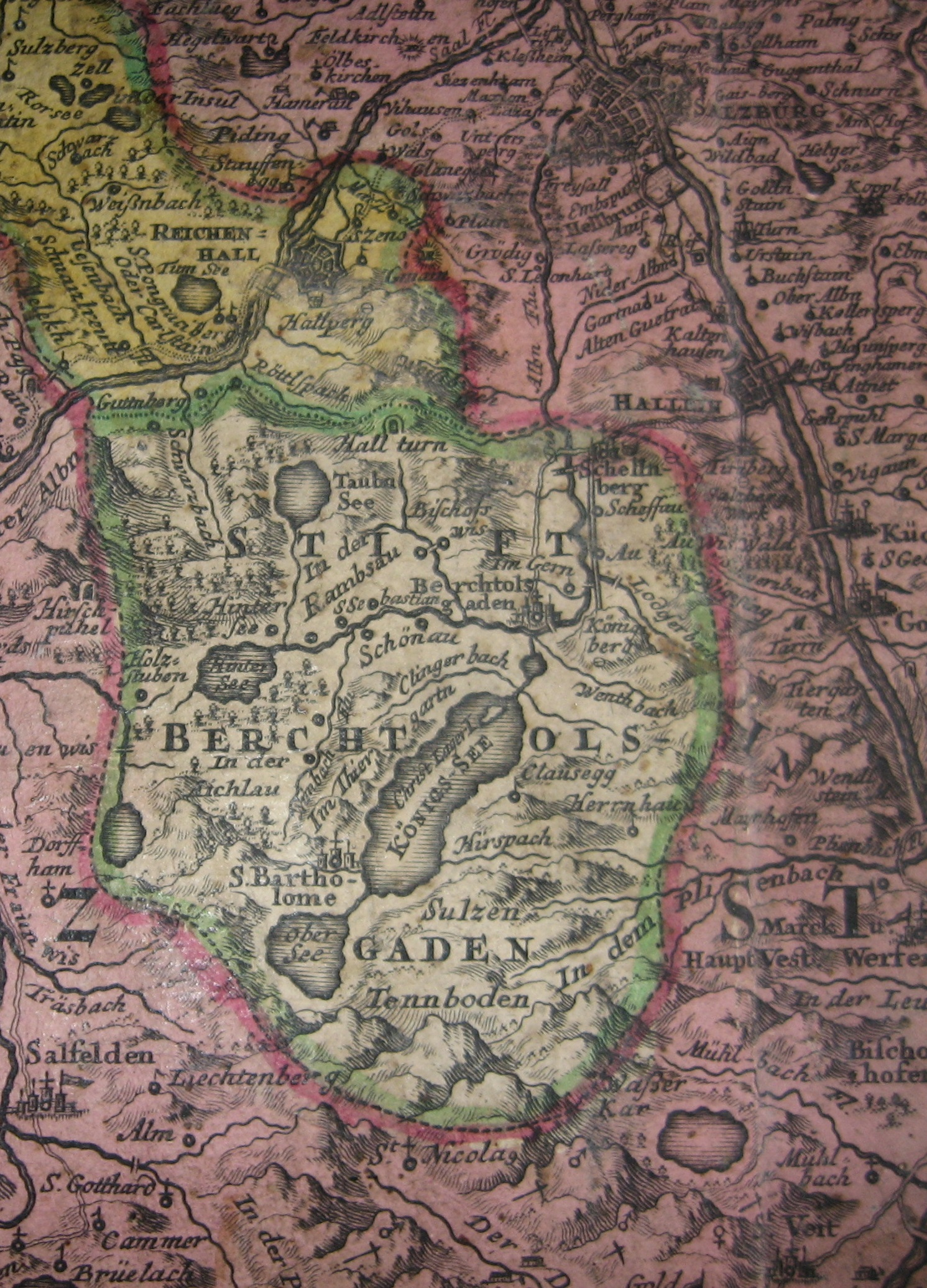
„Stift Berchtolsgaden“ und angrenzende Territorien, Auszug einer Karte von Johann Baptist Homann (c. 1715) im Salzburger Archiv

Im Spanischen Erbfolgekrieg besetzten österreichische Truppen 1704 die von Joseph Clemens von Bayern regierte Fürstpropstei. Joseph Clemens hatte sich auf die Seite seines Bruders Maximilian II. Emanuel gestellt, der mit Hilfe Frankreichs ein bayerisches Königreich errichten wollte. Infolge des dadurch ausgelösten Krieges gegen das Heilige Römische Reich Deutscher Nation wurden beide 1706 auf dem Reichstag in Regensburg geächtet. In dieser Zeit verlieh Kaiser Karl VI. dem „lieben andächtigen Dekan und Kapitel zu Berchtesgaden“ das Land als Reichslehen. Mit dem Rastatter Frieden von 1714 erhielten die begnadigten Kurfürsten ihre Besitzungen zurück.

#### Wiederherstellung der Eigenständigkeit
Das Stift war wegen der nur seltenen Anwesenheit der kurkölnischen Administratoren, insbesondere zuletzt unter Joseph Clemens von Bayern „auf eine abschüssige Bahn geraten“. Sein Nachfolger hatte einen Schuldenstand von 120.000 Gulden zu übernehmen. Diese Schulden beruhten nicht zuletzt auf dem luxuriösen und „unwürdigen“ Lebenswandel der Chorherren.
Zum Bruch kam es erst, als Joseph Clemens den Stiftsdekan Julius Heinrich von Rehlingen-Radau und andere Kapitulare wegen ihres ruchbar gewordenen lockeren Lebenswandels aus der Berchtesgadener Regierung ausschloss. Als er zudem auf mehr geistliche Zucht (disciplinam religiosam) des ganzen Stifts bestand, beschloss das Kapitel wegen seines verbrieften Rechts auf freie Wahl, künftig keinen Auswärtigen und vor allem keinen Wittelsbacher Prinzen mehr zum Regenten zu wählen. Von Rehlingen wurde erst zum Koadjutor und nach dem Tode von Joseph Clemens 1723 zum Fürstpropst gewählt, nach dem Grundsatz: „dem Heiligen Geist, nicht mehr dem Geist des bayerischen Hofes folgend“. Daraufhin stellte das gekränkte Bayern die Getreideausfuhr nach Berchtesgaden ein und minderte den Salzpreis. Als von Rehlingen im Gegenzug erklärte, dass er lieber das Salzbergwerk Berchtesgaden schließe, als weiterhin im Preis gedrückt zu werden, lenkte Bayern jedoch ein.
Während der Amts- und Regierungszeit von Rehlingens als Fürstpropst wurden im Zuge der Gegenreformation drei Wallfahrtskirchen im Stil des Rokoko errichtet: 1725 im jetzigen Marktschellenberger Ortsteil Ettenberg die Wallfahrtskirche Mariä Heimsuchung und am nordöstlichen Hang des Locksteins auf der Berchtesgadener Seite die Hilgerkapelle, früher auch Maria Dorfen genannt. 1731 wurde der Bau der Kirche Maria Himmelfahrt (auch bekannt als Maria Kunterweg) in Ramsau begonnen und unter Cajetan Anton Notthafft von Weißenstein 1733 vollendet.
Nach einem Vergleich vom 8. August 1730 zwischen Salzburg und Berchtesgaden über die Titulatur der beiden Landesstellen durfte sich Berchtesgaden offiziell nur noch als fürstlich und Reichsstift und nicht mehr als hochfürstlich und Hochstift bezeichnen.

#### Gegenreformation, Vertreibungen und Emigration

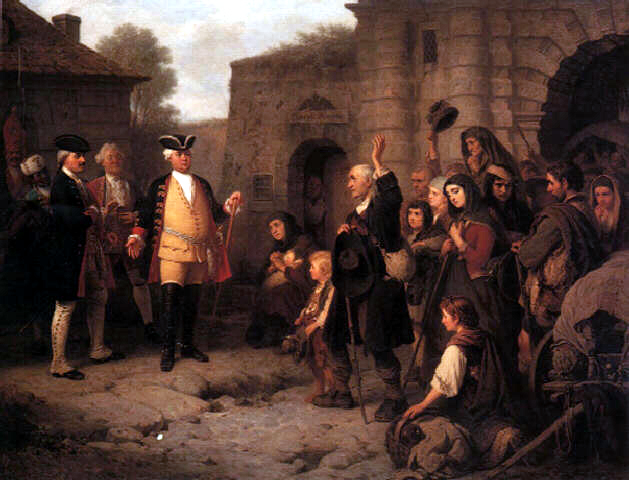
Empfang der ein Jahr vor den Berchtesgadenern vertriebenen Salzburger Protestanten in Berlin am 30. April 1732

Nachdem 1686 rund 70 Männer und Frauen um Joseph Schaitberger aus Dürrnberg vertrieben und deren Kinder auf katholische Familien verteilt worden waren, kam es ein Jahr später auch im Berchtesgadener Land verstärkt zu Hausdurchsuchungen. 1687 sahen sich allein in der Au 156 Personen strengen Verhören ausgesetzt. Den des „falschen“ Glaubens Überführten wurden Geldstrafen auferlegt und sie mussten wieder auf das „richtige“ Glaubensbekenntnis schwören. Von einem ist bekannt, dass er wegen eines verbotenen Buches mehrere Tage bei Wasser und Brot eingesperrt, nach dem sonntäglichen Gottesdienst an den Pranger gestellt und anschließend zu einer Wallfahrt „verurteilt“ wurde.
Nach der brutalen, sehr kurzfristig anberaumten Vertreibung von etwa 21.000 Salzburger und Dürrnberger Protestanten in den Jahren 1731/32 bemühten sich die Berchtesgadener Protestanten um Aufnahme in ein protestantisch regiertes Land. Gestützt durch das innerhalb des Regensburger Reichstags anerkannte Corpus Evangelicorum hatten 2000 Berchtesgadener den Mut, sich öffentlich zur protestantischen Konfession zu bekennen und im September 1732 um ihre Ausreise zu bitten. Ein Schreiben des Corpus Evangelicorum verschaffte ihnen zwar Gehör beim Kanzler, doch es wurden den Ausreisewilligen Bedingungen gestellt, die einem kompletten Verlust von Hab und Gut gleichkamen.

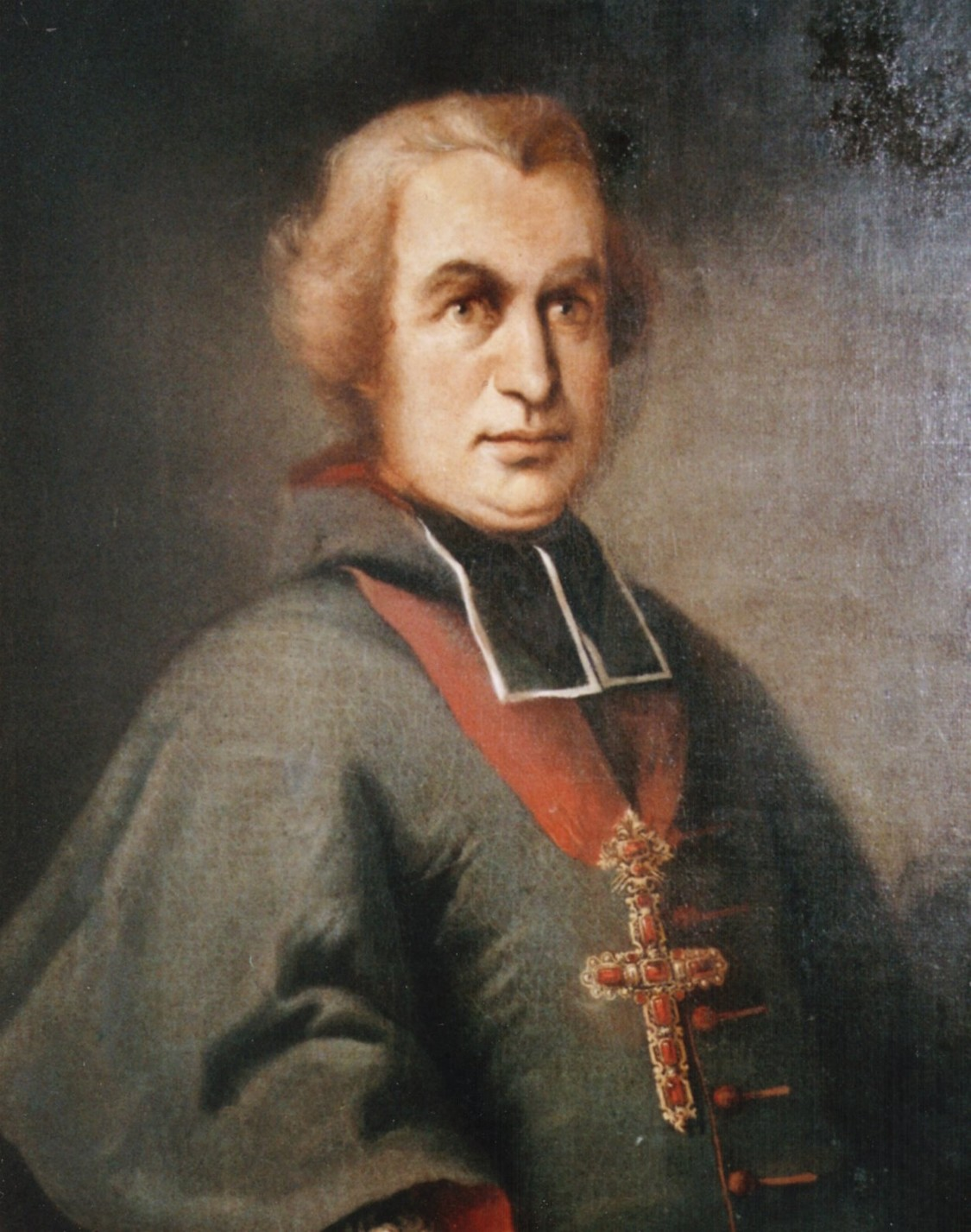
Cajetan Anton Notthafft als Stiftskapitular

Damit die Protestanten nicht heimlich ausreisen konnten, wurden die Alpenpässe besetzt. Gleichzeitig wurde ihnen ein Versammlungs- und Berufsverbot auferlegt. Da forderten die derart Bedrängten freie Religionsausübung, die Umwidmung der Kirche Maria Gern und die Anstellung eines Geistlichen ihres Bekenntnisses, was die Fürstpropstei ablehnte. Die Protestanten forderten daraufhin offen die freie Ausreise. Der gerade erst zum Fürstpropst gewählte Cajetan Anton Notthafft von Weißenstein sah sich noch vor seiner Amtseinsetzung von einem Aufstand bedroht und erließ deshalb – wie schon ein Jahr zuvor der Salzburger Erzbischof Leopold Anton von Firmian – am 26. Oktober 1732 ein Emigrationspatent. Danach mussten binnen dreier Monate – eine Frist, die jedoch aufgrund des herannahenden Winters bis in den April verlängert wurde – alle Protestanten Berchtesgaden verlassen. Gekoppelt wurde dieses Dekret an die Bezahlung von fünf Gulden für den Freikauf aus der Leibeigenschaft sowie an die Forderung, nach Ungarn zu ziehen. Letzteres sollte verhindern, dass die Holzhandwerker in ihrer neuen Heimat eine Konkurrenz bildeten. Diese Forderung wurde aber nach heftigen Protesten der Ausreisewilligen auf ein Ansiedlungsverbot in Nürnberg geändert.
Kurhannover und Preußen entrichteten als Einzige bereitwillig die Gebühr von fünf Gulden für die Unvermögenden unter den Protestanten und bildeten so die Schwerpunkte für deren Neuansiedelung. Ab dem 18. April 1733 zogen zunächst 84 Bischofswieser über Land nach Preußen. Ein Kunstdrechsler wurde von Franziskanern zurückgehalten, und die anderen Holzhandwerker mussten schwören, sich nicht in Nürnberg niederzulassen. Am 1. Juni 1733 in Berlin angekommen, wurden sie dort von dem Geheimen Rat und Domänen-Direktor von Gerold gemustert und anschließend nach Ostpreußen weitergeschickt. Am 22. April machten sich 800 Auer, Scheffauer und Gerer (aus Maria Gern) über Hallein per Schiff nach Regensburg auf und von dort zu Fuß nach Kurhannover. Insgesamt verließen damals mehr als 1100 von etwa 9000 Einwohnern die Fürstpropstei. Ihr Besitz wurde vom Stift eingezogen und verkauft, der Erlös floss in eine so genannte Emigrantenkasse. Nicht wenige der Emigranten, auch Exulanten genannt, kamen in der Fremde zu Wohlstand und Vermögen. Gerade auch dank den Fertigkeiten der einstigen Schnitzer und Drechsler der Berchtesgadener War, die später meist doch trotz ihres geleisteten Schwurs dahin zogen, nahm die Nürnberger Spielwarenindustrie einen großen Aufschwung.

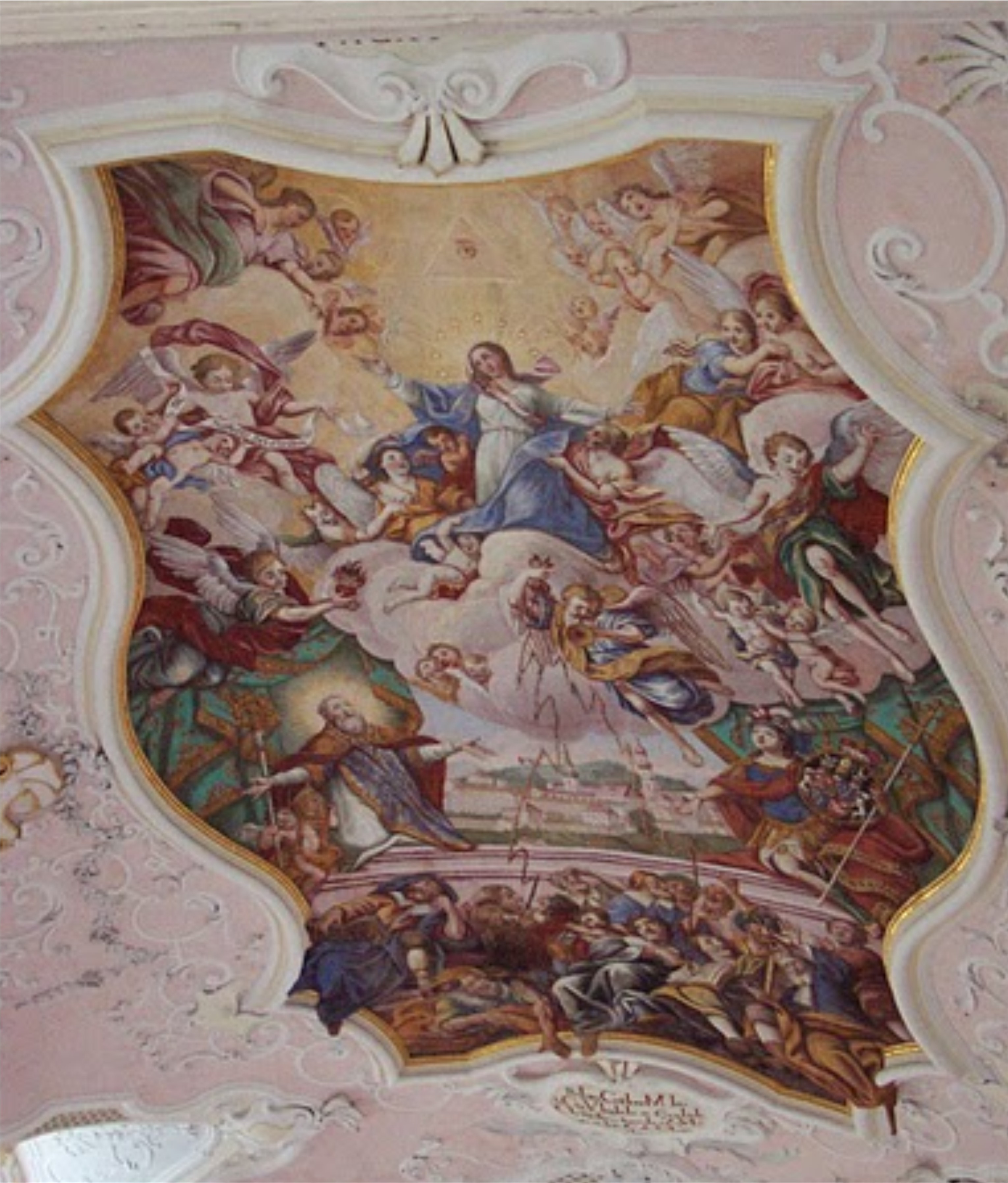
Deckenfresko in Maria Kunterweg

Im Jahr des Auszugs wurde in der Ramsau die Kirche Maria Himmelfahrt (auch bekannt als Maria Kunterweg) geweiht, in der ein Deckengemälde diese Auswanderung triumphierend dokumentiert. Im unteren Chronogramm zweier Kartuschen ist dazu, aus dem Lateinischen übersetzt, zu lesen:
Auf Fürbitte der unbefleckten Jungfrau und Mutter
ist der verderbende Irrglaube hier von dieser
Kirche ausgetrieben worden. (1733)
Doch nach dem Aderlass von mehr als zehn Prozent der Bevölkerung, noch dazu von „tüchtigen und charakterstarken“ Bauern und Handwerkern, verhinderte der Fürstpropst jede weitere Auswanderung. Bei der Gegenreformation taten sich besonders die Berchtesgadener Franziskaner-Reformaten als Re-Missionare hervor. Als die noch verbliebenen Protestanten ebenfalls ausreisen wollten, wurden erneut die Pässe gesperrt. Im Jahr 1788 hieß es dann, dass „jeder Schatten von verdächtigem Glauben“ aus dem Fürstpropsttum verschwunden sei. Doch auch die Wirtschaftskraft war stark geschwächt, die Einkünfte, insbesondere im Holzhandwerk, gingen zurück.
Ludwig Ganghofer hat diese Thematik in seinem Roman Das große Jagen verarbeitet.

#### Aufgelaufene Schulden und Ende der Fürstpropstei
Während der Amts- und Regierungszeit seines Nachfolgers Michael Balthasar von Christalnigg (1752–1768) beliefen sich die Schulden des Stifts auf 250.000 Gulden. Als er weitere 69.000 Gulden aufnehmen musste, um die laufenden Ausgaben zu bestreiten, zählten zu seinen neuen Geldgebern Klöster, Privatiers und laut Koch-Sternfeld „auch das bairische Cabinet“. Umso erstaunlicher, dass Christalnigg zu den Bauten seiner beiden Vorgänger in Berchtesgaden den „Calvarienberg“ und auf halber Höhe des Kälbersteins 1758 das Schloss Fürstenstein errichtete, zu dem auch eine Schlosskapelle und andere Bauten wie ein Meierhof gehörten. Christalnigg soll auch trotz des Geldmangels die Stiftsbibliothek, von deren Anfängen nur wenig bekannt ist, besonders erweitert haben. Am Ende des 18. Jahrhunderts könnte sie etwa 10.000 Bände umfasst haben. Beim Nachfolger Franz Anton Josef von Hausen-Gleichenstorff (1768–1780) wuchsen die Schulden des Stifts noch auf 300.000, die Currentschulden auf 100.000 Gulden an.
Erst Joseph Konrad von Schroffenberg-Mös suchte die hohe Schuldenlast abzutragen und die Wirtschaftskraft der Fürstpropstei zu erhöhen. Insbesondere seine Sparsamkeit am eigenen Hofe wurde von den Einwohnern des Berchtesgadener Landes sehr geschätzt. Seine Bemühungen wurden jedoch in den Jahren 1786 und 1787 durch Überschwemmungen der Salinen Schellenberg und Frauenreut sowie den dadurch zum Teil gänzlich zerstörten Triftanlagen und Wasserklausen wieder nahezu zunichtegemacht. Trotzdem nahm er sich erfolgreich des Bildungswesens mit seinen Winter- und Winkelschulen an und ließ 1792 eine erste Hauptschule bzw. Normalschule und 1793 eine Baumwoll-Spinnschule einrichten. Unter ihm verbesserten sich auch die Beziehungen zu Bayern wieder. Um das Land auf wirtschaftlich gesicherte Beine zu stellen, schloss er mit Bayern am 28. April 1795 einen Vertrag, wonach Bayern gegen Zahlung von jährlich 50.000 Gulden und 200 Gulden für jeden Kapitular alle Berchtesgadener Salinen überlassen wurden. Im Vorfeld maßgeblich an diesem Vertrag beteiligt war Joseph von Utzschneider, der im Anschluss daran zum ersten Administrator des im Schloss Adelsheim neu eingerichteten Kurfürstlichen Hauptsalzamts Berchtesgaden ernannt wurde.
Infolge der durch die Säkularisation bedingten politischen Umwälzungen verlor Schroffenberg seinen Herrschaftsbereich als Fürstpropst und als Fürstbischof von Freising und Regensburg. Die Fürstpropstei Berchtesgaden kam 1803 zum Herzogtum Salzburg, so dass er letzter Fürstpropst des bis dahin eigenständigen Lentells Berchtesgaden war.

### Nach der Säkularisation

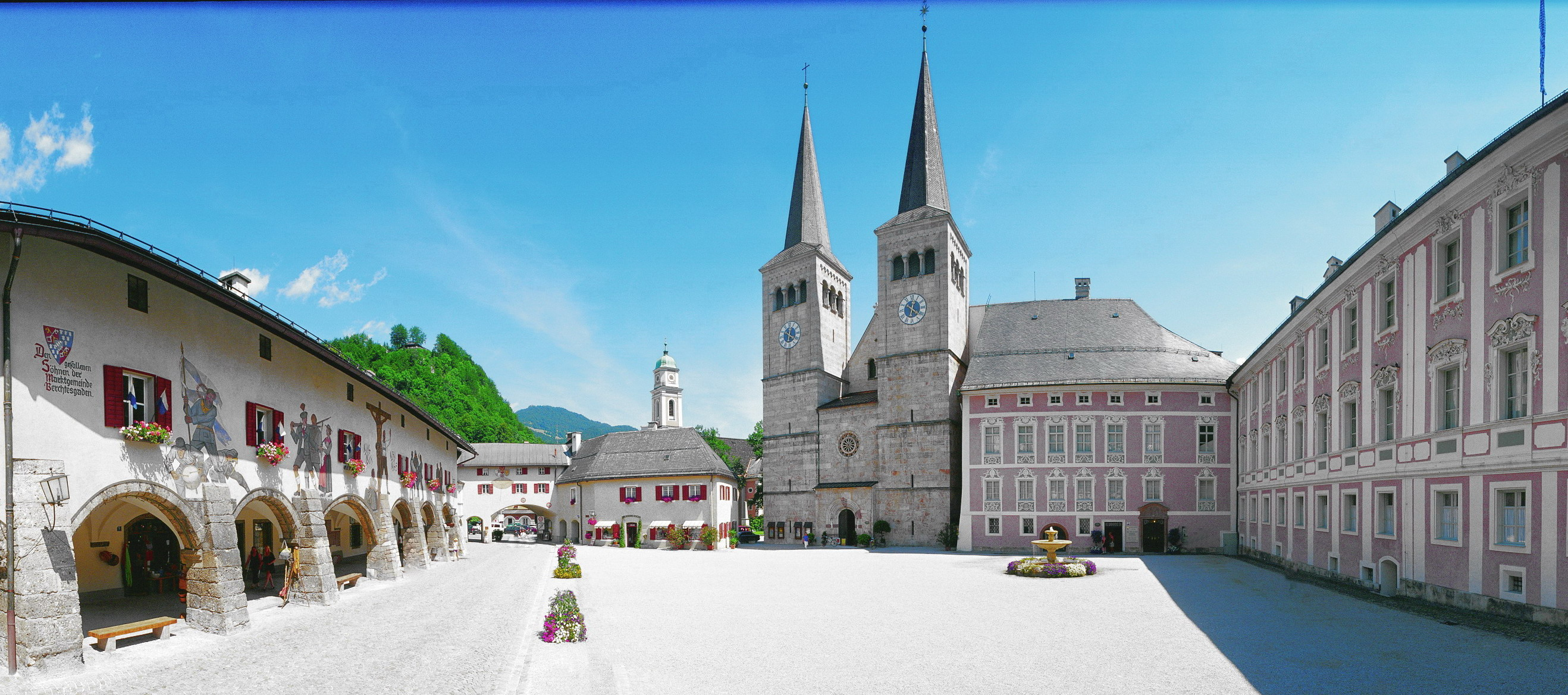
Chorherren-Stift, jetzt Königliches Schloss Berchtesgaden mit Stiftskirche und Schlossplatz

Das Berchtesgadener Land (rot) innerhalb des Landkreises Berchtesgadener Land

Mit der Säkularisation und dem damit verbundenen Ende der pröpstlichen Herrschaft im Jahre 1803 war das neugegründete Kurfürstentum Salzburg Herr über das Berchtesgadener Land, nach dem Frieden von Pressburg 1805 das Kaiserreich Österreich und 1809 für kurze Zeit Frankreich unter Napoleon. Mit der Neuordnung Europas 1810 kam es zusammen mit Salzburg zum Königreich Bayern und verblieb dort, anders als Salzburg, das 1816 wieder zu Österreich überging. Mit der Einbindung in das Königreich Bayern wurde das Berchtesgadener Land nun vom neu eingerichteten Landgericht Berchtesgaden verwaltet, das ab 1811 seinen Sitz in Berchtesgaden hatte. Zugleich war es ab 1810 erst dem Salzachkreis und ab 1817 dem neu geschaffenen Isarkreis zugeordnet, der 1838 in „Oberbayern“ umbenannt wurde. 1862 kam es in ganz Bayern zu einer Neugliederung der Verwaltung und das Berchtesgadener Land mit seinen heute fünf Gemeinden fiel zusammen mit den Gemeinden des ehemaligen Landgerichts Reichenhall unter die Zuständigkeit des Bezirksamts Berchtesgaden, das seinen Sitz im gleichen Gebäude wie das ehemalige Landgericht Berchtesgaden hatte.
Kirchlich ist das Gebiet heute dem Erzbistum München und Freising und der Evangelisch-Lutherischen Kirche in Bayern zugeordnet. 1818 wurde die nunmehr königliches Schloss genannte Anlage zur Sommerresidenz der Wittelsbacher. Nach dem Ende der Monarchie in Bayern kam das Schloss zum Wittelsbacher Ausgleichsfonds. Ein Teil seiner Räume kann besichtigt werden, andere dienen noch Angehörigen der Wittelsbacher als Wohnung für Aufenthalte in Berchtesgaden. Die Stiftskirche ist als Haupt- und Pfarrkirche Teil der Pfarrei St. Andreas.
Der Begriff Berchtesgadener Land bezeichnet noch heute eine Region in den historischen Grenzen des fürstpropstlichen Kernlandes, die sich kulturgeschichtlich und soziokulturell u. a. vom benachbarten Chiemgau und innerhalb des Landkreises Berchtesgadener Land vom vormals herzoglich bayerischen Bad Reichenhall und vom einst zum Erzstift Salzburg gehörenden Rupertiwinkel abgrenzt. Bezogen auf diese Region Berchtesgadener Land wurden u. a. 1925 die Vereinigten Weihnachtsschützen des Berchtesgadener Landes und 1928 die Vereinigten Trachtenvereine im Berchtesgadener Land gegründet.

### Einwohnerentwicklung
Laut Koch-Sternfeld könnten in dem „geschlossenen Bezirk von Berchtesgaden“, also dem Kernland der Fürstpropstei, Ende des 13. Jahrhunderts 3500, Ende des 16. Jahrhunderts bereits etwa 7500 und kurz nach dem Ende seiner Eigenständigkeit im Jahr 1803 etwa 10.000 „Seelen“ gelebt haben. Zwischenzeitlich erlebte das Berchtesgadener Land jedoch einen Einbruch seiner Einwohnerentwicklung, als im April 1733 sich mehr als 1100 von seinerzeit etwa 9000 Einwohnern im Zuge der Gegenreformation gezwungen sahen, nahezu ohne Hab und Gut die Fürstpropstei zu verlassen.

## Religion
Ab 1201 war lediglich die Pfarrei Berchtesgaden kirchlich in das Stift inkorporiert, zu der jedoch alsbald die Filialen Ramsau, Grafengaden und Schellenberg hinzukamen. Ab 1255 führten die Pröpste die Pontifikalien. 1455 wurde das Stiftsgebiet als eigenständiges Archidiakonat der geistlichen Jurisdiktion der Erzdiözese Salzburg entzogen und war damit direkt dem Papst in Rom unterstellt.
Als Klosterstift gegründet und im Laufe der Jahrhunderte zum kirchlichen Fürstentum beziehungsweise zu einer Fürstpropstei erhoben, galt das Berchtesgadener Land als Ganzes stets eng mit der Kirche verbunden. Vor der Reformation bedeutete das ausschließlich die katholische Kirche (una sancta ecclesia). Nach der Reformation blieb die Regentschaft der Fürstpropstei papsttreu und ordnete sich in die römisch-katholische Kirchenhierarchie ein. Analog zu dem im Reich verbindlichen Rechtsgrundsatz „Cuius regio, eius religio“ war die Bevölkerung fast hundertprozentig römisch-katholisch, insbesondere nach der Vertreibung von 1100 Protestanten und der Re-Missionierung ihrer im Berchtesgadener Land verbliebenen Glaubensbrüder ab 1732/33. Erst nach Aufhebung der Fürstpropstei in der Säkularisation ließen die Edikte des Königs Maximilian I. Joseph von 1808 und 1809 in Bayern die Gründung einer Evangelisch-Lutherischen Kirche und damit auch in Berchtesgaden eine Wiederbelebung des Protestantismus zu. Es bildeten sich dann auch analog zu den in Kommunalgemeinden umgewandelten Gnotschaften eigenständige evangelische und römisch-katholische Pfarrgemeinden, deren Einzugsbereiche heute in etwa denen der Kommunen entsprechen. (Siehe hierzu auch die Artikelabschnitte: Reformation sowie Gegenreformation, Vertreibungen und Emigration)
Von Angehörigen anderer Religionsgemeinschaften wie dem Judentum ist für das Stiftsland nichts bekannt, auch gab es keine Pogrome. In der 700-jährigen Geschichte dürfte im Klosterstift Berchtesgaden eine ähnliche Haltung wie in den ländlichen Gebieten des benachbarten Herzogtums Bayern geherrscht haben, wonach Juden sich nicht ansiedeln durften, für die Durchreise einen Passierschein brauchten und an keinem Ort öfter als einmal übernachten durften.
Auch von Hexenverfolgungen ist im Berchtesgadener Land nichts bekannt, obwohl es sich dem Codex Juris Bavarici Criminalis des Wiguläus von Kreittmayr von 1758 angeschlossen hatte, der mit Beibehaltung von Folter und Todesstrafen gegen „Ketzer, Hexer und Aberglauben“ noch „allzusehr der Vergangenheit verhaftet“ war.

## Politik

### Fürstpröpste von Berchtesgaden

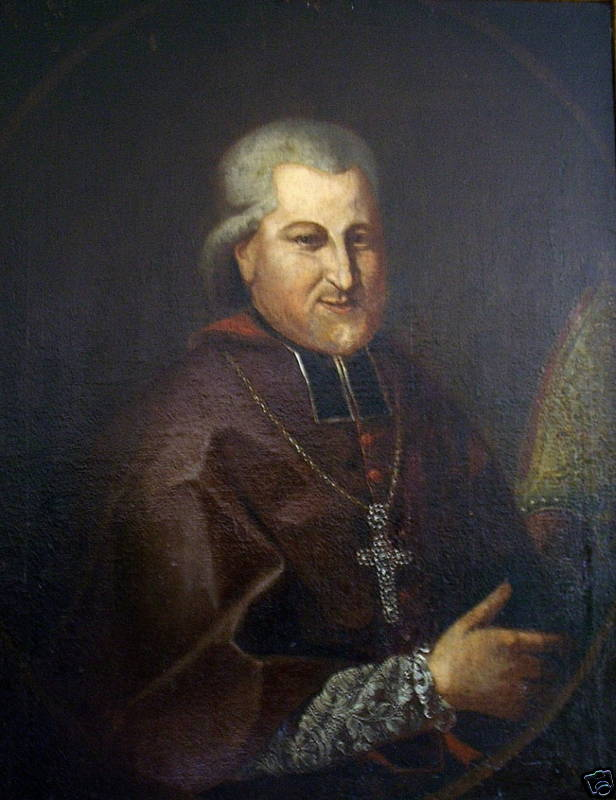
Fürstpropst Joseph Konrad von Schroffenberg, um 1790

Insgesamt gab es 50 Stifts- bzw. Fürstpröpste in Berchtesgaden, die trotz ihrer erst nach und nach steigenden Machtbefugnisse und Autonomie in historischen Standardwerken allesamt als Fürstpröpste bezeichnet werden. Die Zählung beginnt Anfang des 12. Jahrhunderts mit Eberwin als erstem und endet mit Joseph Konrad von Schroffenberg-Mös als letztem Fürstpropst, der 1803 im Zuge der Säkularisation in Bayern abdanken musste.
Die ersten 16 waren „einfache“ Stiftspröpste. Doch bereits Heinrich I. als dritter Stiftspropst stand unter dem Schutz von Kaiser Friedrich Barbarossa, der 1156 in einer Goldenen Bulle die Gebietsgröße des Stifts bestätigt und ihm die Forsthoheit sowie die Schürffreiheit auf Salz und Metall gewährt hatte. 1194 erlangte Wernher I. als sechster Stiftspropst für sich und seine Nachfolger einen weiteren „enormen Machtzuwachs“. In jenem Jahr verfügte Kaiser Heinrich VI., dass den Berchtesgadener Stiftspröpsten nun auch die hohe Gerichtsbarkeit zukam, die sie durch einen Vogt ausüben lassen konnten. Als Landes- und Gerichtsherren unterstanden damit allein ihnen alle Rodungsgebiete des Stifts und deren Bauern.
Ab 1294 folgten 10 Amtsträger, die mit der Ausübung der Blutgerichtsbarkeit rechtlich schon den Reichsfürsten gleichgestellt waren. Die nächsten 14 waren ab 1380 als Reichsprälaten auch im Reichsfürstenrat vertreten. Drei von ihnen waren im Zusammenhang mit der Inkorporation von 1393 bis 1404 Salzburger Erzbischöfe. Ab 1455 waren sechs der Berchtesgadener Reichsprälaten bereits von der „Metropolitangewalt“ Salzburgs vollkommen befreit und in geistlichen Dingen (Spiritualien) dem Papst direkt unterstellt. Die letzten zehn hatten schließlich zwischen 1559 und 1803 den Status von Fürstpröpsten inne. In den Jahren 1594 bis 1723 gehörten drei der zehn als ranghöhere Erzbischöfe von Köln bzw. als kurkölnische Administratoren dem Hause Wittelsbach an.
Die Herkunft der Pröpste, sofern sie das Land Berchtesgaden nicht als Salzburger Erzbischöfe oder als Kurfürsten und Erzbischöfe von Köln regierten, ist nur selten nachzuweisen. Die meisten Pröpste entstammten vermutlich bayerischen oder österreichischen Rittergeschlechtern. In Propst Friedrich von Ortenburg († 1239) wurde auch ein Mann von höherem Adel vermutet. Im 17. Jahrhundert nach der kurkölnischen Administration hatten die Nachfolger allesamt ein Adelsprädikat im Namen; ihre Väter waren Ratsherren, Freiherren, Grafen und Pfleger.
Abgesehen von den Salzburger und Kurkölnischen Administratoren residierten alle Stiftspröpste, Reichsprälaten und Fürstpröpste bis 1803 in Berchtesgaden und wurden meist aus den eigenen Reihen des Klosterstifts gewählt.
17 Stifts- bzw. Fürstpröpste wurden in Berchtesgaden bestattet und von 13 dieser Grabstätten sind noch Grabmäler in Form kleinerer Bodenplatten oder überlebensgroßer Hochrelief-Epitaphe erhalten. Eines davon, das von Wolfgang II. Griesstätter zu Haslach († 14. Juli 1567), ist in der Franziskanerkirche, alle anderen befinden sich in der Stiftskirche beziehungsweise im Kreuzgang zwischen Stiftskirche und dem vormaligen Augustiner-Chorherrenstift. Das älteste Grabmal eines Stiftspropstes ist das von Hartung von Lampoting († 18. August 1306), das jüngste das des letzten Fürstpropstes Joseph Konrad von Schroffenberg-Mös († 4. April 1803).

### Hierarchische Strukturen

#### Propst und Stiftsdekan
Außer während der Inkorporation durch Salzburg und der kurkölnischen Administration stand der von den ansässigen Chorherren auf Lebenszeit gewählte Propst an der Spitze des Augustiner-Chorherrenstifts Berchtesgaden. Er nahm alle landesherrlichen und ihm zustehenden geistlichen Kompetenzen wahr, war jedoch auch als regierender Fürstpropst in wesentlichen Entscheidungen von der Zustimmung der Stiftskapitulare abhängig. Den Vorsitz der Chorherren hatte der Stiftsdekan, der öfters auch zum Nachfolger des Propstes gewählt wurde.
Wollte ein Chorherr Fürstpropst oder Stiftsdekan und damit Nachfolger eines Fürstpropstes werden, hatte er mit den anderen Chorherren eine Wahlkapitulation auszuhandeln. Am 9. August 1732 wurden beispielsweise nachfolgende „Kapitulations-Punkte“ für den künftigen Fürstpropst Cajetan Anton Notthafft von Weißenstein festgelegt: Der Propst sollte nur noch 600 Gulden „Chatoullgeld“ erhalten und alles Übrige „zum Besten des Stifts“ verwenden. Die Kandidaten mussten 16 Ahnen nachweisen können, je acht auf väterlicher und mütterlicher Seite. Jedem Kapitularen sollten 200 Gulden Taschengeld, zwei „Maxdor’s“ zum Namenstag sowie täglich ein Viertel Wein und drei Kannen Bier, dazu noch jede Woche zwei Viertel Wein zugestanden werden. Im Krankheitsfall waren ihm zu jeder Mahlzeit zwei Viertel Wein und zwei Viertel Bier zu geben, mit denen er den Krankenwärter honorieren konnte. Bei Aderlässen gebührten jedem drei Viertel Wein und drei Viertel Bier. Das Viertel Wein wurde mit 15 Kreuzern abgelöst. Ferner sollten die Privilegien des Kapitels aufrechterhalten werden, wie z. B. die Bildung des „Consistoriums“, die freie Wahl des Stiftsdekans, die Aufnahme der Novizen, die Zulage von 50 Gulden für Kleidung, abwechselnd Stiftsreisen nach Wasentegernbach, Heuberg und Krems sowie Ferien in St. Bartholomä. Bei der Anstellung und Besoldung der Beamten mussten die Kapitularen zustimmen und an wichtigen Verwaltungsentscheidungen teilnehmen. Der Hofmarschall sollte den Kapitularen untergeordnet und den Domizellaren übergeordnet sein. Obwohl vom Klosterstift mehr als gut versorgt, pflegten die Kapitularen eine Lebensweise, die den Anforderungen an Kleriker, insbesondere nach Ansicht von Reformprälaten wie Ferdinand von Bayern, nicht entsprachen.

#### Ämter und Verwaltung
Zu den Funktionen und Ämtern innerhalb der Fürstpropstei zählten laut Koch-Sternfeld Anfang des 18. Jahrhunderts: Regierung, Hofmeisterei, Salzämter (Schellenberg und Frauenreut), Brauamt, Bauamt, Mautamt, Jägerei und Fischerei.
In den Anfängen bis ins 14. Jahrhundert sind Laienbrüder (Konversen) bezeugt. Von einem weiß man, dass er 1295 sogar zum „Hallinger“ bzw. zum Leiter des bedeutenden Salzamtes in Schellenberg ernannt worden war. Doch in der Regel waren es die Chorherren, die neben ihren geistlichen Aufgaben innerhalb des Stifts wirtschaftliche Ämter wie das Salzamt oder das Bauamt ausübten.
Am 11. Juli 1715 wurde folgende verwaltungsinterne Rangordnung festgeschrieben: Kanzler, Hofmeister, Hofrat (lt. Koch-Sternfeld ein neues Amt), Kammerrat, Titularrat, Landgerichtsverwalter, Regierungssekretär, Hofschreiber, Salzbeamter zu Frauenreut, Gerichtsschreiber, Oberjäger, Registrator, zwei „Salzgegenschreiber“, „Mautner“ und zwei „Kanzellisten“.

#### Aufnahmebedingungen für Chorherren
In den ersten etwa 400 Jahren gab es sieben Chorherren, ab dem 16. Jahrhundert war die Zahl auf 10 bis 14 gestiegen.
Was die Bedingungen für ihre Aufnahme und Ausstattung als Chorherren anging, so heißt es bei Koch-Sternfeld: Nach den Statuten des Kapitels von ca. 1750 waren Vorbedingungen für die zur Berchtesgadener „Stiftmaßigkeit“ acht Ahnen sowie wissenschaftliche Bildung und „sittliche Anlagen“ vorgeschrieben. Das Mindestalter für Novizen war auf 22 Lebensjahre festgesetzt. Das Noviziat dauerte ein Jahr, in dem der Novize die Ordensregel, einen Quartband, eigenhändig abzuschreiben hatte. Während des Noviziats wurden ihm „Tafel und Chorkleidung gewährt“. Vor Ablegung des Gelübdes hatte der Novize inklusive aller Unkosten und Geschenke 2500 Rheinische Gulden zu hinterlegen. Von seinem übrigen Vermögen konnte er sich eine Leibrente auszahlen lassen, jedoch pro Jahr nicht mehr als 300 Gulden. Wollte der Eintretende sein Vermögen dem Stift überlassen, wurden ihm bis zu einem Betrag von 300 Gulden sechs Prozent Zinsen gewährt. Manche Kapitulare hatten als Novizen auch „merkwürdige Kostbarkeiten“ in das Stift eingebracht. Nach dem Probejahr wurde der Novize Domizellar mit einem Jahresgehalt von 300 Gulden und erhielt Sitz und Stimme im Kapitel. Ein „wirklicher Kapitular“ bezog 500 Gulden Jahresgehalt sowie 50 am Wahltag eines Fürstpropstes und 50 bei Eintritt eines Kandidaten. Daneben erhielt er die nicht unbeträchtlichen „Mess- und Stolgebühren“ ausgezahlt. Vernachlässigter Chorbesuch, der „ohnehin sehr erträglich vorgeschrieben“ war, verkürzte das Einkommen. Ratsstellen erhöhten Zulagen und das Wahlgeschenk um das Doppelte. Ein „Senior“ erhielt 700, der „Subsenior“ 600 Gulden Gehalt, ein „zeitlicher Dekan“ die doppelten Pfründen. Alle drei Jahre gab das Stift jedem Kapitularen einen „Kirchentalar von feinem schwarzen Zeuge“, die Kosten für die übrige Kleidung hatten sie selbst zu bestreiten. Mittags und abends saß jeder Kapitular beim Fürstpropst an der Tafel. Die Wohnung wurde unentgeltlich mit dem „Nothwendigen“ ausgestattet und ggf. repariert, und er hatte das Anrecht auf eine Ferienreise pro Jahr. Auch Brennholz und Kerzen stellte das Stift sowie die Hofpferde, jedoch „bei weiteren Fahrten ohne Fourage“. Jedem Kapitular gebührten zudem 20 Pfund Edelfische oder ersatzweise 36 „kr. vom Pfunde“. Im Krankheitsfalle sorgte das Stift für alles. Die Kapitularen konnten „testiren“, mit einem Drittel zu Gunsten der Stiftskirche und mit zwei Dritteln für „andere milde Zwecke“, auch zu Gunsten armer Verwandter. In dem von Kapitularen und Beamten „so reichlich genossenen Berchtesgaden“, so Koch-Sternfeld weiter, kannte man ein altes Sprichwort: „Wenn jemand vom Himmel wieder auf die Erde müsste, der würde sich Berchtesgaden wählen. Es werde aber auch eine Zeit kommen, da aus Berchtesgaden kriechen möchte, wer nicht gehen könnte.“

### Rechte der Bevölkerung
Unter den Augustiner-Chorherren erlaubte die Leibeigenschaft den Berchtesgadener Untertanen bis zum Ende des 14. Jahrhunderts keinen eigenen Besitz, sondern gestand ihnen lediglich Lehen zu, die sie entweder nach dem Baumannsrecht für ein Jahr, als Freistift für mehrere Jahre oder lebenslang als Leibgeding nutzen durften. Die Einwohner der Marktflecken beziehungsweise der Hauptorte Berchtesgaden und Schellenberg genossen lt. Koch-Sternfeld zum Ende jedoch bereits „bürgerliche Freiheiten“.
Der 1377 vom Stiftspropst Ulrich Wulp erlassene Landbrief erweiterte erstmals die Rechte der Bauern. Sie konnten ihre Lehen gegen eine „Ablösungsschuld“ erwerben, allerdings mussten sie weiterhin ihren Verpflichtungen in Form von Frondiensten nachkommen. Die Rechteerweiterung sollte die hohen Schulden des Stifts abbauen helfen und auch „den wüsten Thälern Berchtesgadens die Bevölkerung erhalten und mehren“. Die Einführung eines „Erbrechts mit mäßigen unüberschreitbaren Gebühren“ war ein Schritt, der in anderen Ländern „noch in späten Jahrhunderten vermißt“ wurde und gab laut Koch-Sternfeld der „Kultur“, d. h. der Entwicklung des Landes den wirksamsten Vorschub. Nachdem Ulrich in den Seitentälern die Wälder „ausgereutet“ hatte, wurde den Bauern zwar der Zehent, aber kein „Getreidedienst“ auferlegt – die abzuliefernden Naturalien bestanden lediglich aus Käse und Hühnern. In jene Zeit fiel vermutlich auch das seitens der Stiftsherrschaft ausgewiesene und den Berchtesgadener Bürgern zur eigenen Nutzung zugestandene Gebiet einer „Untertanenwaldung“, das Jahrhunderte später kurz vor der Säkularisation als Berchtesgadener Bürgerwald „tatsächliches“ Eigentum des Marktes Berchtesgaden wurde.
Eine weitere Folge des Landbriefs war die Entwicklung und Ausgestaltung der „Urgnotschaften“ (Genossenschaften) Berg (Salzberg), Au, Scheffau, Bischofswiesen, Ramsau, Schönau, Gern und Ettenberg „an Umfang und innerm Behalte“. Laut Koch-Sternfeld deutete die Bezeichnung „Genossenschaft“ bereits auf „mildere Unterthansverhältnisse“ hin oder zeugt zumindest „von dem eigenthümlichen Gange der Kultur in Berchtesgaden“, da sich die benachbarten Gemeinden in „Vierteln, Zechen, Hauptmannschaften oder Rotten“ teilten. Jeder Gnotschaft stand ein Gnotschafter vor, den die Bauern ohne Einflussnahme der Landesherren jährlich neu wählten. Deren wissenschaftlich bislang kaum untersuchtes Aufgabenfeld lag unter anderem in der Mitwirkung bei der Besprechung von Wege- und Brückenbaumaßnahmen, Bachregulierungen, Nutzung der Gemeindewälder, aber auch beim Abfassen der Steuerrollen (Untertanenverzeichnisse) für das Landgericht und in der Weiterleitung regierungsamtlicher Anordnungen. Ab dem 17. Jahrhundert hatten sie zudem als „Armenpfleger“ bedürftige Personen zu unterstützen. Ihre Mitwirkung bildete sich also erst nach und nach heraus – als Leibeigene blieben aber auch die Gnotschafter über die Jahrhunderte hinweg zuallererst der Regentschaft des Stifts verpflichtet. Der Historiker Dieter Albrecht vermutet, dass zwischen Landschaftausschuss und Gnotschaftern ein Zusammenhang bestand und die Bildung der Gnotschaften zumindest „das genossenschaftlich-kooperative Bewusstsein der Bauernschaft befördert“ hatte. Die Zahl der Gnotschaften wuchs bis zur Säkularisation im Jahr 1803 auf 34 an, die anschließend zu Gemeinden zusammengefasst wurden oder als Ortsteile erhalten blieben.
Der 1506 nach Beschwerden beim kaiserlichen Hofgericht wegen der von Propst Balthasar Hirschauer verlangten hohen Abgaben formulierte Fuchsbrief wurde nach dem Landbrief von Ulrich Wulp zum landes- und steuerrechtlichen „Grundgesetz“ der Stiftspropstei. Auch wenn die Beschwerden der Bauern in allen wesentlichen Punkten abgewiesen wurden und Hirschauer sich durchsetzte, ist bemerkenswert, dass bei diesem Rechtsstreit die „Untertanenschaft“ geschlossen auftrat und der Fuchsbrief ein erster verbindlicher Vertrag in Schriftform zwischen Herrschaft und „Landschaft“ war. Die Berchtesgadener „Landschaft“ bildete damit eine eigenständige Kraft, die sich von anderen Landständen „charakteristisch“ unterschied, „aber mangels Quellen nur ansatzweise beschrieben werden kann.“
Landbrief und Fuchsbrief bildeten gemeinsam das für die Fürstpropstei geltende Berchtesgadener Landrecht, da sie „angesichts der Homogenität des Untertanenverbands in grund- und leibherrschaftlicher Hinsicht für das ganze Land verbindlich“ waren. Daneben gab es die Ende des 15. Jahrhunderts erlassenen Handwerksordnungen, die Marktordnungen von 1567 und 1691 für Berchtesgaden und Schellenberg sowie die 1629 erstmals kodifizierten Polizeiordnungen, die das Alltagsleben regeln sollten und 1667 sowie 1682 revidiert wurden. Übergeordnet waren das bayerische Landrecht von 1616, die Kodifikationen Mitte des 18. Jahrhunderts und damit das Gemeine Recht.
Jährlich am „Sonntag nach Martini“ (nach dem 11. November) fanden bis zur Säkularisation im Leithaus zu Berchtesgaden die so genannten „offenen Landrechten“ statt. Zu diesen Landrechtstagen waren sämtliche Männer des Landes geladen. Der Landrichter verlas Bestimmungen des Landrechts und gab neue Einzelmandate, d. h. Aufträge oder Befehle der Landesherrschaft bekannt, nahm aber auch Wünsche und Beschwerden entgegen. Laut Feulner wurde an diesen Landrechtstagen oder „Landgerichtstagen“ auch „von alters her“ Recht gesprochen.
Wie eingeschränkt die Rechte der Bevölkerung jedoch noch in den Jahren 1732/33 waren, zeigte sich während der Gegenreformation unter dem neugewählten Fürstpropst Cajetan Anton Notthafft von Weißenstein. Analog zu dem im Reich verbindlichen Rechtsgrundsatz „Cuius regio, eius religio“ führte sein am 26. Oktober 1732 erlassenes Emigrationspatent zur Auswanderung von mehr als 1100 protestantischen Einwohnern des Berchtesgadener Landes.

### Wappen

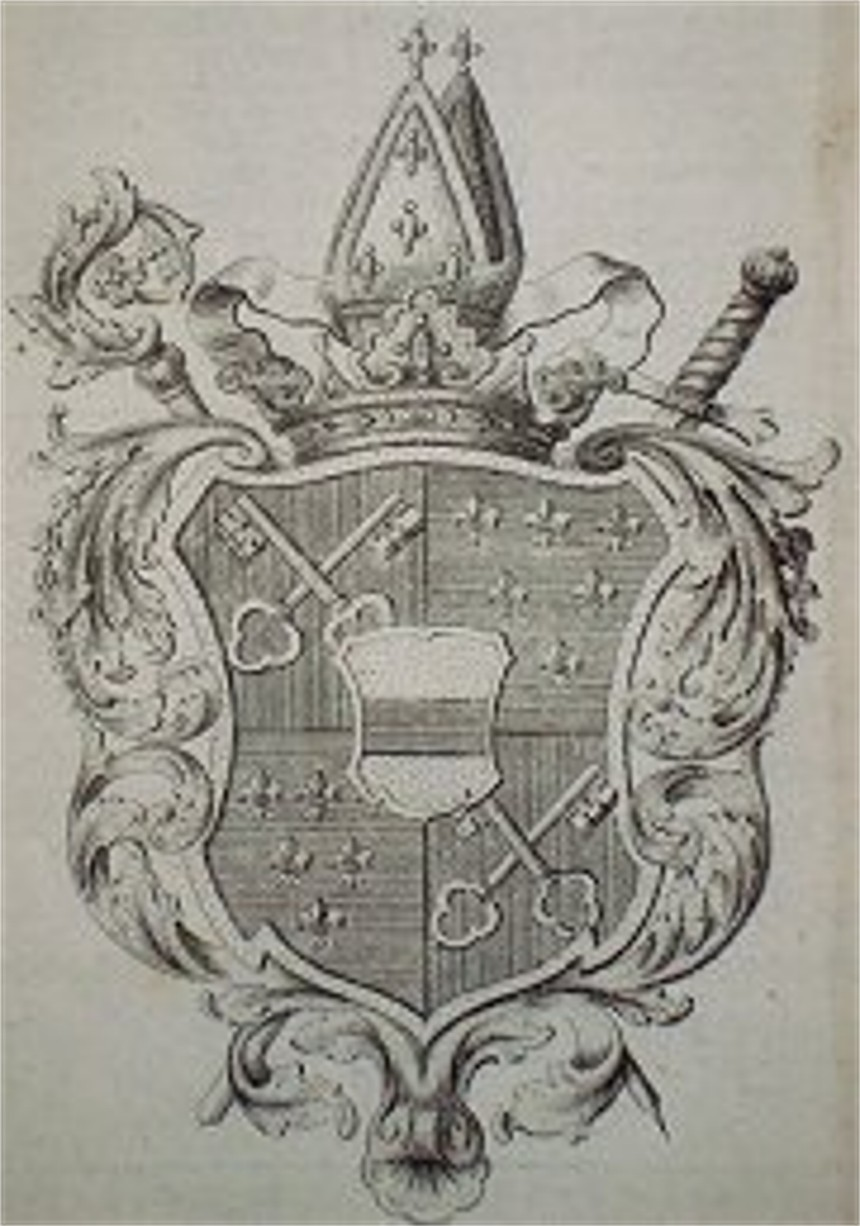
Wappen mit Mittelschild

| Wappen von Fürstpropstei Berchtesgaden | Blasonierung: „Geviert von Rot und Blau. In den roten Feldern jeweils schräg gekreuzt je ein goldener und ein silberner Schlüssel, in den blauen Feldern jeweils sechs silberne, drei zu zwei zu eins gestellte heraldische Lilien.“ |
| Wappen von Fürstpropstei Berchtesgaden | Wappenbegründung: Die beiden Schlüssel auf rotem Grund beziehen sich auf Simon Petrus als einen der beiden Schutzpatrone der Stiftskirche St. Peter und Johannes der Täufer; sie bildeten ursprünglich für sich allein das Wappen. Die silbernen Lilien auf blauem Grund entstammen dem Wappen derer von Sulzbach, womit insbesondere der Gräfin Irmgard von Sulzbach als Mitstifterin der ersten Klosteransiedlung in Berchtesgaden die Reverenz erwiesen wird. Diese Grundanordnung des Wappens wurde benutzt und ihr stets noch ein Mittelschild mit den Wappen der jeweiligen Fürstpröpste angefügt. (Rechts das von Fürstpropst Cajetan Anton Notthafft von Weißenstein.) Seit der Zugehörigkeit des Berchtesgadener Landes zu Bayern 1810 ist es das Wappen der Marktgemeinde Berchtesgaden und sein Mittelschild mit weiß-blauen Rauten versehen. |

## Kultur

### Brauchtum

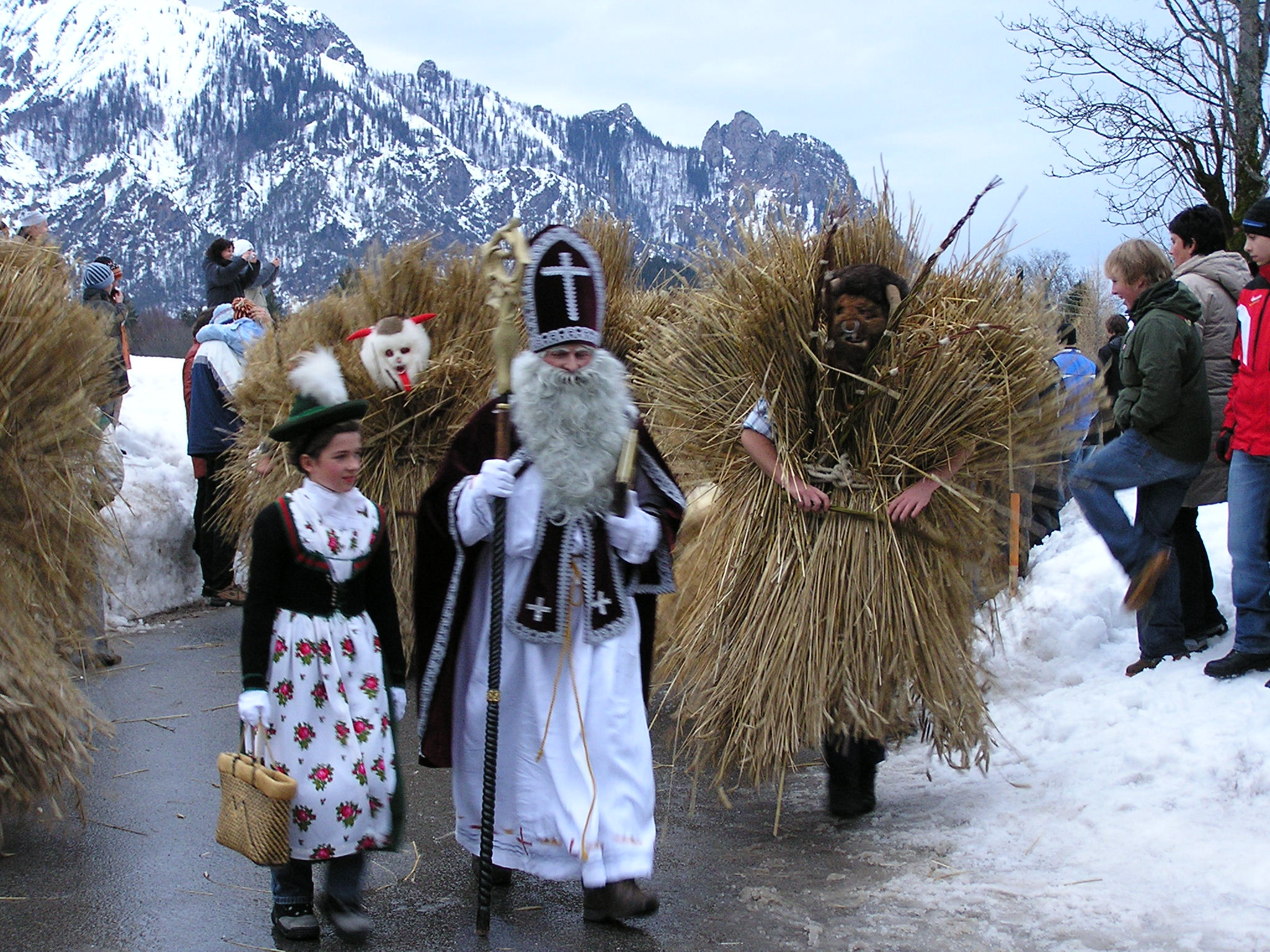
Hl. Nikolaus, Nikoloweibl und Buttnmandl am 1. Advent in Loipl

Bereits im Mittelalter, schon zu Zeiten der Reichsprälatur Berchtesgaden, zogen an den drei heiligen Rauhnächten (24. und 31. Dezember sowie 5. Januar) mit Glocken behängte Perchten durch die Straßen, um böse Geister und den Winter zu vertreiben. In der Gegenreformation als unchristlicher Aberglaube abgetan, wurde dieser Brauch mit dem Einkehrbrauch des Heiligen Nikolaus zusammengelegt und seit ca. 1730 in die Adventszeit verlegt. Seitdem ziehen vor allem am 5. und 6. Dezember, dem Nikolaustag, Bassen von Nikolausdarstellern mit Buttnmandln (Strohbassen) oder Kramperl (Fellbass) durch die Gemeinden des Berchtesgadener Landes. Daneben gibt es noch „Buttnmandlläufe“ am ersten Adventssonntag in Loipl, am zweiten in Winkl und am 24. Dezember in Gern.
Vermutlich ebenfalls seit dem Mittelalter werden an Palmsonntag Palmbuschen gefertigt. Die Berchtesgadener Variante des Palmbuschen sind noch nicht blühende, mit bunten „Gschabertbandln“, d. h. mit gefärbten dünnen Holzspänen geschmückte Palmkätzchenzweige, die zusammen mit Lebensbaum- und Buchsbaumzweigen am oberen Ende eines ungefähr einen Meter langen Haselnusssteckens fixiert werden.
1666 wurde zum ersten Mal das Böllerschießen an kirchlichen Feiertagen (insbesondere an Weihnachten) urkundlich erwähnt, die Berchtesgadener Weihnachtsschützen aber erst 1874 als erster offizieller Verein zur Pflege dieses Brauchs in der Region gegründet.

### Stiftsbibliothek
Fürstpropst Michael Balthasar von Christalnigg (1752–1768) soll trotz erheblichen Geldmangels die Stiftsbibliothek, von deren Anfängen nur wenig bekannt ist, besonders engagiert erweitert haben. Am Ende des 18. Jahrhunderts könnte sie etwa 10.000 Bände umfasst haben. Im Jahr 1805 gingen ihre Bestände in die Salzburger Hofbibliothek ein, die 1807 mit der Universitätsbibliothek Salzburg vereinigt wurde. Neben Katalogentwürfen und -verzeichnissen aus den Jahren 1737 und 1772 befindet sich dort ein aus dem Berchtesgadener Stift stammender Druck von 1565, dem ein Bücherverzeichnis auf 73 Blättern aus dem 18. Jahrhundert beigebunden ist. Des Weiteren werden in Salzburg der Stiftsbibliothek – allerdings ungesichert – noch 1667 Werke zugeordnet. Die Bayerische Staatsbibliothek verfügt über vier Inkunabeln der Stiftsbibliothek, die 1815 nach der Eingliederung des Berchtesgadener Landes in Bayern aus den Beständen der Salzburger Universitätsbibliothek entnommen wurden. Im Bestand der römisch-katholischen Pfarrbibliothek Berchtesgadens sind noch etwa 60 Bände der Stiftsbibliothek.

### Sagenwelt

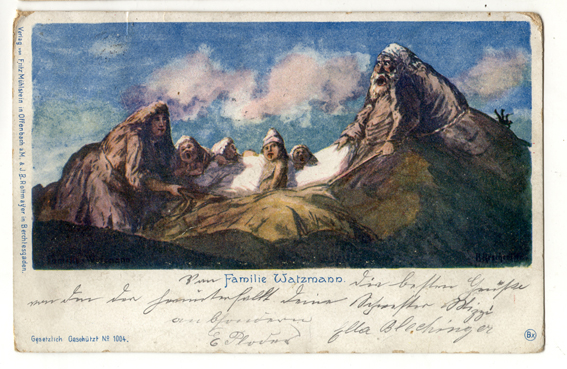
Ansichtskarte Watzmann-Massiv als Königsfamilie, ca. 1880

Die das Berchtesgadener Land einrahmenden Berge bildeten bereits zu Zeiten der Fürstpröpste den Hintergrund für zahlreiche Sagen.
Allen voran ist das zum Wahrzeichen gewordene Watzmann-Massiv sagenumwoben. Seine neun Gipfel werden als Königsfamilie gedeutet, die wegen ihrer Grausamkeit versteinerte. Der aus drei Gipfeln (Hocheck, Mittelspitze, Südspitze) bestehende Hauptberg ist der König, der gegenüberliegende Gipfel die Königin (Watzmannfrau); die sieben dazwischen liegenden Gipfel symbolisieren die Kinder.
Es gibt mindestens drei Variationen dieser Sage: Bei Alexander Schöppner wird König Watzmann als Beherrscher des „Berchtesgadener Landes“ und als dessen später Stein gewordenes Wahrzeichen hervorgehoben. Ludwig Bechstein deutet den Herrschaftsbereich des Königs Watzmann und sein Ebenbild in Stein nur knapp an und lässt ihn sich ohne Bezug zum Berchtesgadener Land „südöstlich von Salzburg erstrecken“. In einer „Überlieferung“ der „schönsten Sagen aus Österreich“ herrschte ein mächtiger König „über Salzburg und das angrenzende Bayern“. Nach seiner steinernen Verwandlung am Ende heißt es: „Die Landwirte verließen bald darauf die Gegend, die ihnen zuwider war, und zogen in das nahe Tirol.“
Der Untersberg gegenüber, der sich bis ins benachbarte Salzburg erstreckt, dient der Sage nach einem Kaiser als Behausung. Dort harrt Karl der Große oder Friedrich Barbarossa in todesähnlichem Schlaf, um beim Jüngsten Gericht oder wenn Unglauben und Gewalt den höchsten Grad erreichen mit seinem Heer für das Gute den Sieg zu erringen. In einer anderen Version heißt es, der Kaiser schlafe dort, bis sein Bart siebenmal um den Tischfuß gewachsen sei.
Im Untersberg sollen aber auch Riesen (Riese Abfalter), so genannte Wildfrauen, die ähnlich den Heinzelmännchen gute Dienste leisteten, und Zwerge (Untersberg Manndln) gehaust und gewirkt haben.
Der Teufel, der die Wilde Jagd anführt, hat auf einer Teufelskopf genannten Felswand der Reiteralpe seine Spuren hinterlassen. Zahlreiche Geister mahnen auf Bergen und als ertrunkene Seelen in den Seen zum Guten oder laden zum gespenstischen Kegelspiel ein.
Der Ursprung des Namens Berchtesgaden leitet sich angeblich von der Sagengestalt Berchta oder Perchta ab, die auch mit Frau Holle gleichgesetzt wird. Eine andere Sage behauptet, der Name sei auf einen Berchtold zurückzuführen, dem eine Nixe vom Königssee den Weg zum Salz und damit zur rechtschaffenen Arbeit als Bergmann im Salzbergwerk Berchtesgaden gewiesen habe.

### Kunsthandwerk

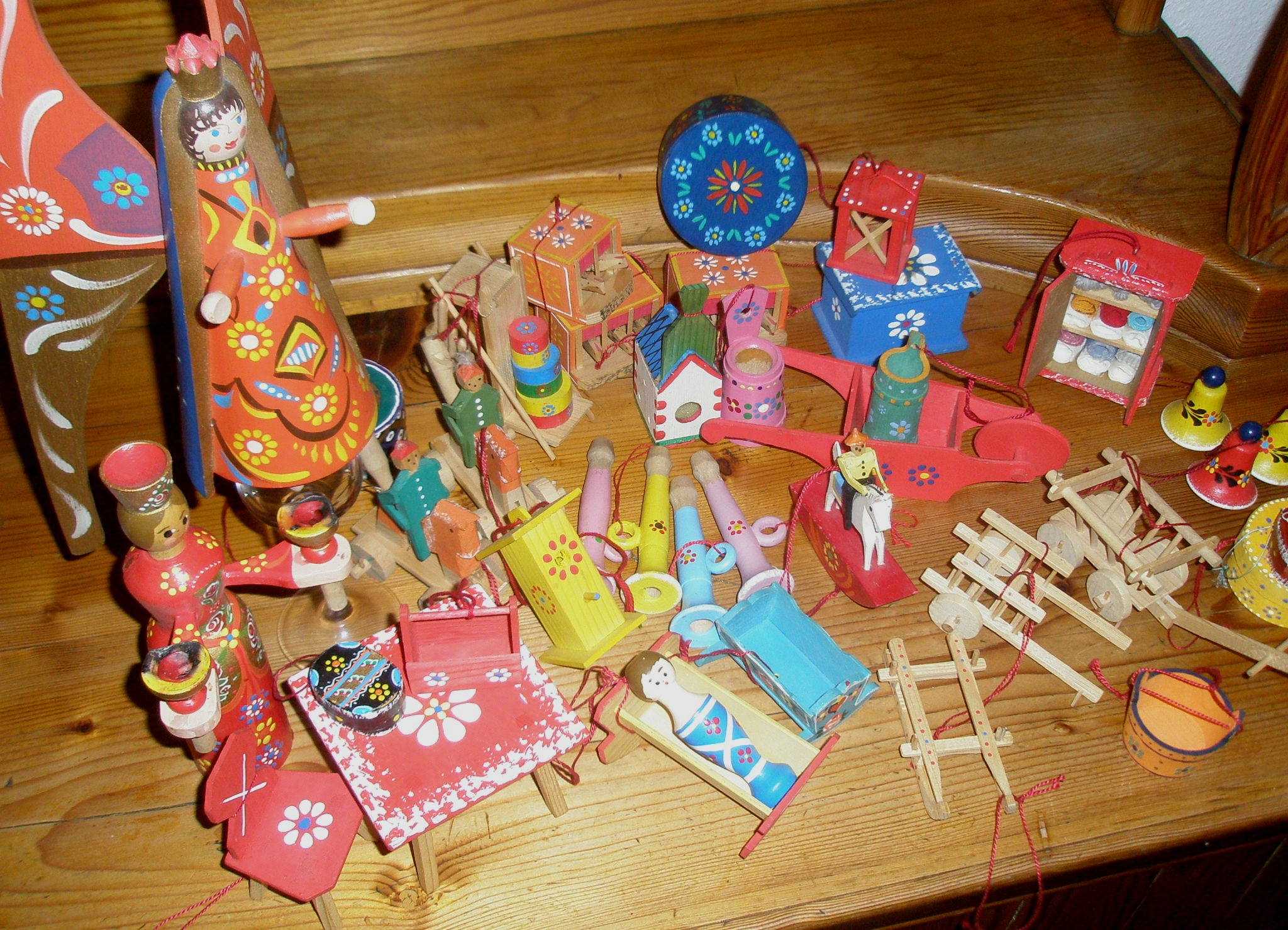
Einige Beispiele von Berchtesgadener War

Eine bis ins 15. Jahrhundert zurückreichende kunsthandwerkliche Tradition ist das Schnitzen von Berchtesgadener War, die für die Reichsprälatur Berchtesgaden einen wirtschaftlichen Aufschwung bedeutete.

### Musik
Die vermutlich Mitte/Ende des 18. Jahrhunderts komponierte Kindersinfonie (ursprüngliche Titel: Berchtoldsgaden Musick und Sinphonia Berchtolgadensis) ist neben den klassischen Orchesterinstrumenten mit Kindermusikinstrumenten aus dem Sortiment der Berchtesgadener War besetzt. Urheberschaft und Auftraggeber für dieses Werk sind unbekannt – als mögliche Komponisten galten Leopold Mozart, dessen Schüler Johann Rainprechter, Joseph Haydn oder dessen Bruder Michael Haydn. Nach neueren Erkenntnissen kommen Edmund Angerer oder einer der Berchtesgadener Hofmusiker und Komponisten Mathias Fembacher (1673–1748), Franz Mathias Fembacher (1709–1773) und Johann Baptist Paul Fembacher (1756–1809) als Urheber des Werkes infrage.
Auf dem Stiftskirchenchor werden ca. 150 Handschriften, Autographe und Kopien von 60 Komponisten verwahrt, darunter Werke aus dem 16. bis 18. Jahrhundert von Anton Cajetan Adlgasser, Giovanni Francesco Anerio, Giovanni Battista Casali, Anton Diabelli, Josef und Michael Haydn, Antonio Lotti, Wolfgang Amadeus Mozart und den Berchtesgadener Komponisten Franz Mathias Fembacher und Johann Baptist Fembacher.

### Bauwerke

#### Profangebäude

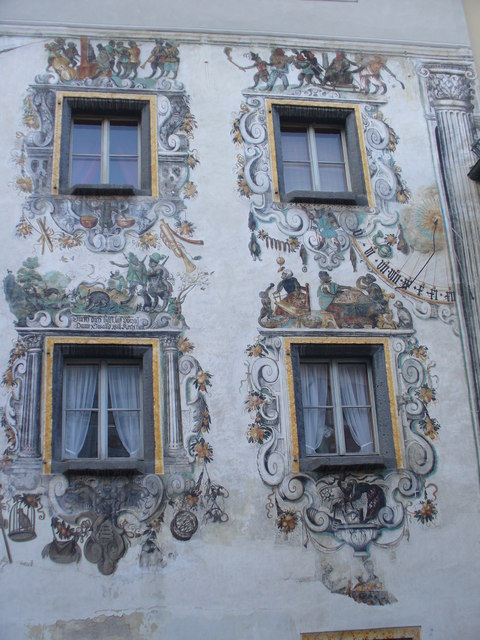
Lüftlmalerei am Hirschenhaus in der Metzgergasse

Die Bürgerhäuser des Berchtesgadener Landes wurden im 16. und 17. Jahrhundert mit Lüftlmalerei geschmückt. Noch heute sind sie im 1978 mit zahlreichen Häusern aus jener Zeit zur Fußgängerzone umgewandelten Ortskern Berchtesgadens an einigen Fassaden erhalten. Die Lüftlmalerei am Hirschenhaus in der Metzgergasse zum Beispiel stammt aus dem Jahr 1610 und spiegelt die menschlichen Laster durch Affen wider.
Fürstpropst Jakob Pütrich (1567–1594) ließ das Gasthaus Neuhaus sowie die Meierhöfe Dietfeld und Rosenhof erbauen, der letztere war zuerst ein Pfannhaus. 1574 ließ er unweit des Rosenhofes im 1. Gnotschaftsbezirk der Gnotschaft Berg (heute: Gnotschaft bzw. Ortsteil Anzenbach des Marktes Berchtesgaden) das kleine Lustschloss Etzerschlössl errichten und mit kostbarer Zirbenholzvertäfelung und kunstvollen Öfen ausstatten. Mit seinen zehn Räumen stand das Etzerschlössl den Bürgern auch zeitweise als Zufluchtsort bei Epidemiegefahr offen; es ging später an verschiedene Besitzer über. Zuletzt diente es bis zum Abriss 1960 als Kinderheim. Die zum Ensemble gehörende und wegen ihrer Baufälligkeit ebenfalls abgerissene Etzermühle, am Austritt des Gerer Baches gelegen, war eines der „altromantischsten Gebäude des Landes“. Die neuere Ansiedlung Am Etzerschlössl ist jetzt ein Ortsteil der Gemeinde Berchtesgaden.
Das 1614 am nördlichen Rand des Berchtesgadener Ortskerns von Stiftsdekan Degenhart Neuchinger erbaute Schloss Adelsheim war erst nobler Bürgerwohnsitz, ab 1795 Sitz des Kurfürstlich Bayerischen Hauptsalzamtes und in den letzten Lebenswochen bis zu seinem Tod am 4. April 1803 Residenz des letzten Fürstpropstes Joseph Konrad von Schroffenberg-Mös. Seit 1968 befinden sich in dem Gebäude die Ausstellungsräume des 1897 gegründeten Heimatmuseums Berchtesgaden.

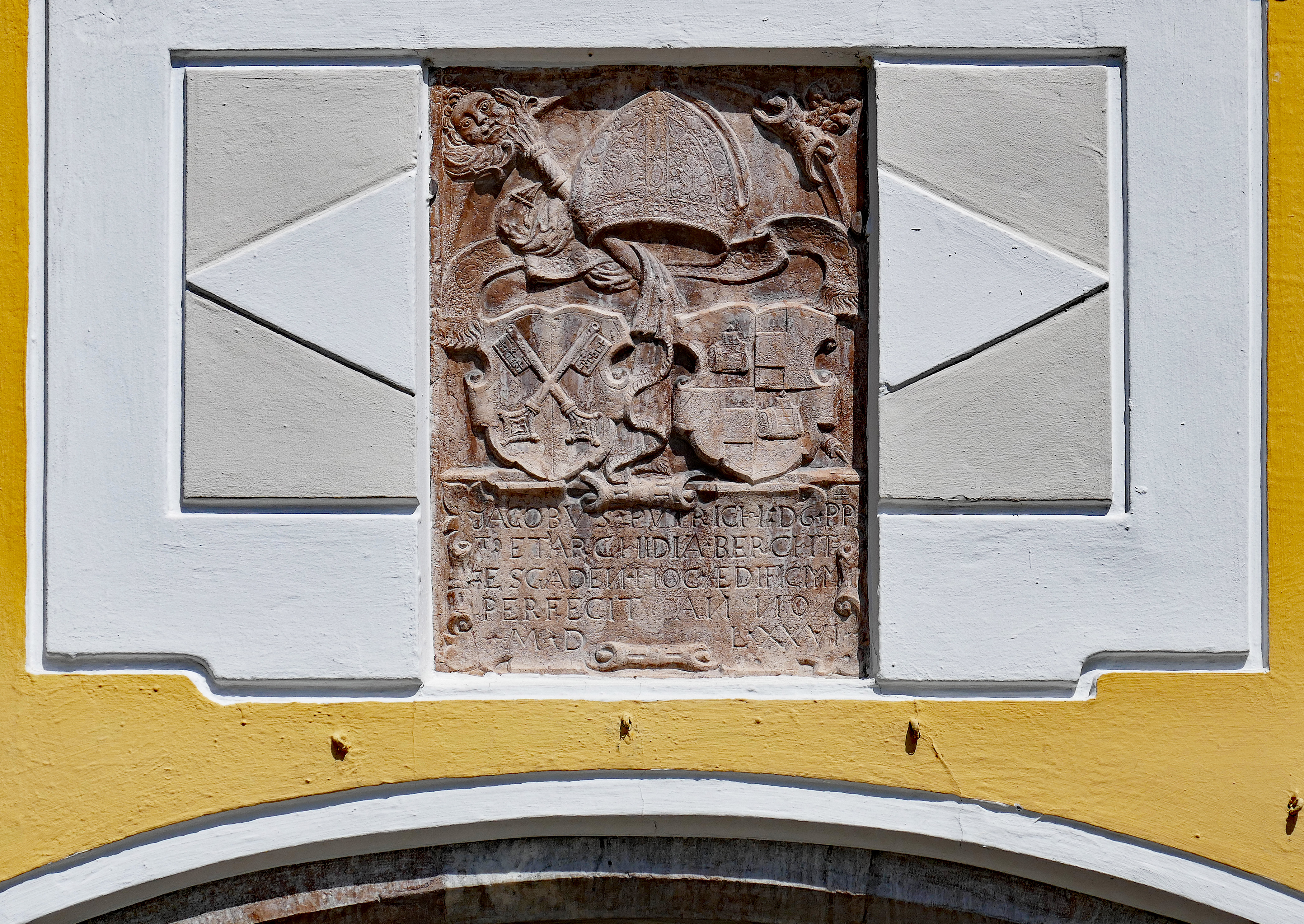
Gedenktafel an Jakob Pütrich am Gasthaus Neuhaus
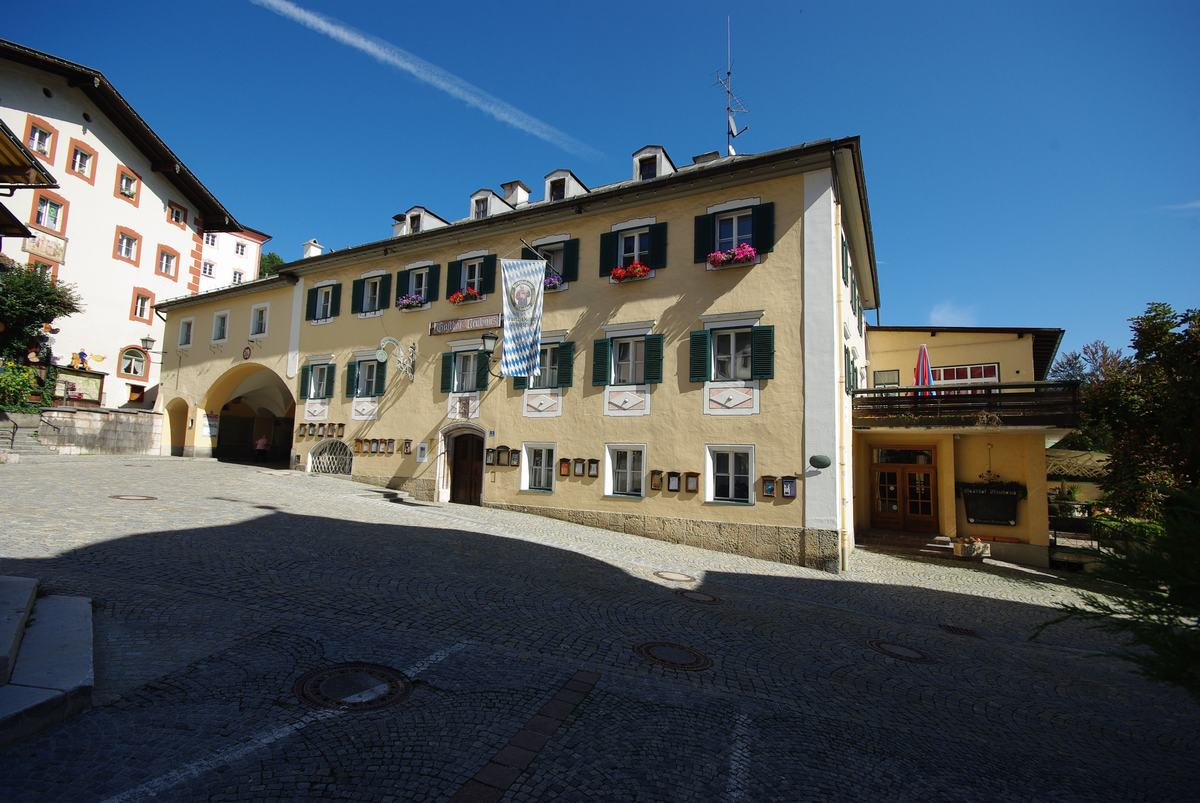
Gasthaus Neuhaus
Die Etzermühle um 1900
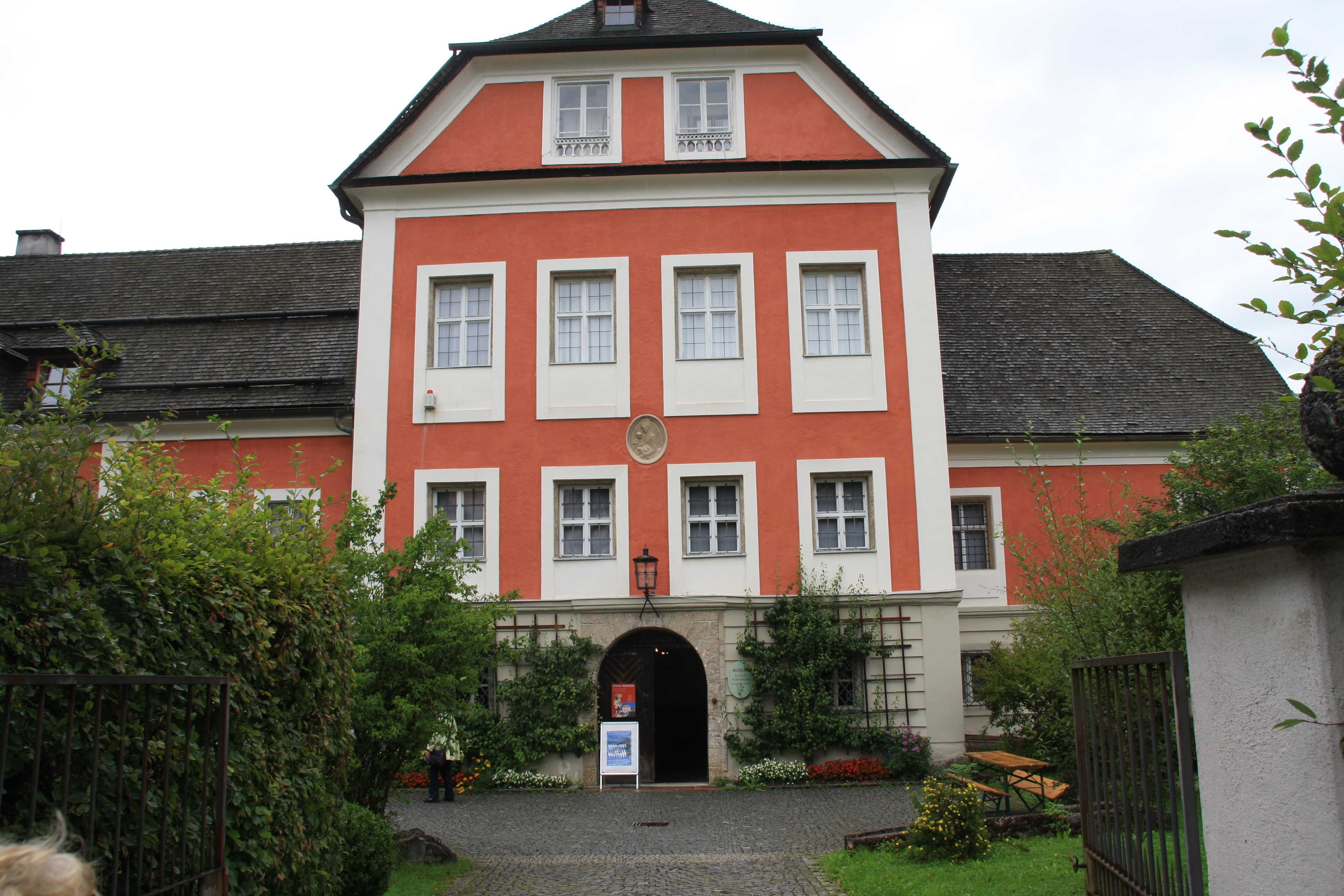
Schloss Adelsheim

Fürstpropst Michael Balthasar von Christalnigg (1752–1768) ließ 1758 auf halber Höhe des Kälbersteins das Schloss „Fürstenstein“ samt Schlosskapelle und anderen Bauten, wie z. B. einen Meierhof errichten.
Sein Nachfolger Fürstpropst Franz Anton Josef von Hausen-Gleichenstorff (1768–1780) baute sich auf dem Sulzberg in der Gnotschaft Oberschönau ein „niedliches“ Schloss mit dem Namen „Lustheim“, in dem er den größten Teil seines Lebens verbrachte und dort am 6. März 1780 verstarb. Während der Zeit des Nationalsozialismus wurde es für eine vorgesehene andere Bebauung abgetragen. Heute befindet sich auf dem Gelände des Schlosses der vom Friedhofsverband Berchtesgaden unterhaltene Bergfriedhof für die Bürger aus Berchtesgaden, Bischofswiesen und Schönau am Königssee.
Das 1608 errichtete „Wildmeisterhaus“ war Wohnsitz des fürstpröpstlichen Oberjägers bzw. „Wildmeisters“ und findet auch Erwähnung in Ludwig Ganghofers Roman Der Mann im Salz (1906).

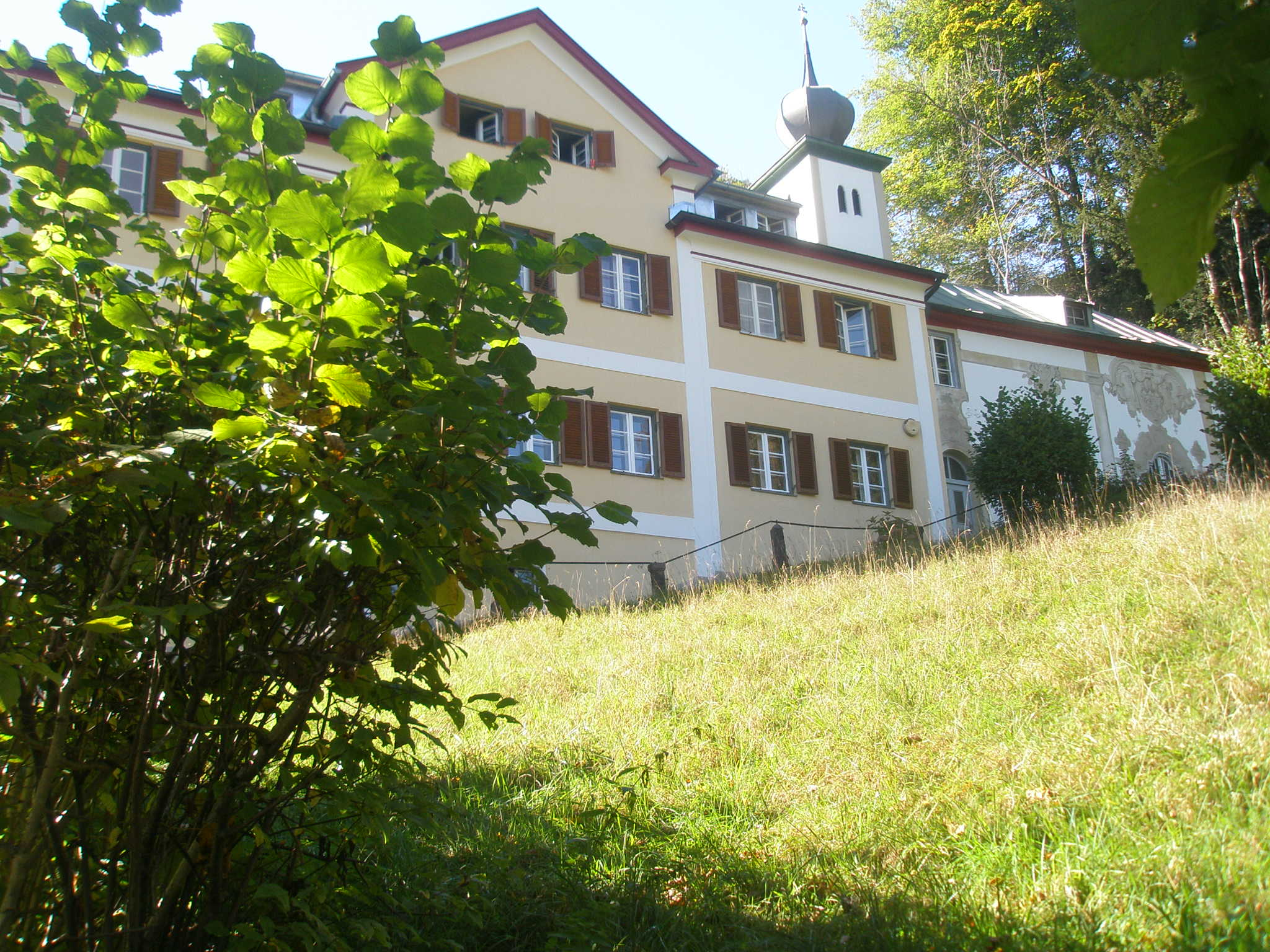
Schloss Fürstenstein, Seitenansicht
Schloss Lustheim, ca. 1909
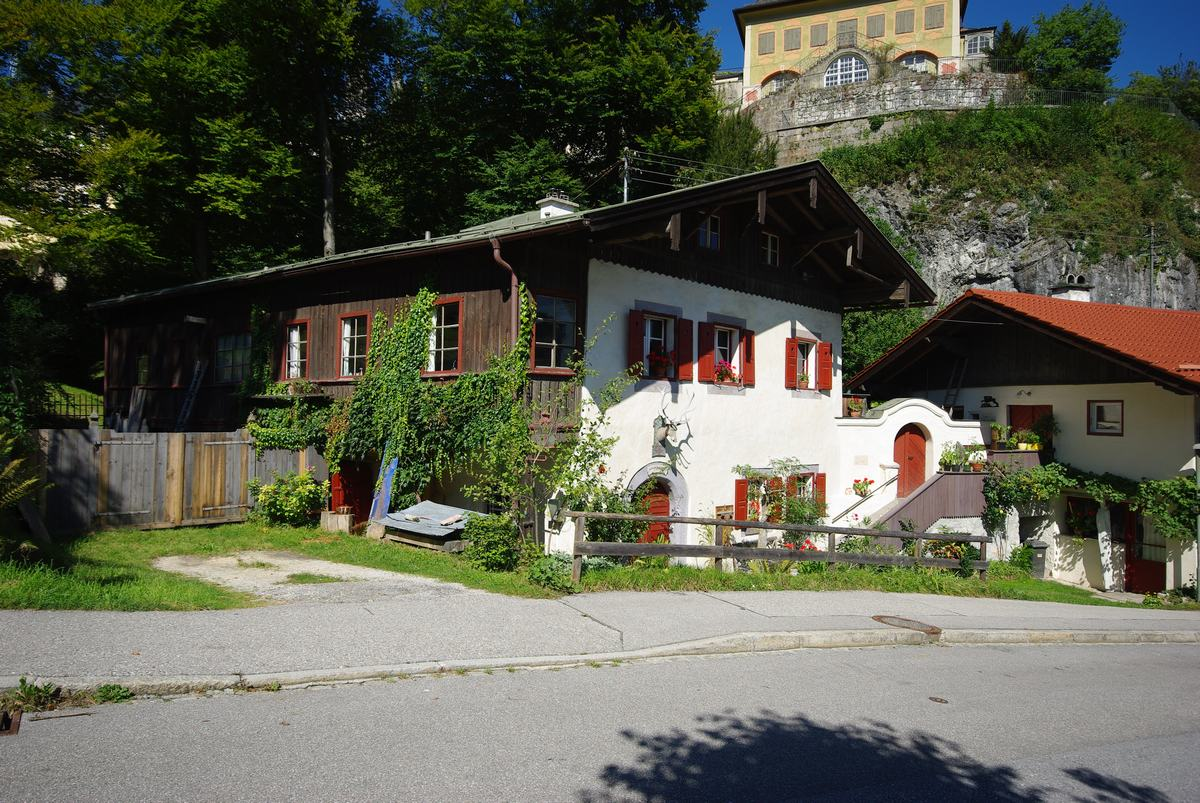
Wildmeisterhaus

#### Sakralgebäude
Die um 1122 errichtete Stiftskirche St. Peter und Johannes der Täufer war Teil des Augustinerchorherrenstifts Berchtesgaden und ist seit 1803 Pfarrkirche der römisch-katholischen Pfarrei St. Andreas.
Die Pfarrkirche St. Andreas am Rathausplatz neben der Stiftskirche wurde von den Bürgern des Marktes Berchtesgaden im Jahr 1397 errichtet. Sie erhielt beim Umbau ab 1480 ihr heutiges Äußeres, die Barockisierung und Erweiterung ihres Innenraums erfolgte 1698–1700. Die Pfarrkirche St. Andreas hatte bis 1803 ihre namensgebende Funktion und ist danach unter Beibehaltung des Namenszusatzes Pfarrkirche zu einer Filialkirche der römisch-katholischen Pfarrei St. Andreas geworden.
Die Franziskanerkirche (eigentlich: Unserer lieben Frau am Anger) am Franziskanerplatz, erbaut in den Jahren 1480 bis 1488 (nach anderer Quelle erst unter Stiftspropst Gregor Rainer 1519 fertiggestellt), war bis 1575 Teil eines Frauenstifts der Augustinerinnen, deren Anlagen ab 1695 von Franziskanern als Kloster übernommen wurden.

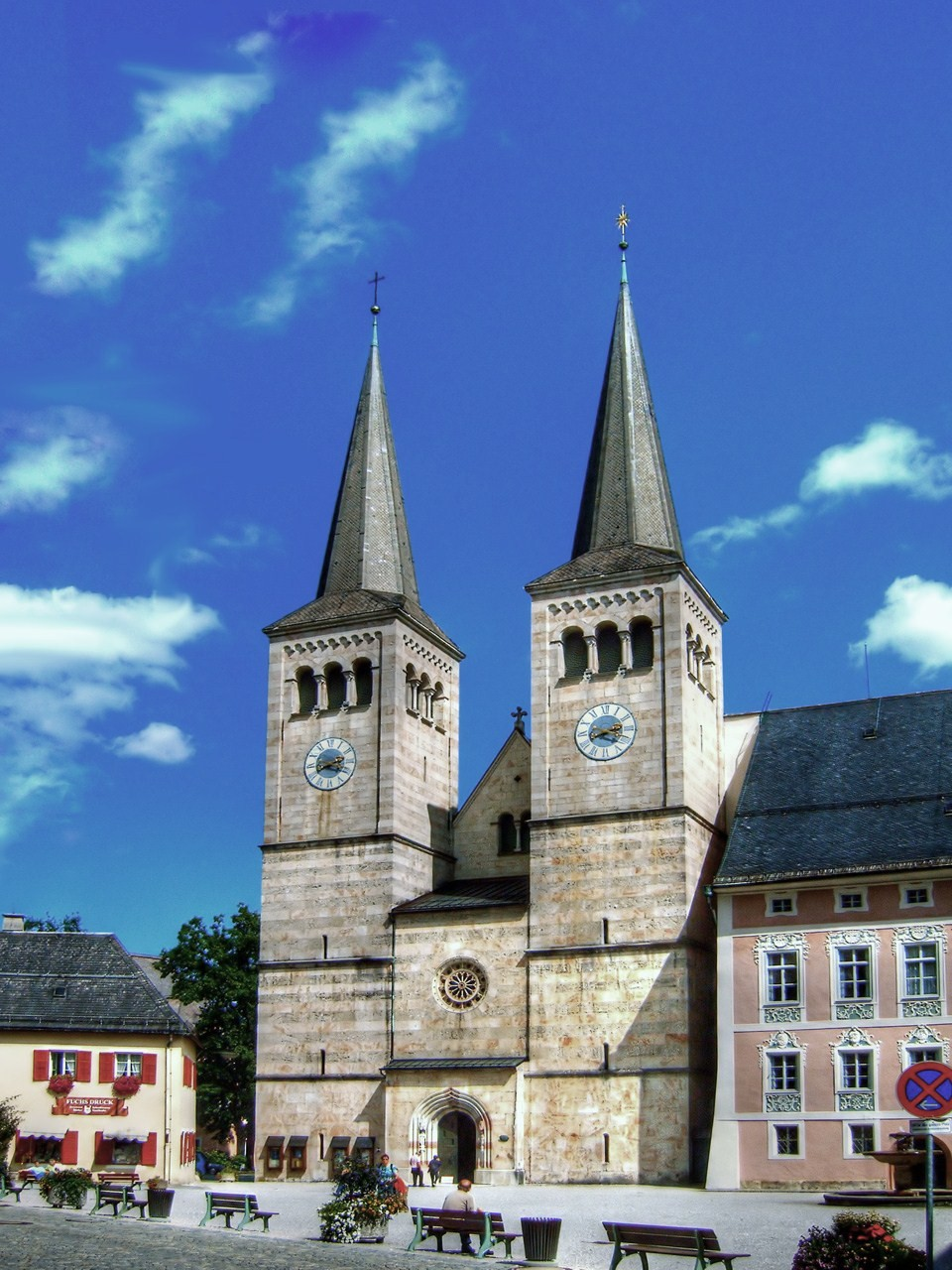
Berchtesgadener Stiftskirche
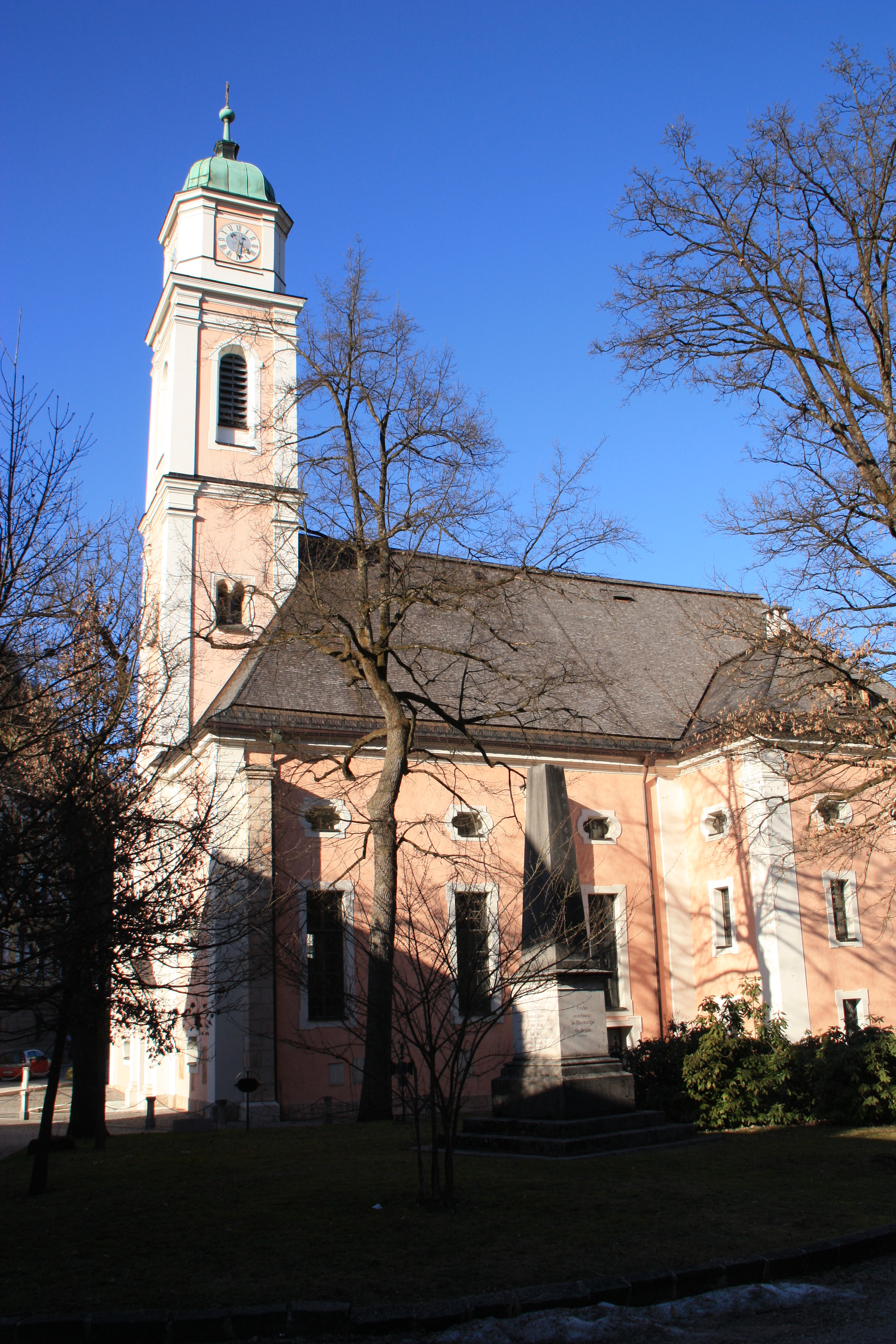
Pfarrkirche St. Andreas
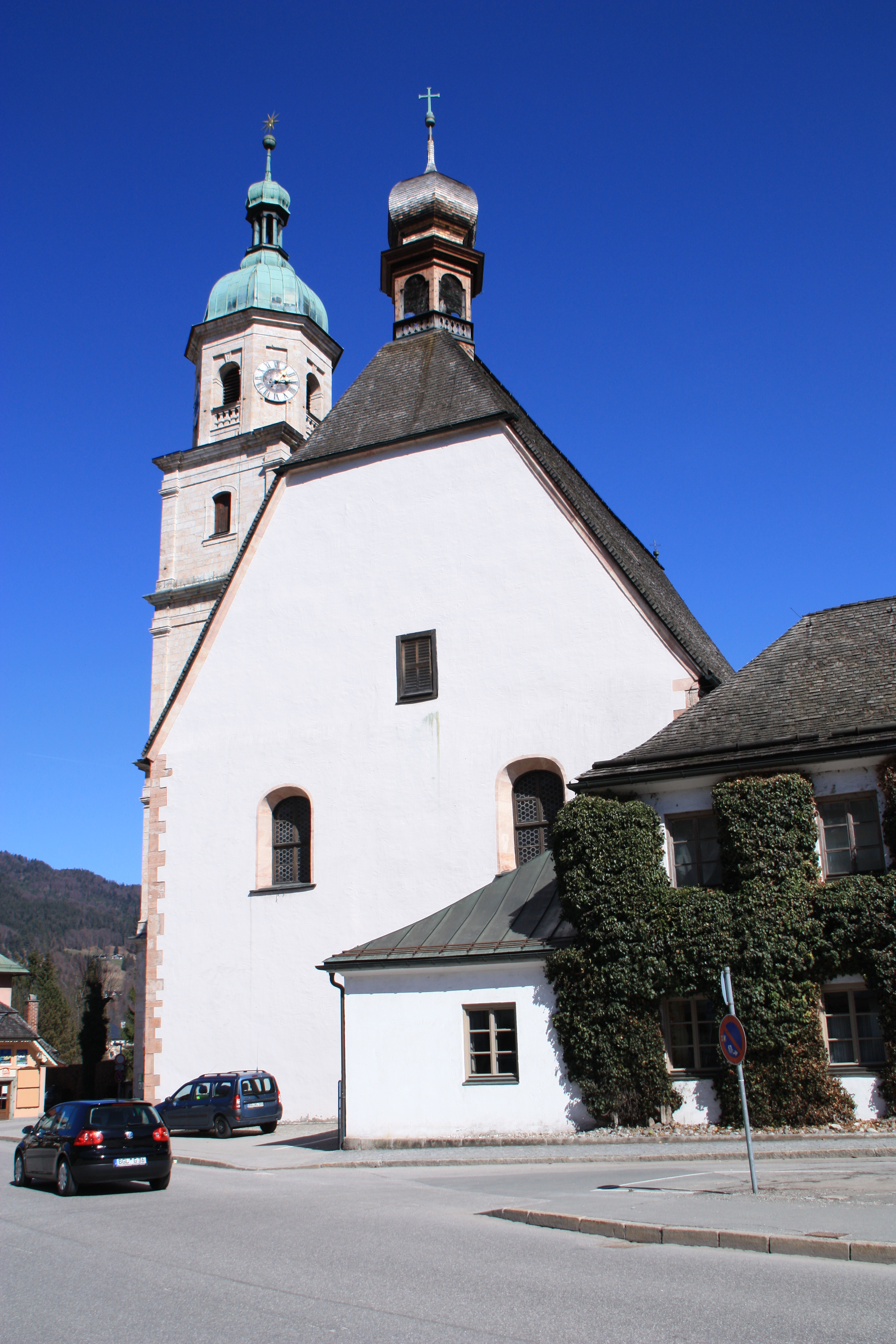
Franziskanerkirche

In Ramsau wurde die Kirche St. Sebastian 1512 unter Propst Gregor Rainer erbaut, die den Heiligen Sebastian und Fabian geweiht und seit der Säkularisation in Bayern 1803 Pfarrkirche der römisch-katholischen Pfarrei Ramsau ist.
Die Kirche St. Nikolaus, 1521 errichtet, wurde nach der Säkularisation 1803 Pfarrkirche der römisch-katholischen Pfarrei Marktschellenberg. Sie wurde 1870/71 wegen Baufälligkeit bis auf den Turm abgerissen und im neugotischen Stil neu gebaut.
St. Bartholomä ist eine Wallfahrtskapelle am Westufer des Königssees auf der Halbinsel Hirschau. Am 24. August 1134 als Basilica Chinigesee geweiht, erfuhr sie in den Jahren 1697 und 1698 größere bauliche Veränderungen im Stil des Barocks. Das nahebei um 1700 errichtete Jagdschloss der Pröpste und Chorherren ist heute eine Gaststätte.

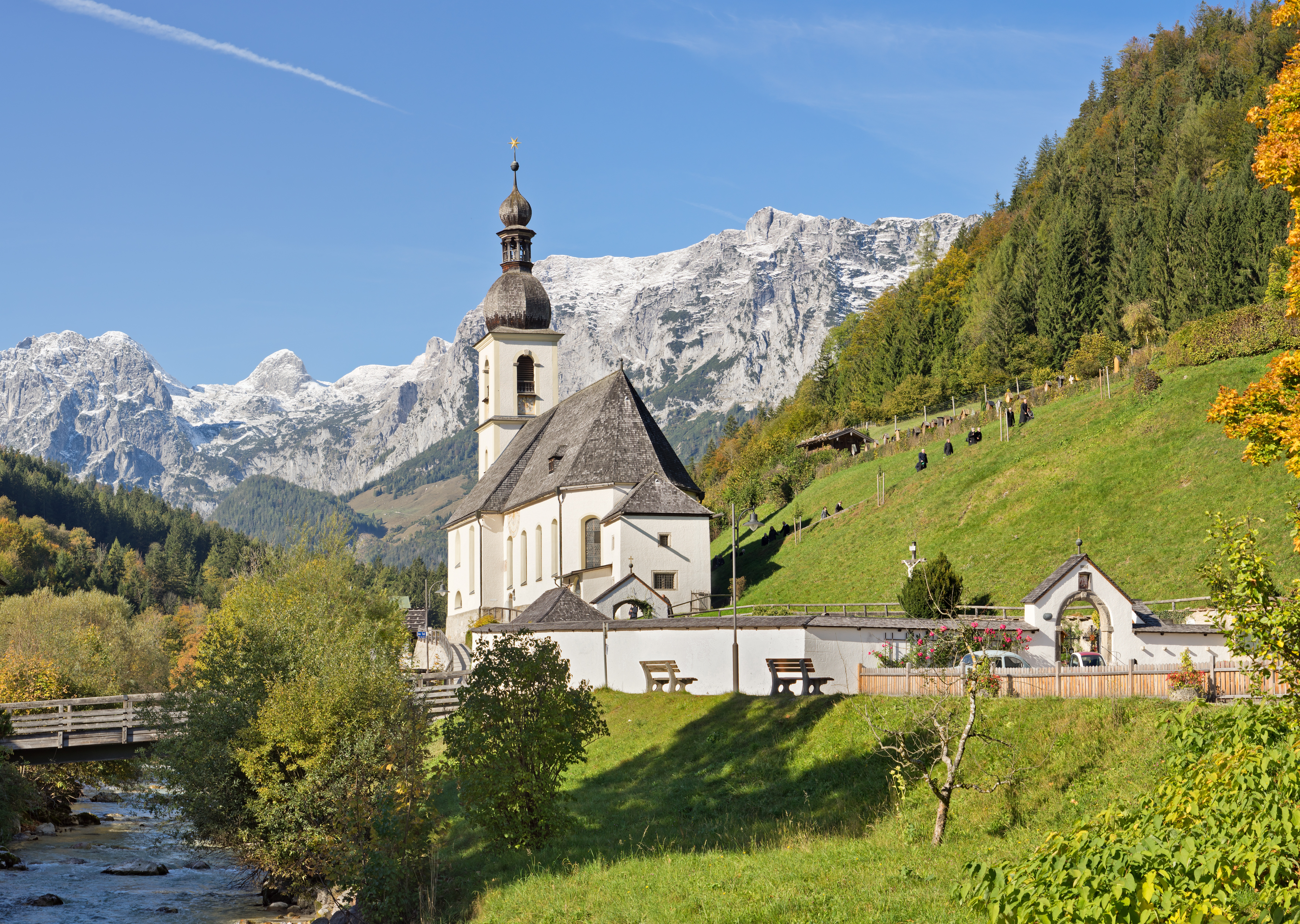
Pfarrkirche St. Sebastian
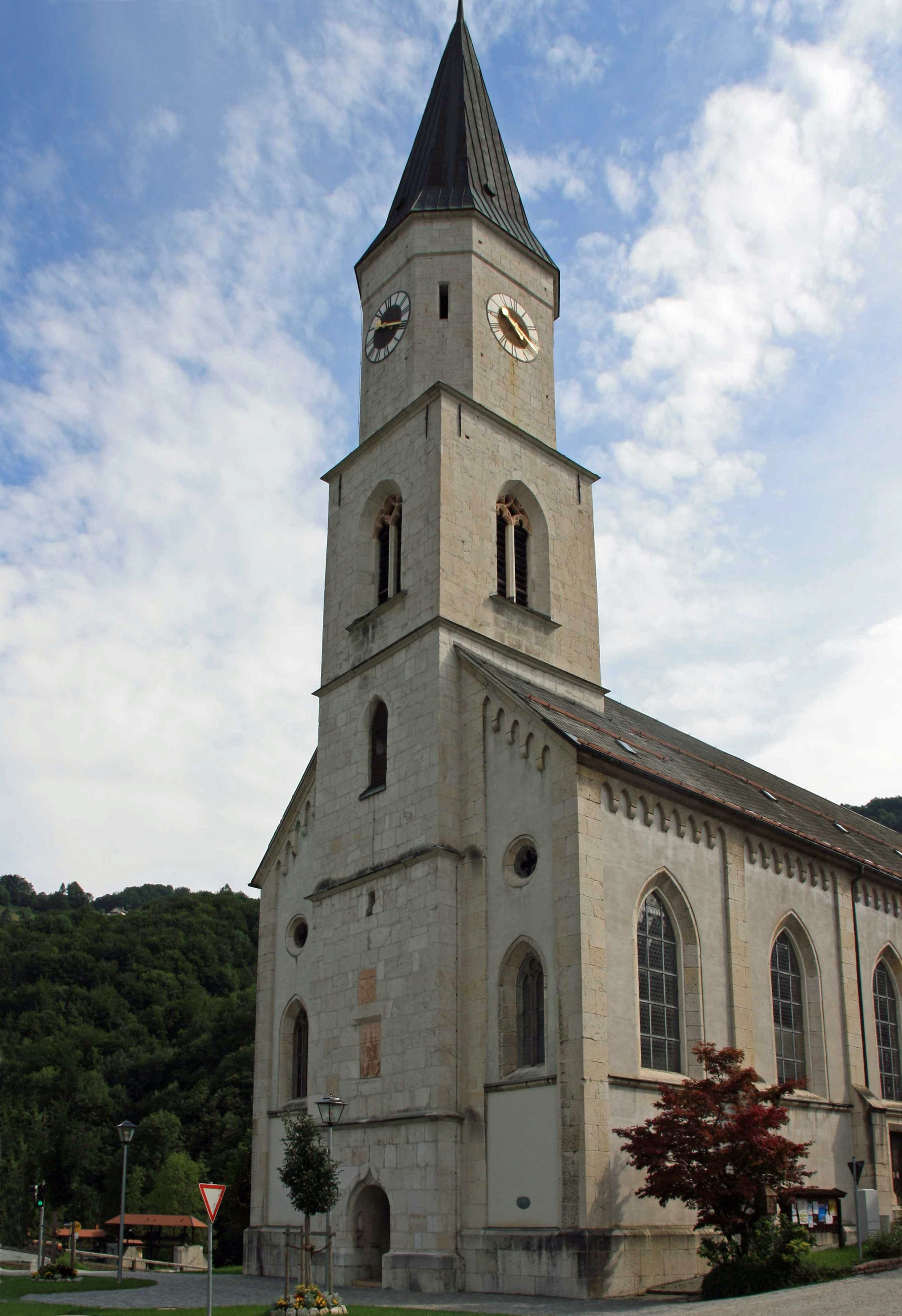
Pfarrkirche St. Nikolaus
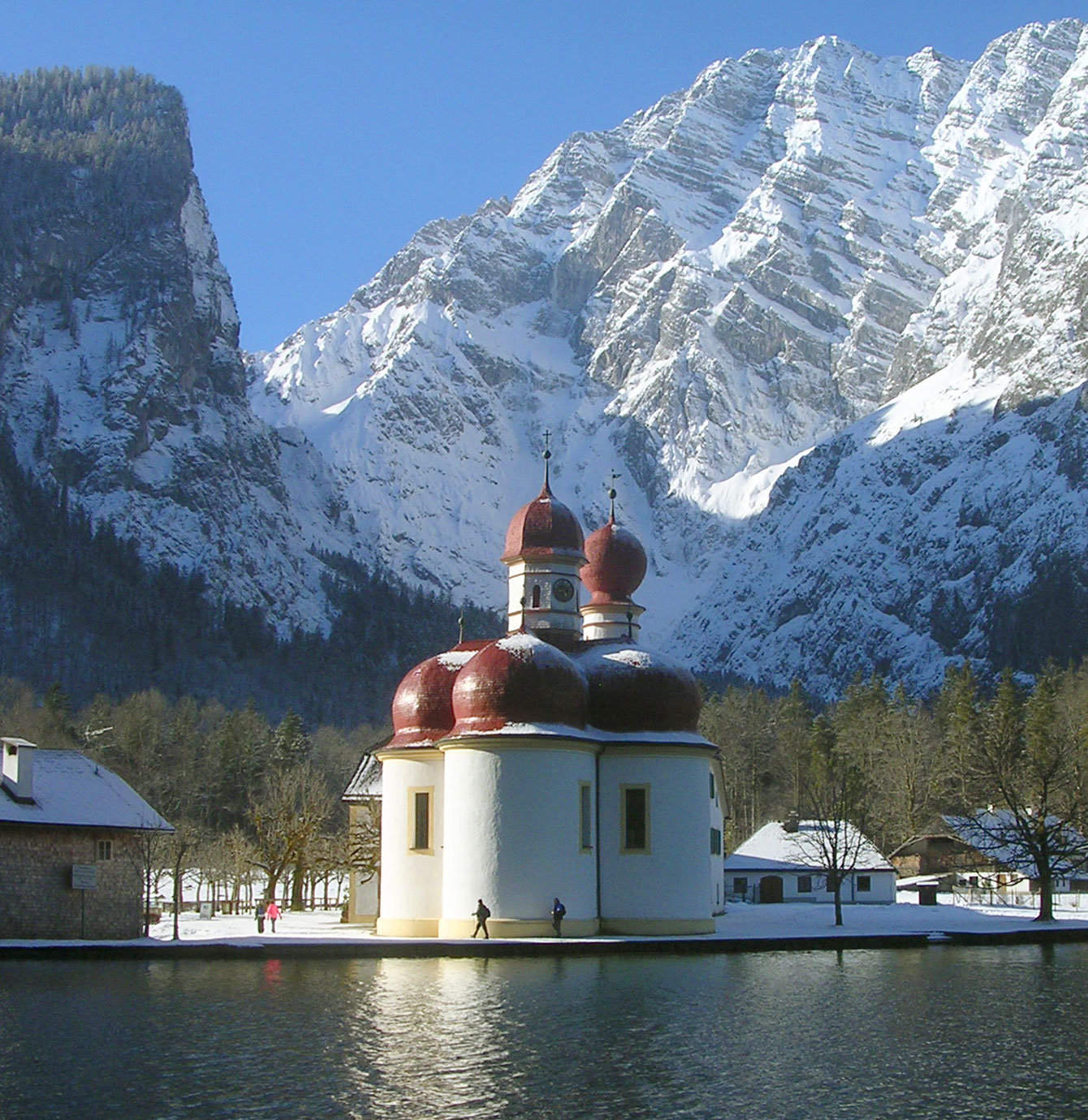
St. Bartholomä

In der Wallfahrtskirche Maria Gern, erbaut von 1708 bis 1724 während der kurkölnischen Administration unter Joseph Clemens von Bayern, befindet sich über dem Hochaltar das geschnitzte Gnadenbild einer Madonna mit Kind von 1666. Es wird jeweils passend zum Abschnitt des Kirchenjahres mit prächtigen Barockgewändern in den entsprechenden Farben bekleidet. Bemerkenswert sind auch die zahlreichen Votivtafeln, mit denen Gläubige sich für die Erhörung ihrer Gebete bedankten.
Die Hilgerkapelle (auch: Maria Dorfen) wurde 1725 wurde im Zuge der Berchtesgadener Gegenreformation während der Regentschaft des Julius Heinrich von Rehlingen-Radau als Filialkirche erbaut.
Die Wallfahrtskirche Maria Heimsuchung in der seinerzeit noch eigenständigen Gnotschaft Ettenberg in Marktschellenberg wurde ebenfalls im Auftrag von Rehlingens 1725 errichtet.

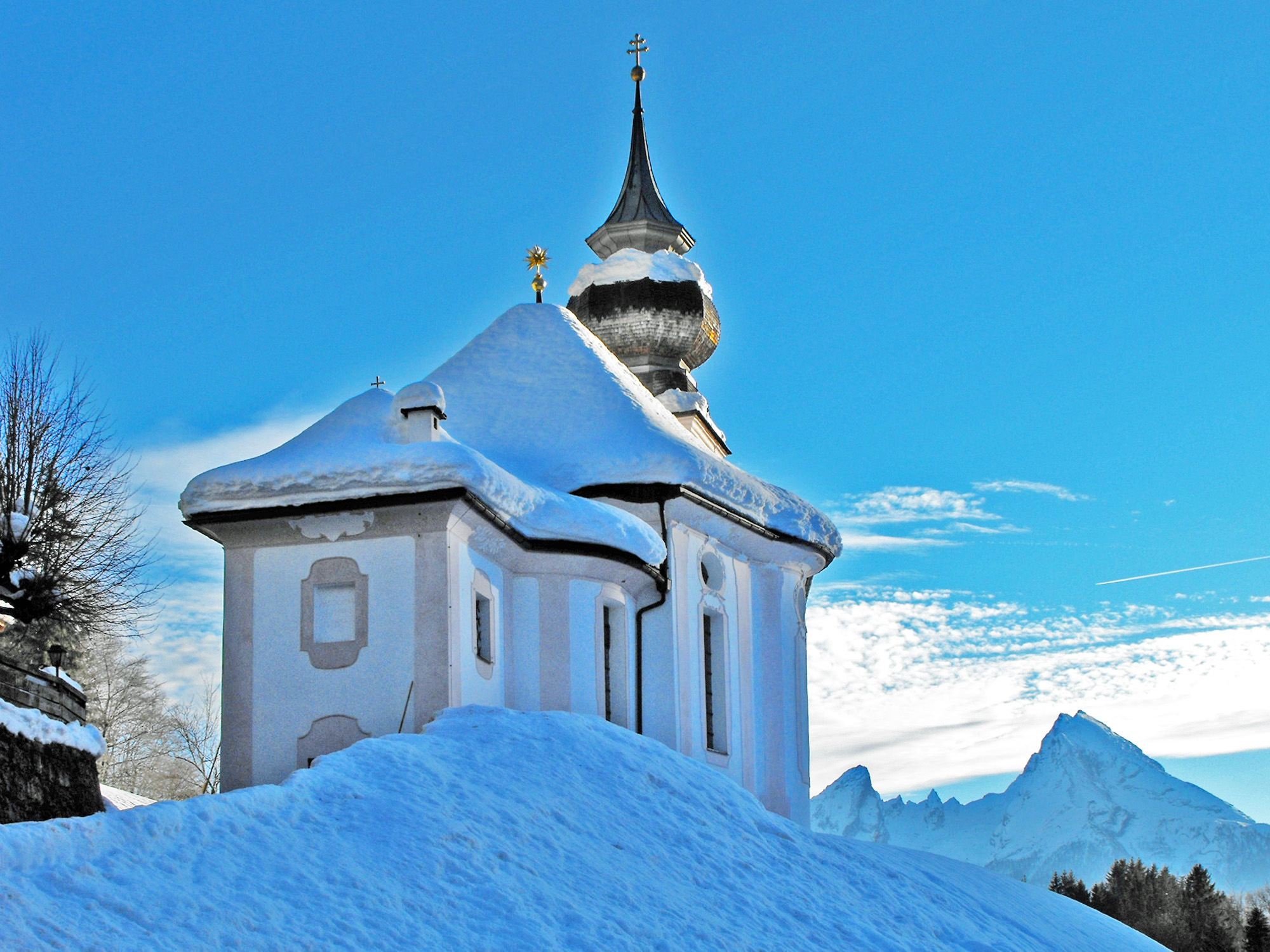
Wallfahrtskirche Maria Gern
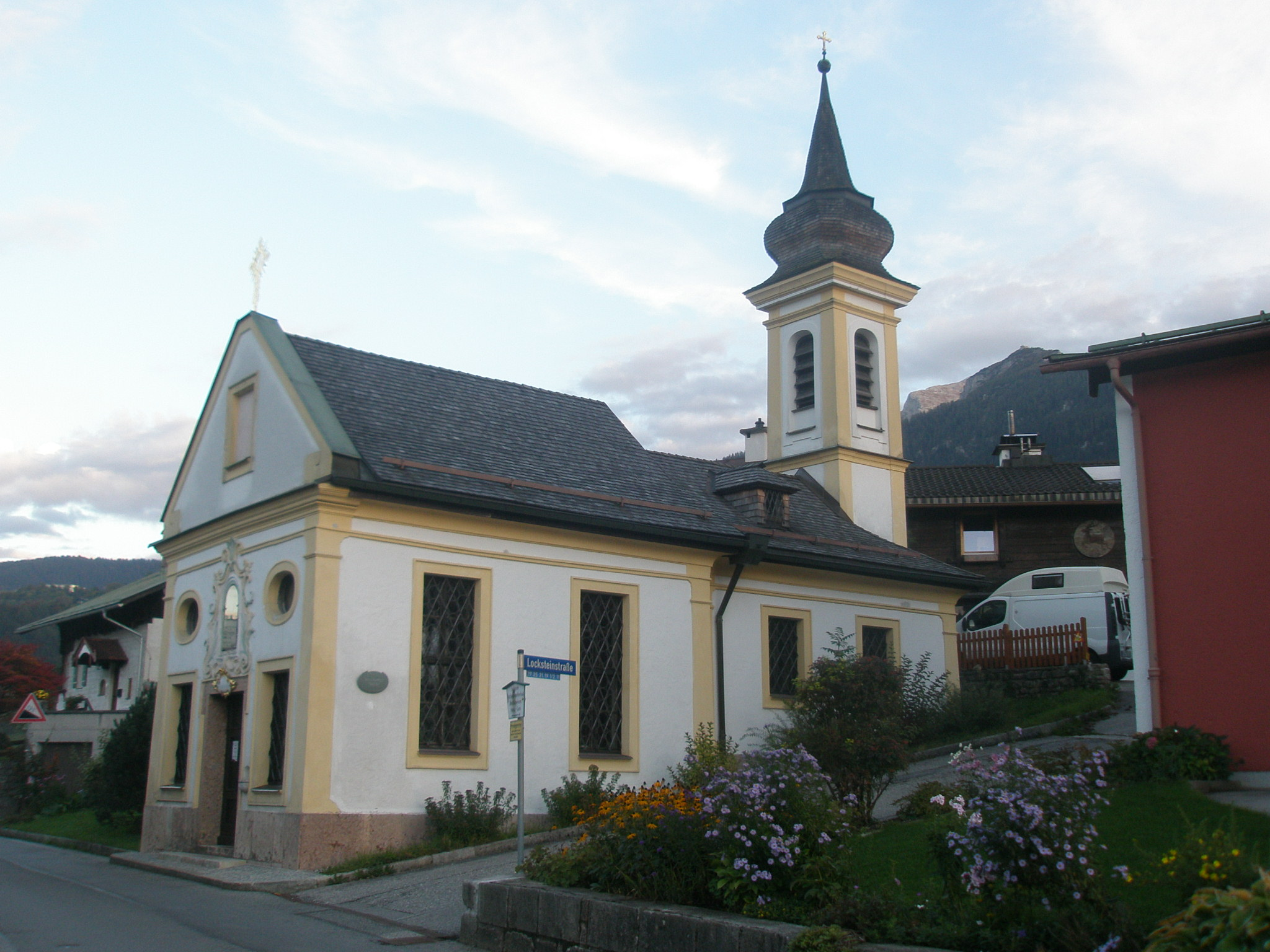
Hilgerkapelle
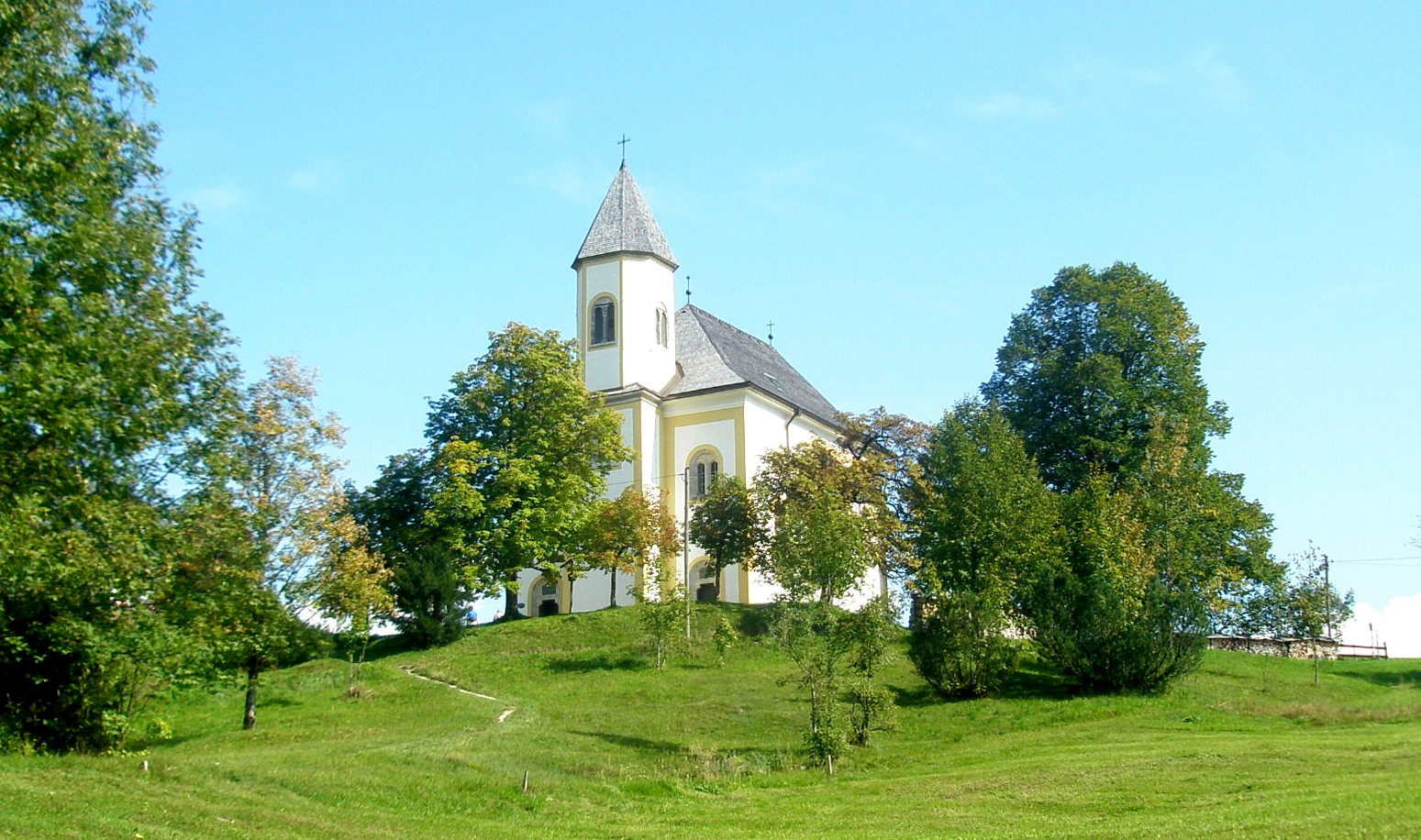
Wallfahrtskirche Maria Heimsuchung

Die Wallfahrtskirche Maria Himmelfahrt (auch bekannt als Maria Kunterweg), im Stil des Rokoko unter der Leitung des Salzburger Hofbaumeisters Sebastian Stumpfegger erbaut, gehört als Filialkirche ebenfalls zur Pfarrei Ramsau. Begonnen unter der Regentschaft von Rehlingen-Radaus und vollendet in der des Fürstpropstes Cajetan Anton Notthafft von Weißenstein, währte ihre Bauzeit von 1731 bis 1733.
Fürstpropst Michael Balthasar von Christalnigg (1752–1768) legte 1760 den Kalvarienberg mit vier Nebenkapellen und einer Hauptkapelle an.
Die Wallfahrtskirche Maria Hilf im Bischofswiesener Gnotschaftsbezirk Loipl wurde vermutlich 1798/99 von Loipler Bauern als Kapelle gebaut. Eingeweiht („benediziert“) wurde sie laut Brugger im Jahr 1800 von Reichsstift-Kapitular Franz Xaver Graf von Berchem. Dank eines Ablasses („Awers“) entwickelte sie sich 1805 zu einer Wallfahrtskirche, die im gesamten 19. und 20. Jahrhundert viele Pilger anzog.

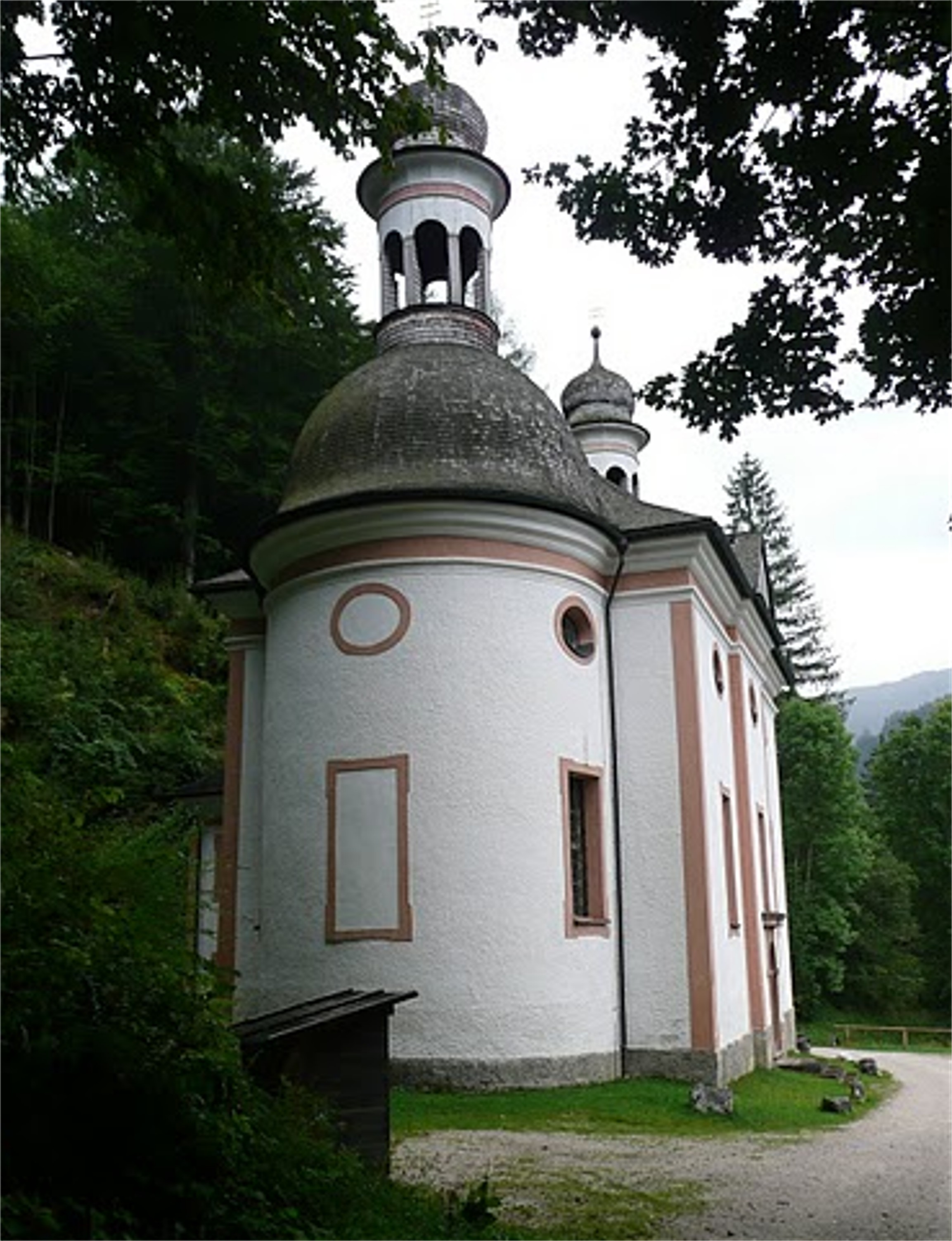
Wallfahrtskirche Maria Himmelfahrt
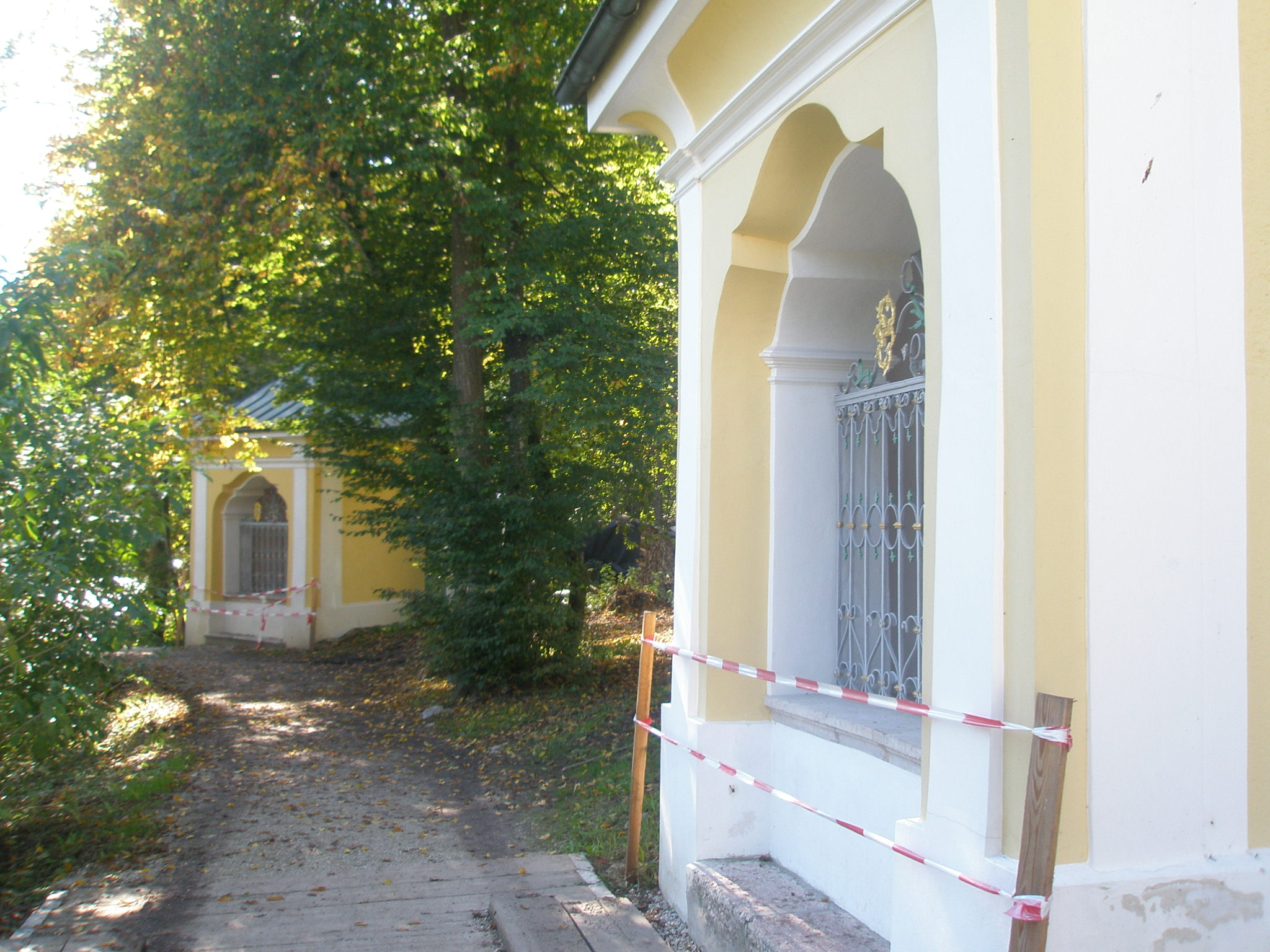
Zwei Stationen des Kalvarienbergs
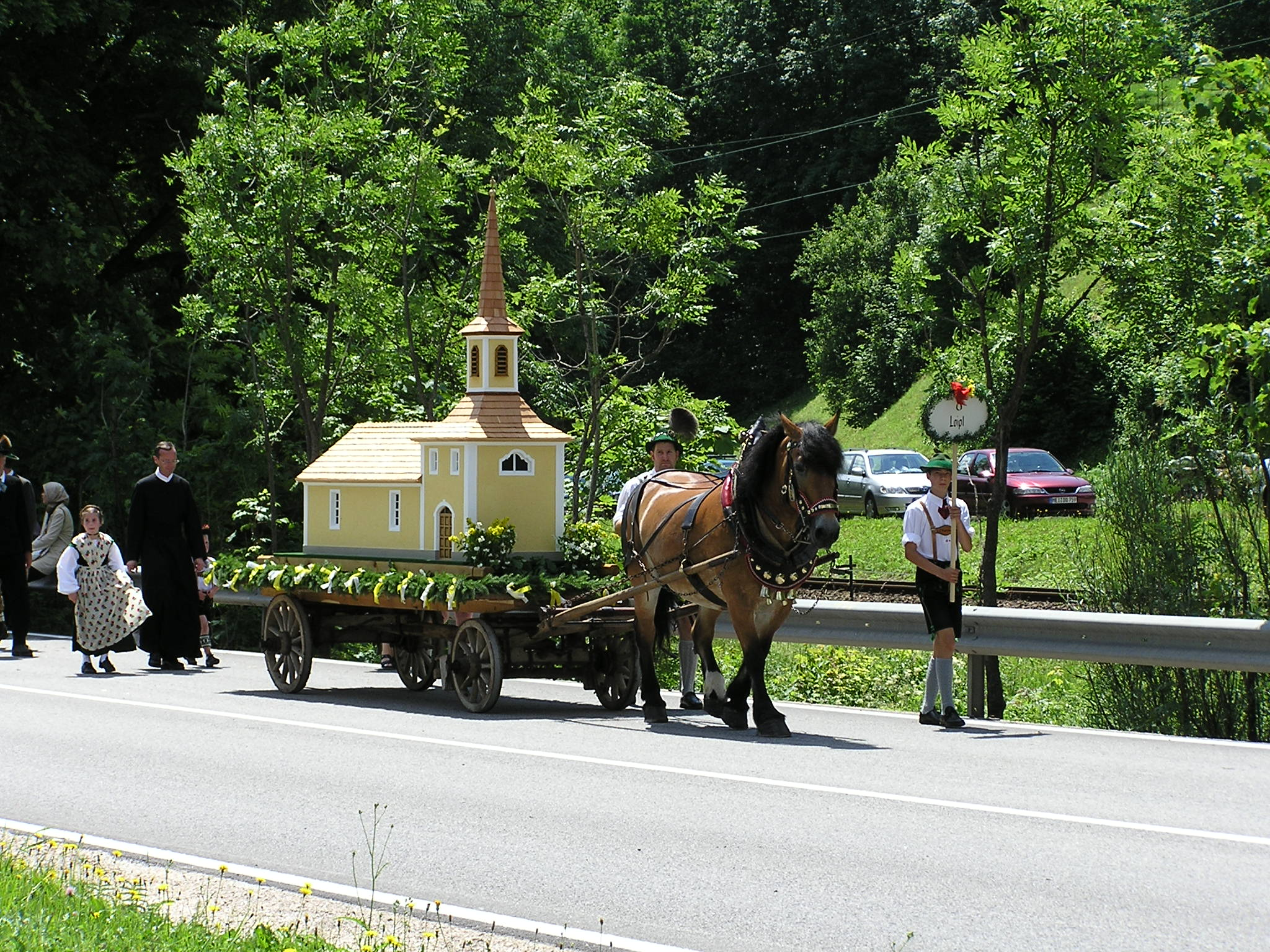
Wallfahrtskirche Maria Hilf, dargestellt auf einem Festwagen

### Feste

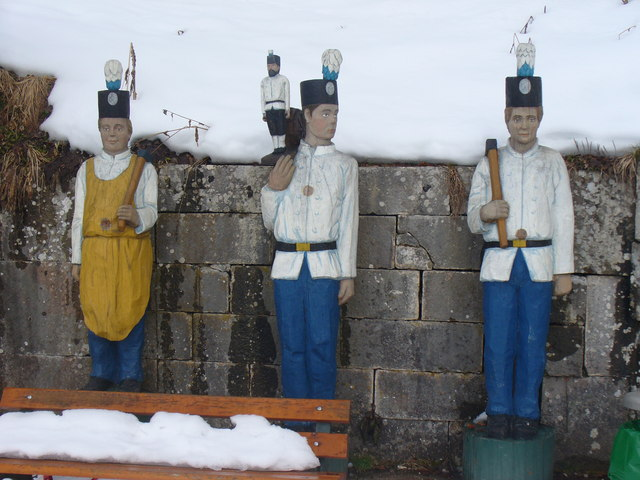
Bergknappen im Festgewand, Figuren beim Salzbergwerk

Das Bergfest bzw. der Bergknappenjahrtag wird seit dem mit Privilegien verbundenen Freiheitsbrief der Knappenzunft des Salzbergwerks Berchtesgaden gefeiert, bis 1627 nur als Lob- und Dankgottesdienst in der Stiftskirche, nach der Verleihung einer Fahne im Jahr 1628 auch durch einen Umzug mit Trommlern und Pfeifern im Ort. Noch heute marschieren zu Pfingsten nach dem Gottesdienst die Bergknappen im Festzug durch die Straßen des Marktes.

### Kulinarische Spezialitäten
Seit Jahrhunderten ist es ausschließlich im Berchtesgadener Land Brauch, dass vom 1. November an – heute teilweise schon ab September – bis zum 1. Advent Stuck, ein semmelförmiges Roggengebäck mit Korinthen und Zimt, angeboten wird und auf die Vorweihnachtszeit einstimmt.
In den Zeiten, als die Fürstpröpste das Berchtesgadener Land regierten, war mit dem Stuck auch ein Bettelbrauch verbunden. Arme, zumeist „ältere Leute“ bettelten um Stuck und „beteten dabei laut“. Laut dem Volkskundler Rudolf Kriss habe sich jedoch „schon 1731 der Pfarrer von Schellenberg beschwert, dass die Leute wegen des Stuckeinsammelns den Gottesdienst versäumten.“

## Infrastruktur

### Wirtschaft und Arbeitsbedingungen
Der größte und auf lange Sicht stabilste Wirtschaftsfaktor auf dem Territorium des Berchtesgadener Landes war der Salzabbau. Das „weiße Gold“ gab aber immer wieder auch Anlass für politische Ränke bis hin zu kriegerischen Auseinandersetzungen. Zu Anfang des 14. Jahrhunderts hatte die Salzgewinnung im Vergleich zu Hallein ein Verhältnis von 1:10, 1363 besserte es sich bereits auf 1:5 und 1465 lieferte Berchtesgaden bereits ein Drittel von dem, was Hallein abbaute. Dieser Dreischritt erinnert Koch-Sternfeld an die Schrittfolge des Klosterstifts zu seiner Reichsunmittelbarkeit.

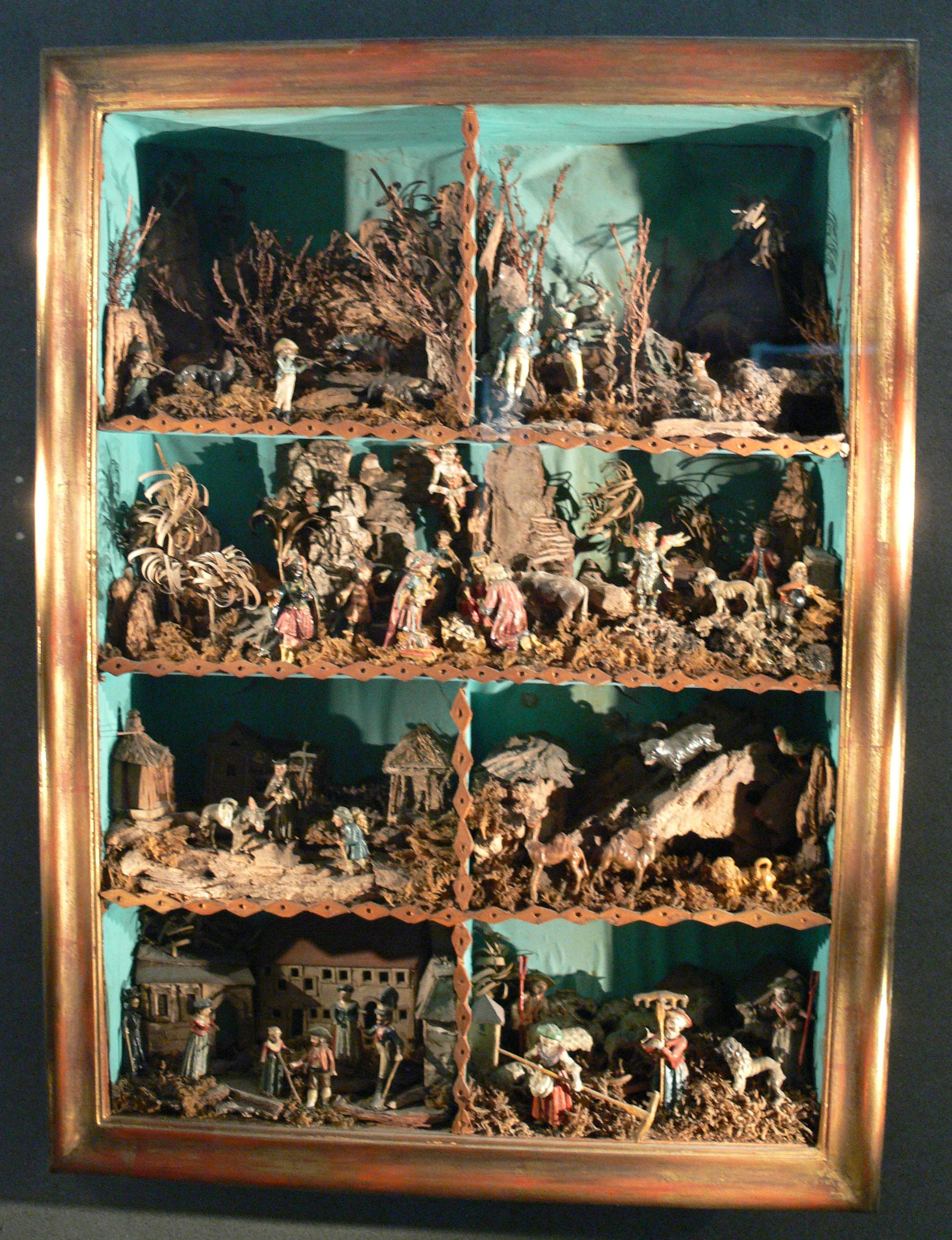
Holzschnitzkunst, Berchtesgaden um 1800

Bis zum Ende des 14. Jahrhunderts wurden den Berchtesgadener Untertanen lediglich Lehen zugestanden, die sie als Leibgeding nutzen durften. Das änderte sich erst 1377 mit dem von Stiftspropst Ulrich I. erlassenen Landbrief. Unter der Bedingung, dass sie als nach wie vor Leibeigene weiterhin ihren Lehensverpflichtungen nachkamen, konnten sie nun ihre Lehen gegen eine „Ablösungsschuld“ erwerben und auch Teile davon verkaufen. Das führte in der Folgezeit nicht selten zu Unterbenennungen der Anwesen in Ober-, Mitter- und Unterlehen. Reichten jedoch zuvor schon die ungeteilten Landgüter kaum zum Lebensunterhalt einer Familie aus, galt das für die zerstückelten erst recht. Die hohen Niederschläge und vielen Steilhänge erlaubten den kleinen bäuerlichen Betrieben in Berchtesgaden lediglich die Wiesen- und Weidewirtschaft zur Rinderhaltung – insbesondere von trittsicheren, aber kleinen Berchtesgadener Katzen – für die Milcherzeugung und Jungviehaufzucht. Da den Lehnbauern ein Verlassen der Fürstpropstei untersagt war, mussten sie nach einem Nebenverdienst Ausschau halten. Das Salzbergwerk, die Saline in Marktschellenberg, die Forsten und die kleinen Handwerksbetriebe konnten aber nicht so viele beschäftigen, deshalb verlegten sie sich immer mehr auf das Holzhandwerk.
Die in Heimarbeit hergestellte Berchtesgadener War bildete im Lauf der nächsten Jahrzehnte eine sichere zusätzliche Einnahmequelle. Das Holzspielzeug nach dem Vorbild Ammergaus gelangte über Niederlassungen in Antwerpen, Cádiz, Genua, Venedig und Nürnberg in „die fernsten Theile der handelnden Welt“. Und es besteht „kein Zweifel“, dass zwischen 1492 und 1498 Kolumbus, Amerigo Vespucci und Vasco da Gama solches Spielzeug nach West- und Ostindien brachten. Ab dem 17. Jahrhundert sank die Nachfrage jedoch, was u. a. an der „konservativen Machart“ der grob geschnitzten Berchtesgadener Waren lag, bei denen keine Verbesserungen und Erneuerungen angestrebt wurden. Die Emigration der protestantischen Exulanten beziehungsweise ihre Vertreibung aus dem Gebiet der Fürstpropstei in den Jahren 1732/33 betraf viele begabte Schnitzer und Drechsler des Holzkunsthandwerks. 1783 untersagte ein kaiserlicher Erlass die Einfuhr nach Österreich und im 19. Jahrhundert unterband der bayerische Staat den bis dahin verbilligten Holzbezug.

### Medizinische Versorgung
Für den Hauptort und die Residenz Berchtesgaden wurden bereits 1490 ein Stiftsspital nahe der Pfarrkirche St. Andreas und 1565 ein Leprosenhaus urkundlich erwähnt. Auch der erste wissenschaftlich gebildete Arzt ließ sich 1710 in dem Ort nieder. Das Stiftsspital wurde 1812 versteigert und erst 1845 durch ein Krankenhaus am Doktorberg ersetzt.

### Bildung
Ab dem Mittelalter konnten am Hofe des Chorherrenstifts die Kinder der Ministerialen und angesehenen Bürger Berchtesgadens eine Lateinschule besuchen. Als erster namentlich bekannter Lehrer unterrichtete dort von 1546 bis 1556 Georgius Agricola der anschließend Rektor der Domschule Salzburg wurde. Weitere Lehrer waren im Jahr 1652 Dionys Pacher und 1708 Matthias Fink. Wie lange die Lateinschule existierte, ist unklar, da sie jedoch im Zusammenhang mit der ersten Volksschule 1792 keine Erwähnung fand, gab es sie vermutlich nicht länger als bis gegen Ende des 18. Jahrhunderts. Sie war offensichtlich nur „schlecht frequentiert“, so dass sie über 100 Jahre nicht wiederbelebt oder ersetzt wurde.
Für alle nicht privilegierten Kinder gab es vom 16. bis ins späte 18. Jahrhundert im Berchtesgadener Land vor allem Winkelschulen beziehungsweise Winterschulen, in denen sich des Lesens und Schreibens kundige Männer und Frauen ein Zubrot verdienten und die Kinder nach der Erntezeit unterrichteten. So bezog ein „Teutscher Schulmeister“ Jakob Riedl einen Klafter „Puechenes“ und noch 1789 unterrichtete der Mesner Nikolaus Vonderthann einige Kinder vermutlich im Mesnerhaus.
Im Berchtesgadener Ortsteil Au wurden die Kinder im 18. Jahrhundert von Augustiner-Eremiten aus Dürrnberg unterrichtet. Deren Sold waren jährlich vier Gulden oder zwei Eimer (je 68,4 Liter) Bier, die das Berchtesgadener Chorherrenstift bezahlte.
Der letzte Fürstpropst Joseph Konrad von Schroffenberg-Mös ließ im Markt Berchtesgaden 1792 eine Hauptschule oder Normalschule und 1793 eine Baumwoll-Spinnschule einrichten, an der bis 1811 ein ausgebildeter Berufslehrer namens Alois Mader, einige Hilfslehrer und der Mesner Nikolaus Vonderthann 70 Schüler unterrichteten.

## Historische Karten
- 1579: Chorographia Bavariae ad illustriss et seneness principem … (lateinisch), Berchtesgaden (Schreibweise auf Karte: Berchtolsgaden) auf zoombarer Karte unten rechts zwischen Maßstab und Bavaria zu finden, Petrus Weinerus, 1579, Signatur: ark:/12148/btv1b72000983, Bibliothèque nationale de France.
- 1644: Matthäus Merian: Taffel des Stiffts Berchtersgaden (Klosterstift bzw. Fürstpropstei Berchtesgaden), zoombare Karte: Kupferdruck 28 × 34 cm, Kartenausrichtung South up (Süden oben). Titelschreibung siehe Wappen unten rechts. Merian, Frankfurt a. M. (erstmals) 1644, In: Archiepiscopatus Salisburgensis, Falz 28, Topographia Bavariae, Standort: Bern UB Speichermagazin. Sektor E4 | Signatur: MUE Ryh 4706 : 28.
- 1706: Fürstpropstei Berchtesgaden – Stand von 1706 (skalierbar), in: Dieter Albrecht: Fürstpropstei Berchtesgaden. Text und Karte in Historischer Atlas von Bayern. Teil Altbayern Heft 7, Laßleben, Kallmünz 1954. Seite i.
- 1789: Thomas Höckmann: Historische Karte von Bayern 1789 (inkl. Fürstpropstei).